# Noms gravés sous l'arc de triomphe de l'Étoile
Cet article présente la liste des 660 noms gravés sous l'arc de triomphe de l'Étoile, à Paris, présentée d'une part dans la disposition en quarante colonnes telle qu'elle apparaît sur les quatre piliers du monument et d'autre part suivant l'ordre alphabétique. Parmi ces noms, 653 sont des généraux qui ont servi sous la Première République (1792-1804) et le Premier Empire (1804-1815). Les 128 noms soulignés sont, avec quelques exceptions, ceux des morts au combat. Dans la liste alphabétique, les noms en gras sont ceux des rois, vice-rois, ministres et maréchaux.
Voir aussi la liste des batailles gravées sur l'arc de triomphe de l'Étoile.

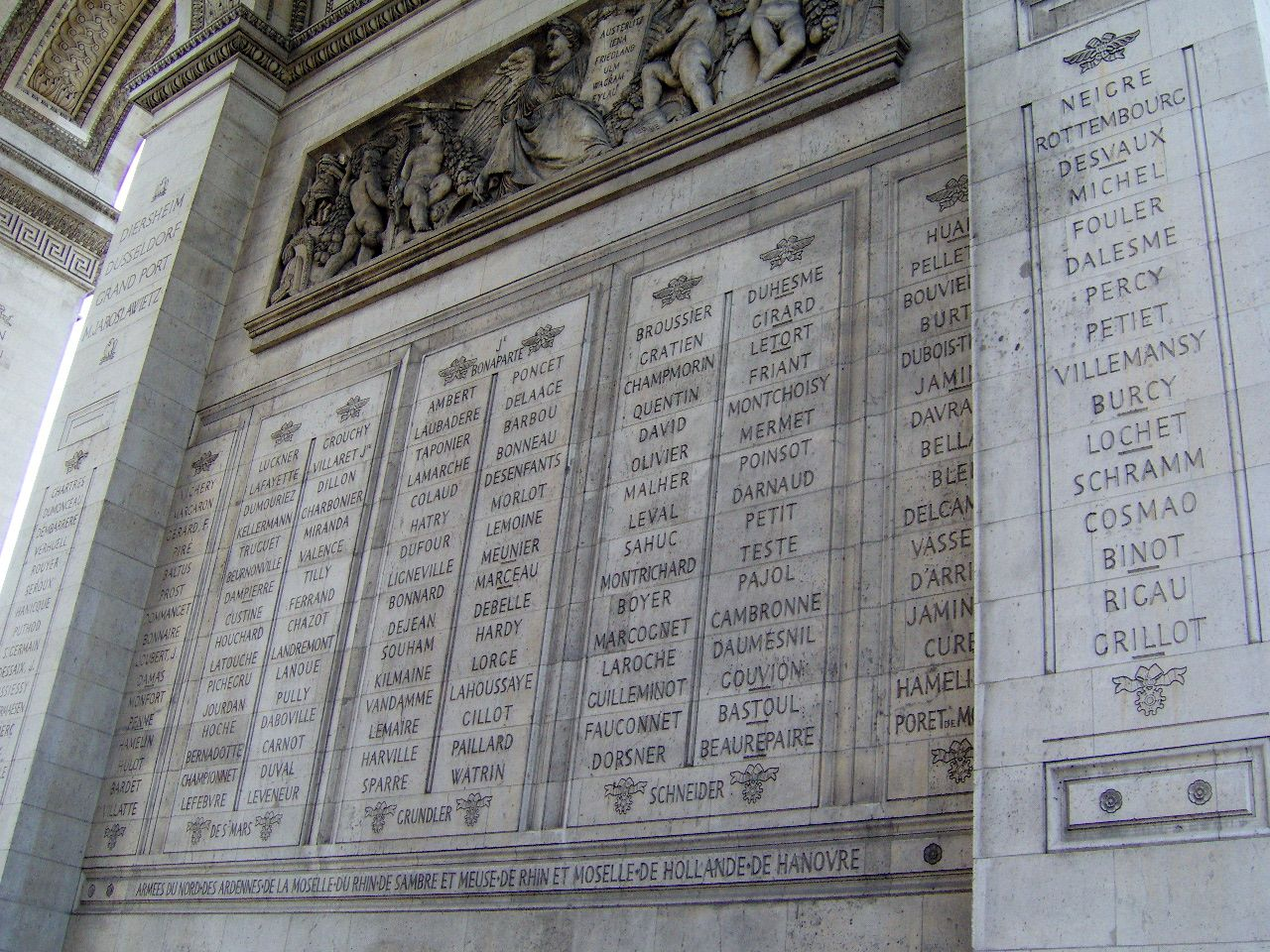
Pilier nord Armées du nord de la France, du Bas-Rhin et des Pays-Bas.
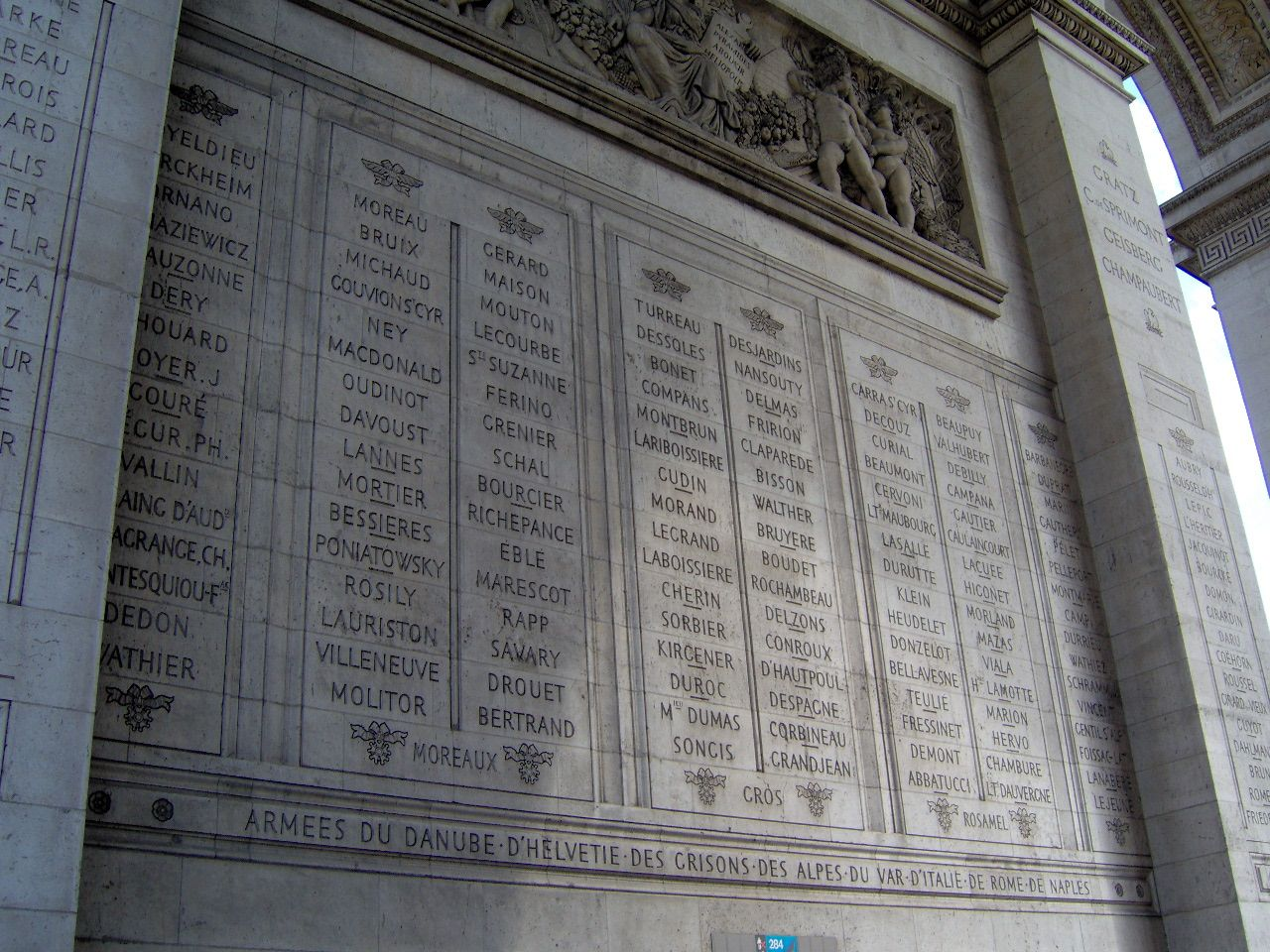
Pilier est Armées d'Europe centrale, de Suisse et d'Italie.
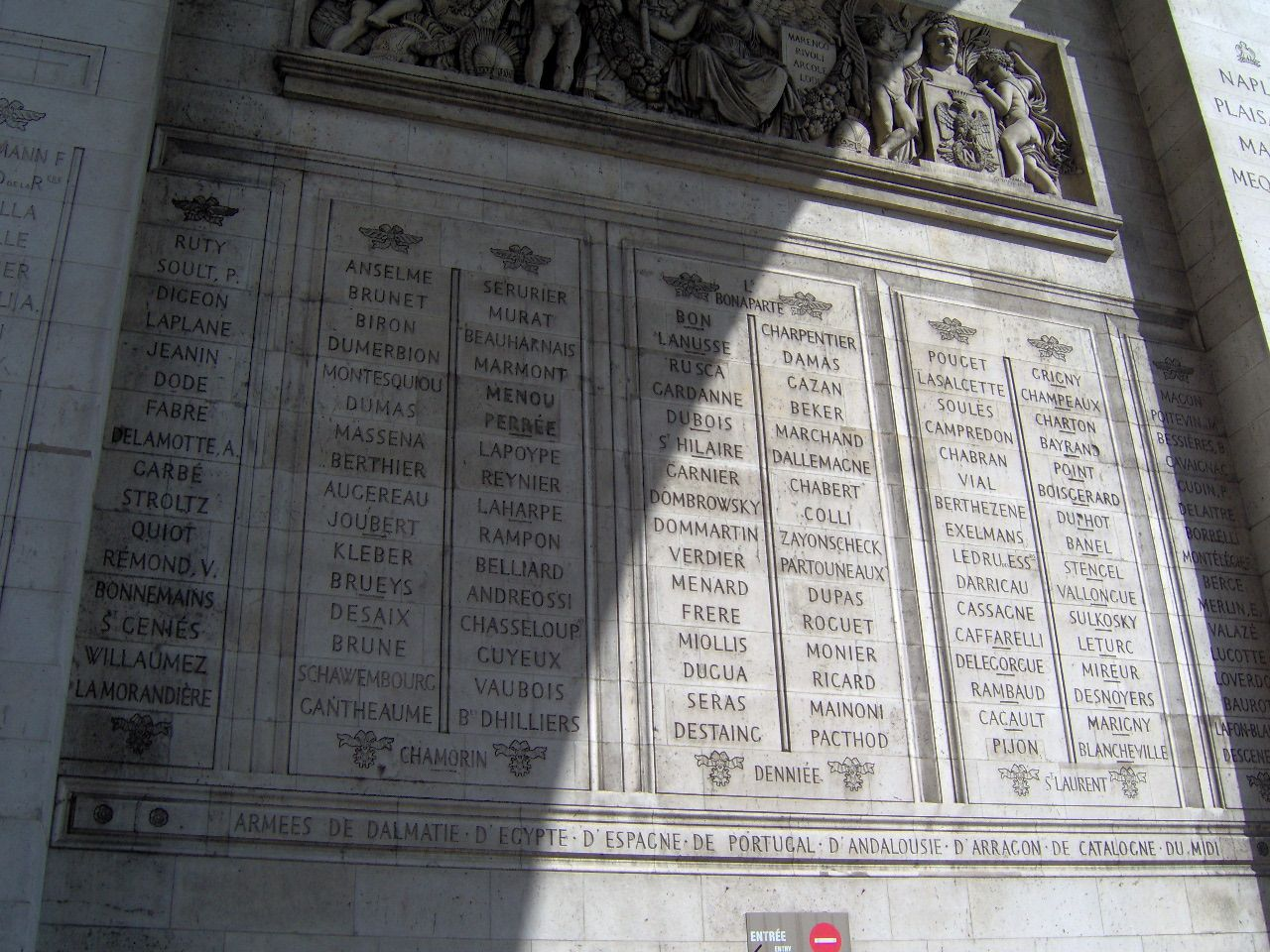
Pilier sud Armées d'Europe méridionale, d'Égypte et du Midi.
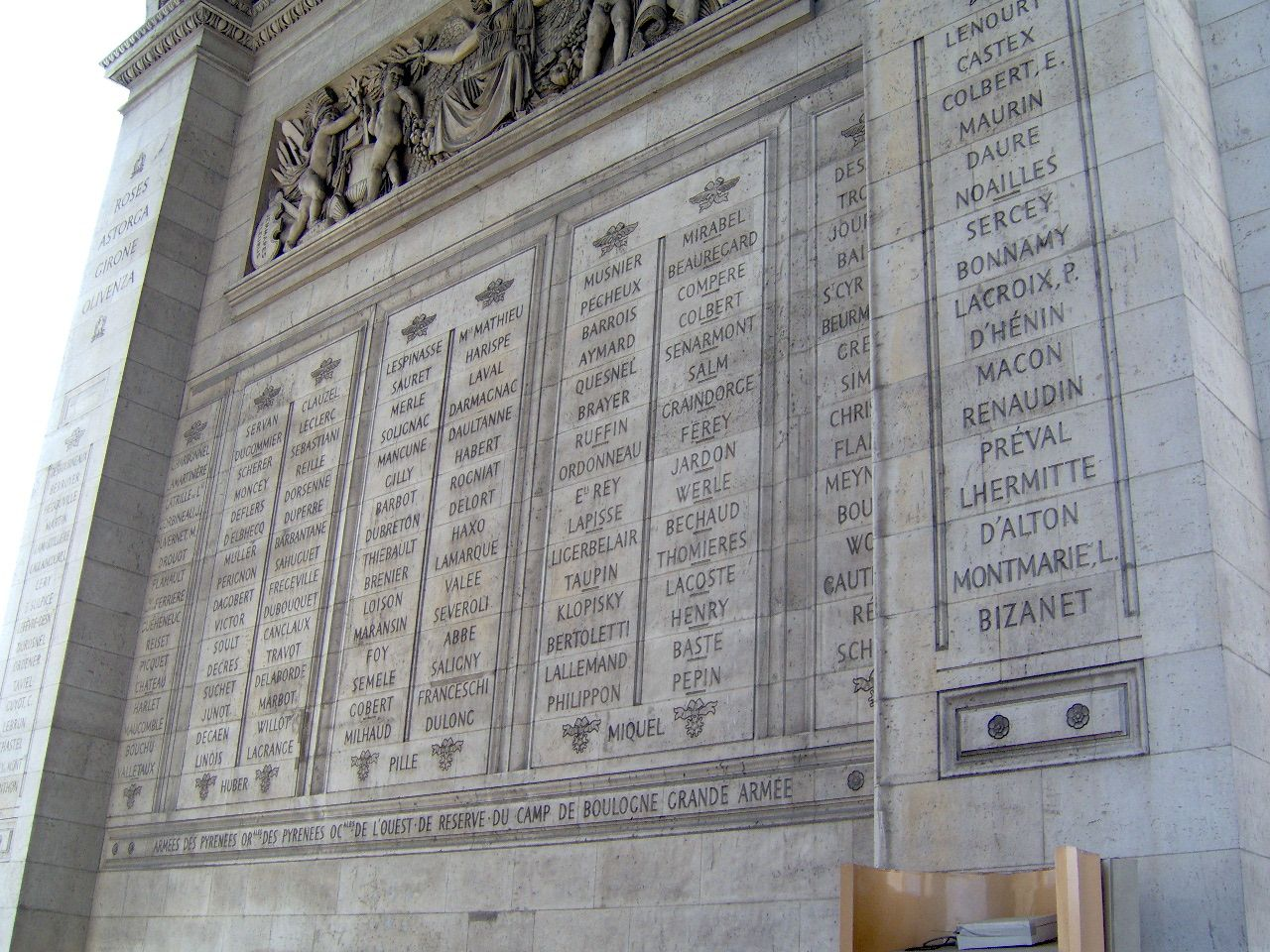
Pilier ouest Armées des Pyrénées, de l'ouest de la France et unités notables.

## Pilier nord

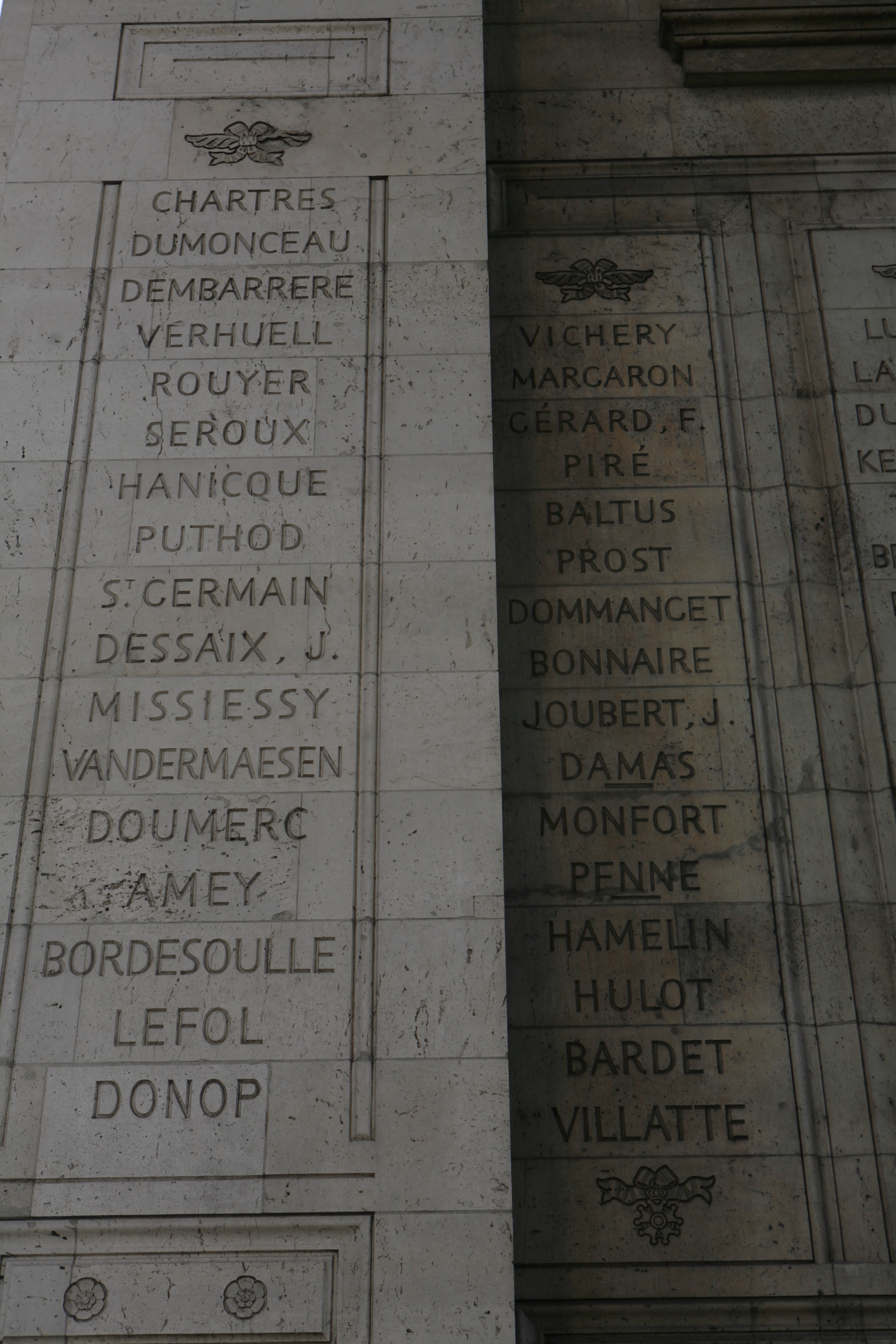
Colonnes 1, 2.
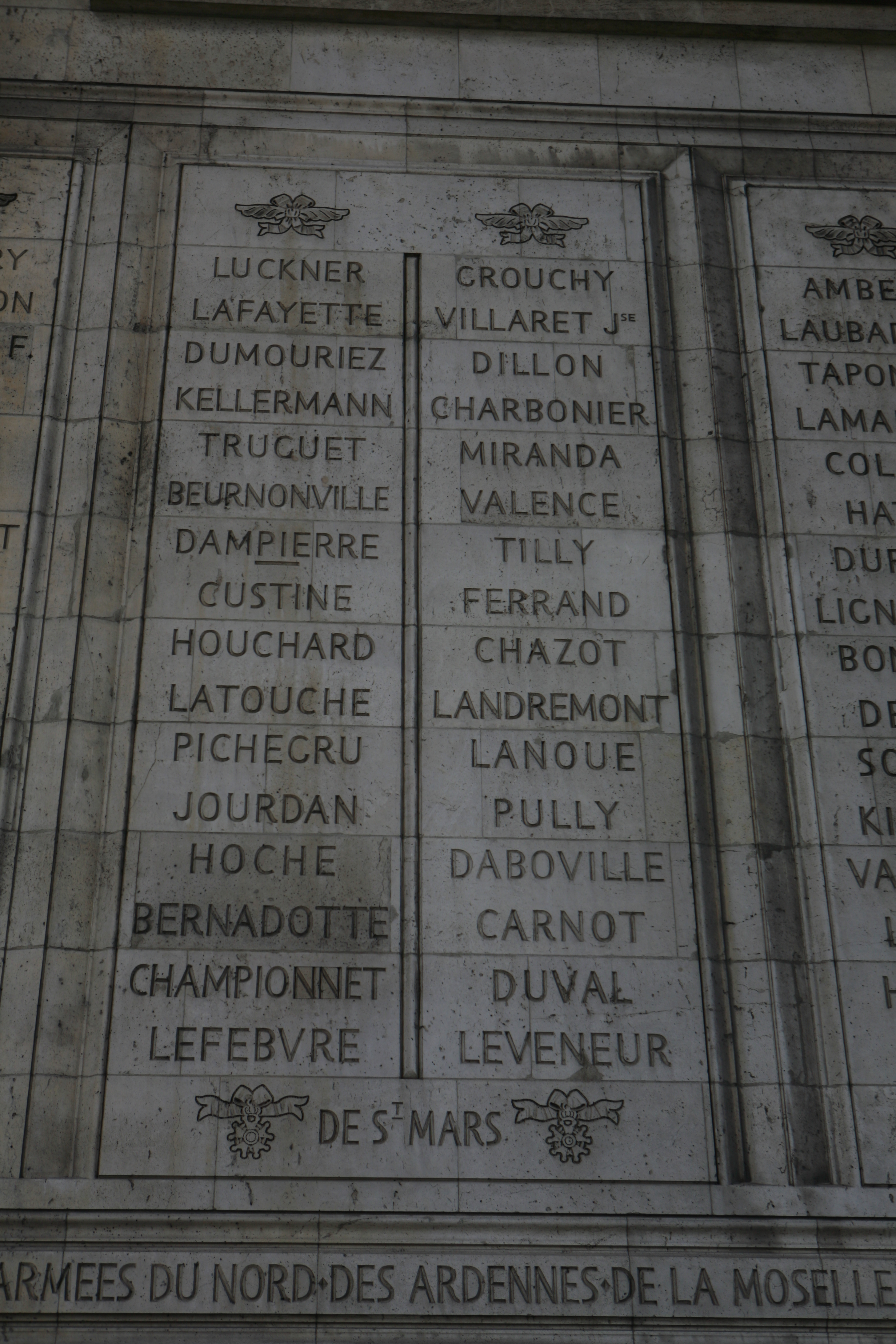
Colonnes 3, 4.
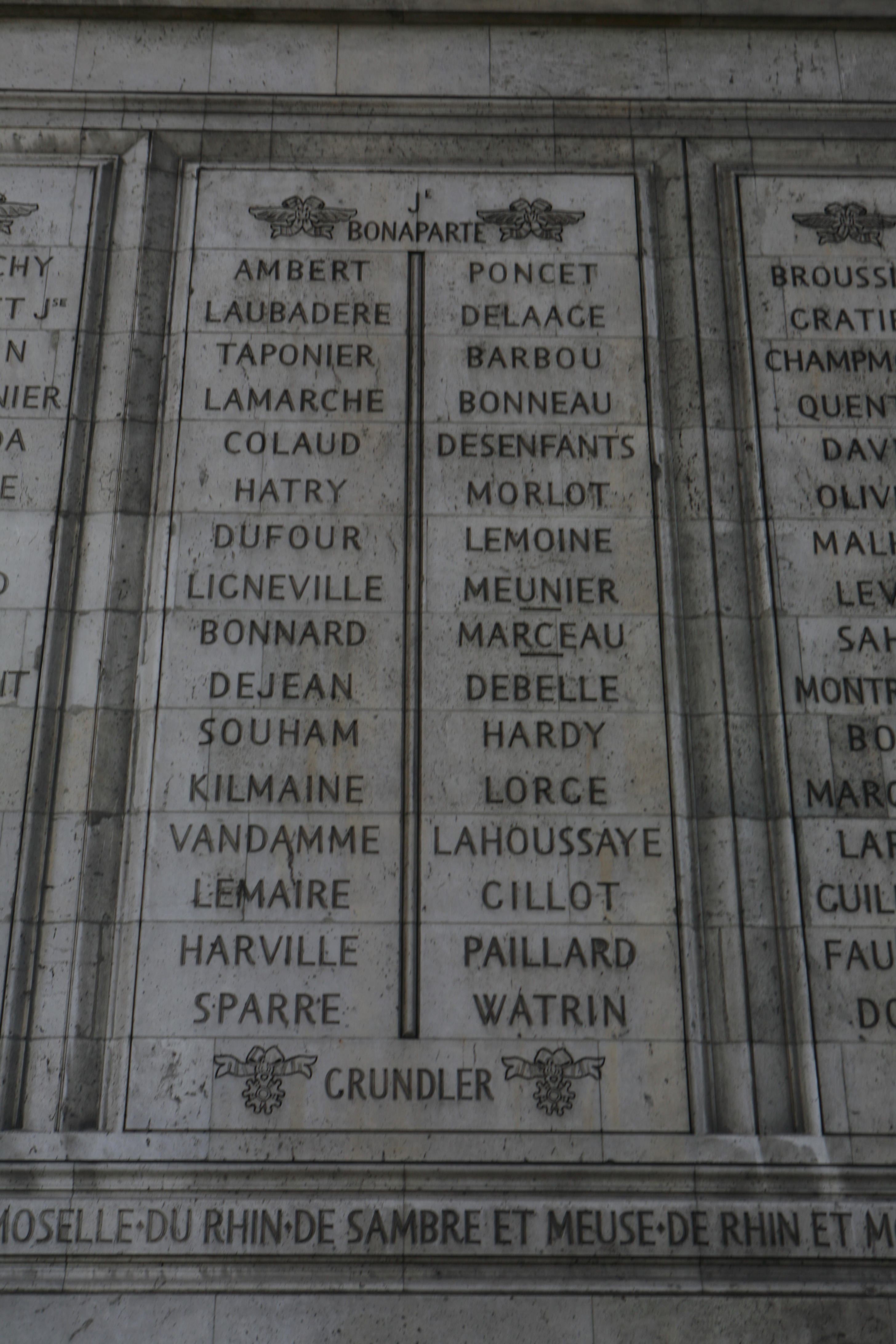
Colonnes 5, 6.
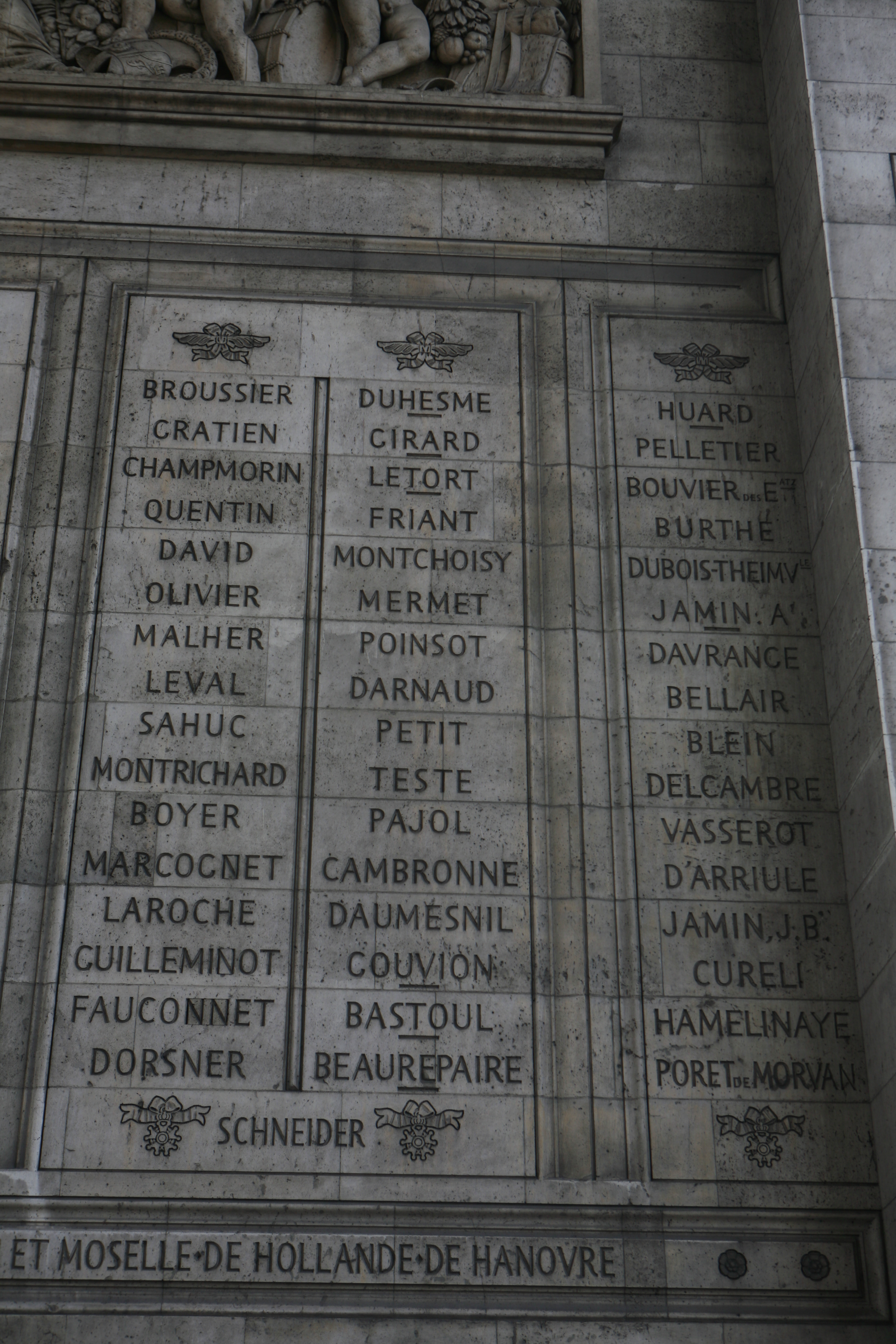
Colonnes 7, 8, 9.
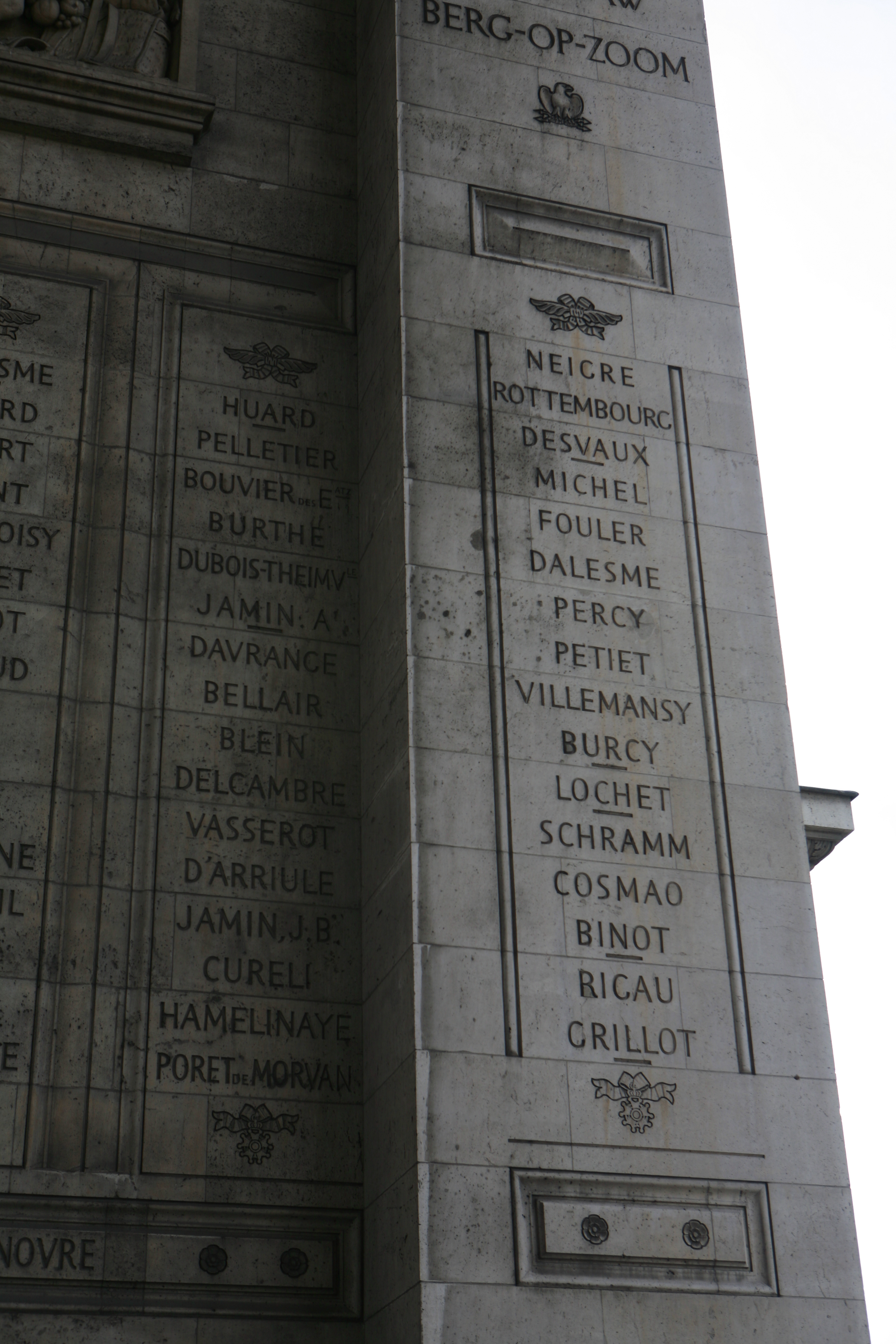
Colonnes 9, 10.

|  | Colonne 1    | Colonne 2   | Colonne 3    | Colonne 4    | Colonne 5    | Colonne 6  | Colonne 7   | Colonne 8   | Colonne 9        | Colonne 10  |  |
|  | ------------ | ----------- | ------------ | ------------ | ------------ | ---------- | ----------- | ----------- | ---------------- | ----------- |  |
|  | •            | •           | •            | •            | JE BONAPARTE | •          | •           | •           | •                | •           |  |
|  | CHARTRES     | VICHERY     | LUCKNER      | GROUCHY      | AMBERT       | PONCET     | BROUSSIER   | DUHESME     | HUARD            | NEIGRE      |  |
|  | DUMONCEAU    | MARGARON    | LAFAYETTE    | VILLARET JSE | LAUBADERE    | DELAAGE    | GRATIEN     | GIRARD      | PELLETIER        | ROTTEMBOURG |  |
|  | DEMBARRERE   | GÉRARD, F.  | DUMOURIEZ    | DILLON       | TAPONIER     | BARBOU     | CHAMPMORIN  | LETORT      | BOUVIER DES EATZ | DESVAUX     |  |
|  | VERHUELL     | PIRÉ        | KELLERMANN   | CHARBONIER   | LAMARCHE     | BONNEAU    | QUANTIN     | FRIANT      | BURTHE           | MICHEL      |  |
|  | ROUYER       | BALTUS      | TRUGUET      | MIRANDA      | COLAUD       | DESENFANTS | DAVID       | MONTCHOISY  | DUBOIS⁠-⁠THEIMVLE  | FOULER      |  |
|  | SEROUX       | PROST       | BEURNONVILLE | VALENCE      | HATRY        | MORLOT     | OLIVIER     | MERMET      | JAMIN, A.        | DALESME     |  |
|  | HANICQUE     | DOMMANGET   | DAMPIERRE    | TILLY        | DUFOUR       | LEMOINE    | MALHER      | POINSOT     | DAVRANGE         | PERCY       |  |
|  | PUTHOD       | BONNAIRE    | CUSTINE      | FERRAND      | LIGNEVILLE   | MEUNIER    | LEVAL       | DARNAUD     | BELLAIR          | PETIET      |  |
|  | ST GERMAIN   | JOUBERT, J. | HOUCHARD     | CHAZOT       | BONNARD      | MARCEAU    | SAHUC       | PETIT       | BLEIN            | VILLEMANSY  |  |
|  | DESSAIX, J.  | DAMAS       | LATOUCHE     | LANDREMONT   | DEJEAN       | DEBELLE    | MONTRICHARD | TESTE       | DELCAMBRE        | BURCY       |  |
|  | MISSIESSY    | MONFORT     | PICHEGRU     | LANOUE       | SOUHAM       | HARDY      | BOYER       | PAJOL       | VASSEROT         | LOCHET      |  |
|  | VANDERMAESEN | PENNE       | JOURDAN      | PULLY        | KILMAINE     | LORGE      | MARCOGNET   | CAMBRONNE   | D'ARRIULE        | SCHRAMM     |  |
|  | DOUMERC      | HAMELIN     | HOCHE        | DABOVILLE    | VANDAMME     | LAHOUSSAYE | LAROCHE     | DAUMESNIL   | JAMIN, J.B.      | COSMAO      |  |
|  | AMEY         | HULOT       | BERNADOTTE   | CARNOT       | LEMAIRE      | GILOT      | GUILLEMINOT | GOUVION     | CURELI           | BINOT       |  |
|  | BORDESOULLE  | BARDET      | CHAMPIONNET  | DUVAL        | HARVILLE     | PAILLARD   | FAUCONNET   | BASTOUL     | HAMELINAYE       | RIGAU       |  |
|  | LEFOL        | VILLATTE    | LEFEBVRE     | LEVENEUR     | SPARRE       | WATRIN     | DORSNER     | BEAUREPAIRE | PORET DE MORVAN  | GRILLOT     |  |
|  | DONOP        | •           | DE ST MARS   | •            | GRUNDLER     | •          | SCHNEIDER   | •           | •                | •           |  |

|  | ARMEES DU NORD ・ DES ARDENNES ・ DE LA MOSELLE ・ DU RHIN ・ DE SAMBRE ET MEUSE ・ DE RHIN ET MOSELLE ・ DE HOLLANDE ・ DE HANOVRE |

## Pilier est

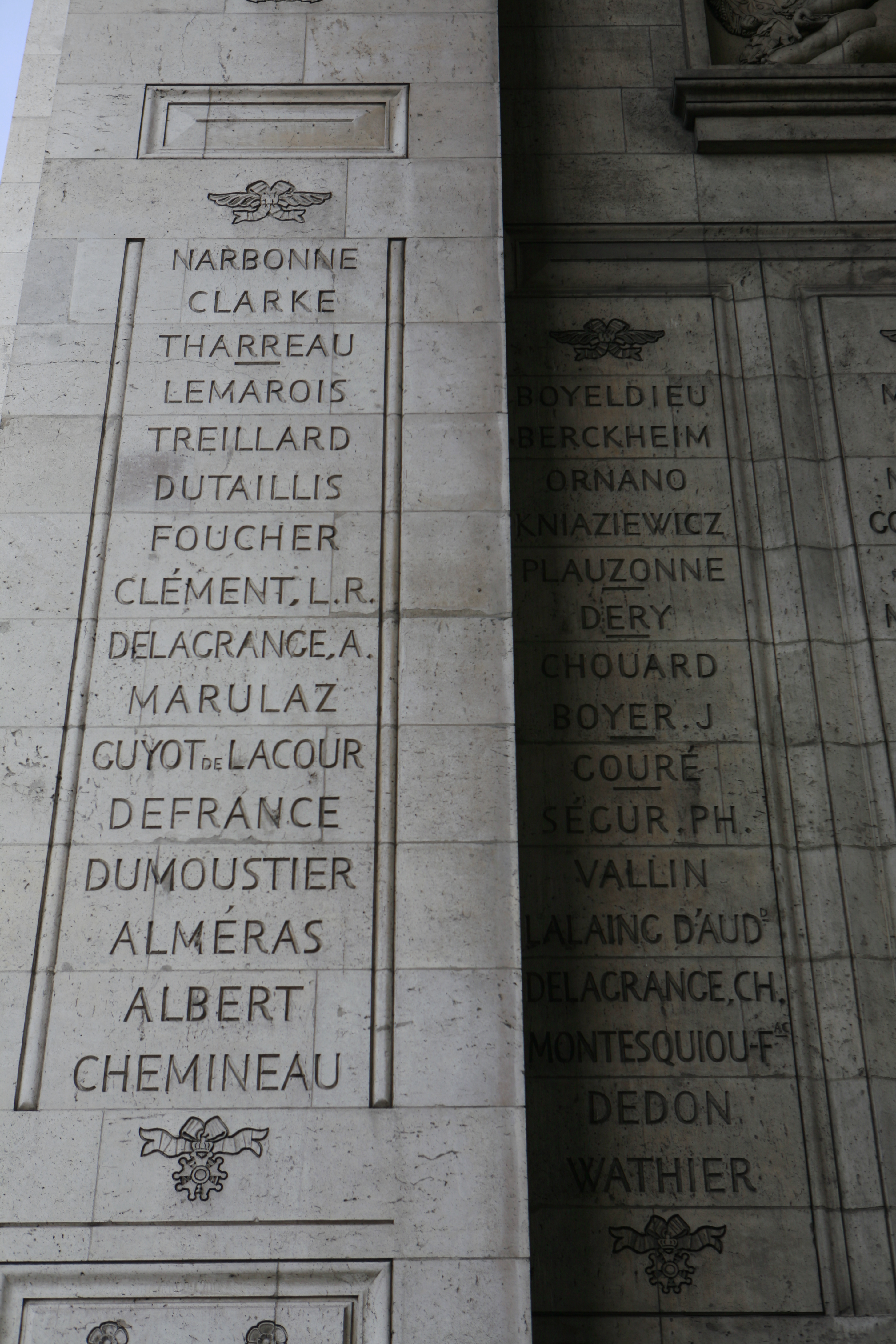
Colonnes 11, 12.
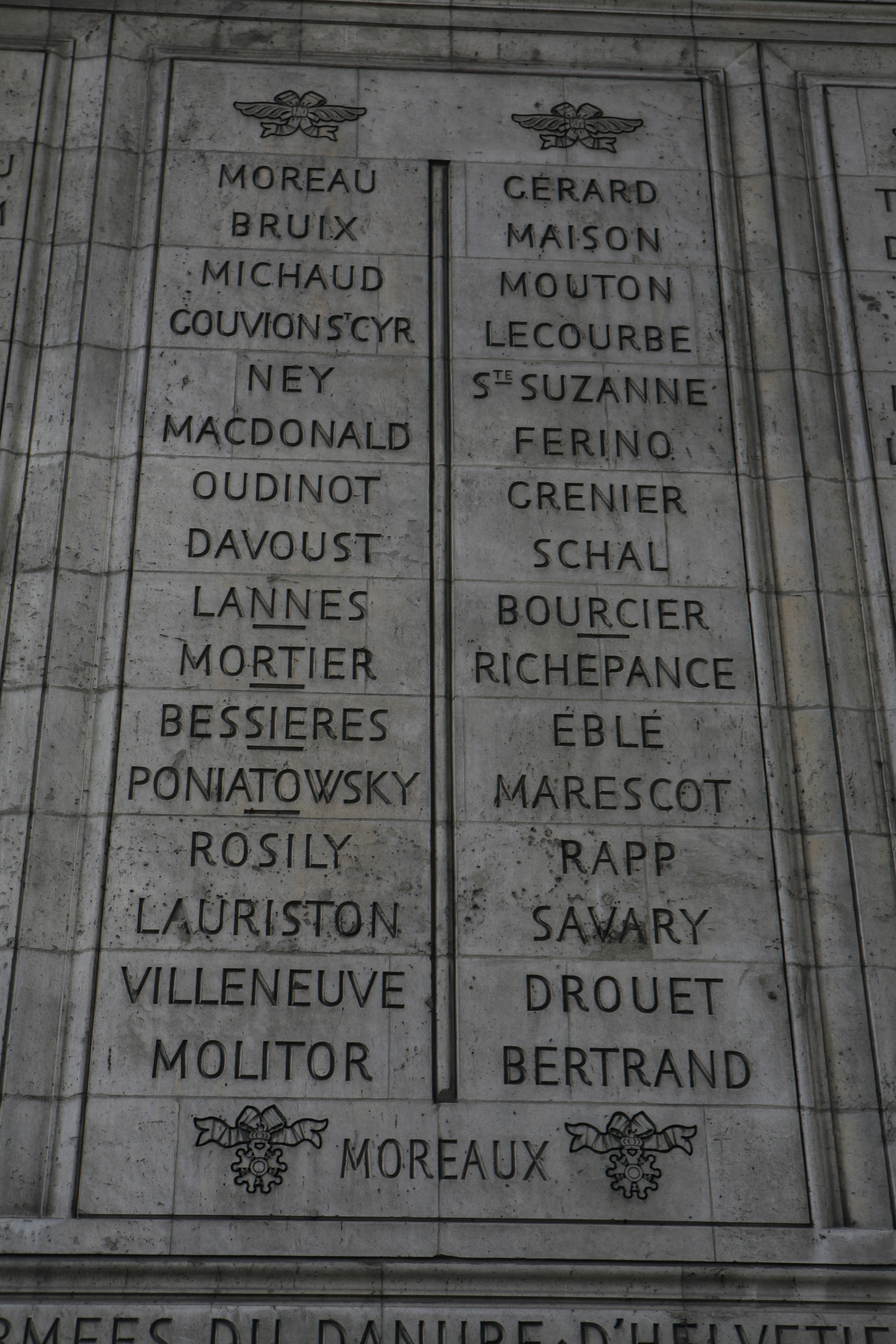
Colonnes 13, 14.
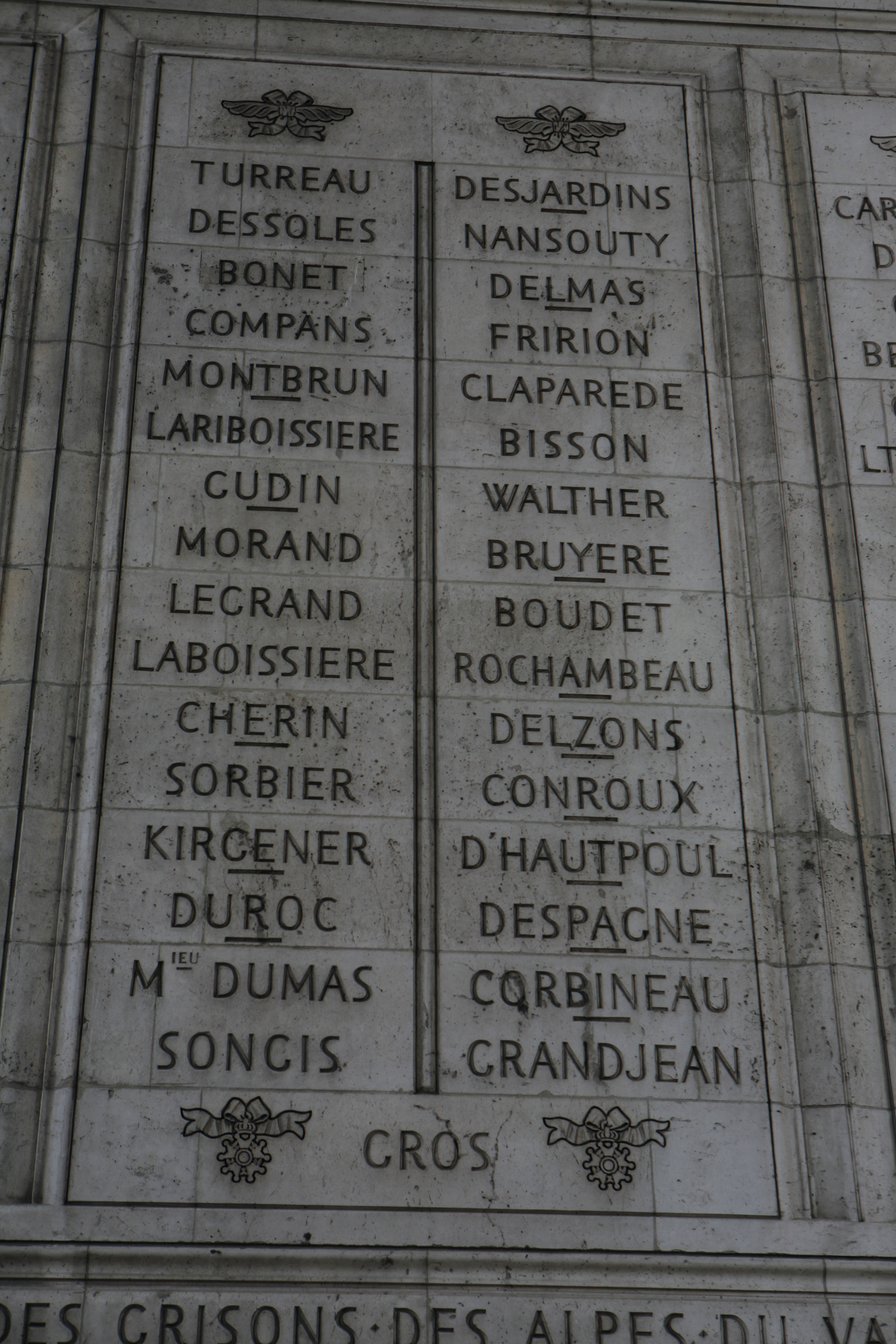
Colonnes 15, 16.
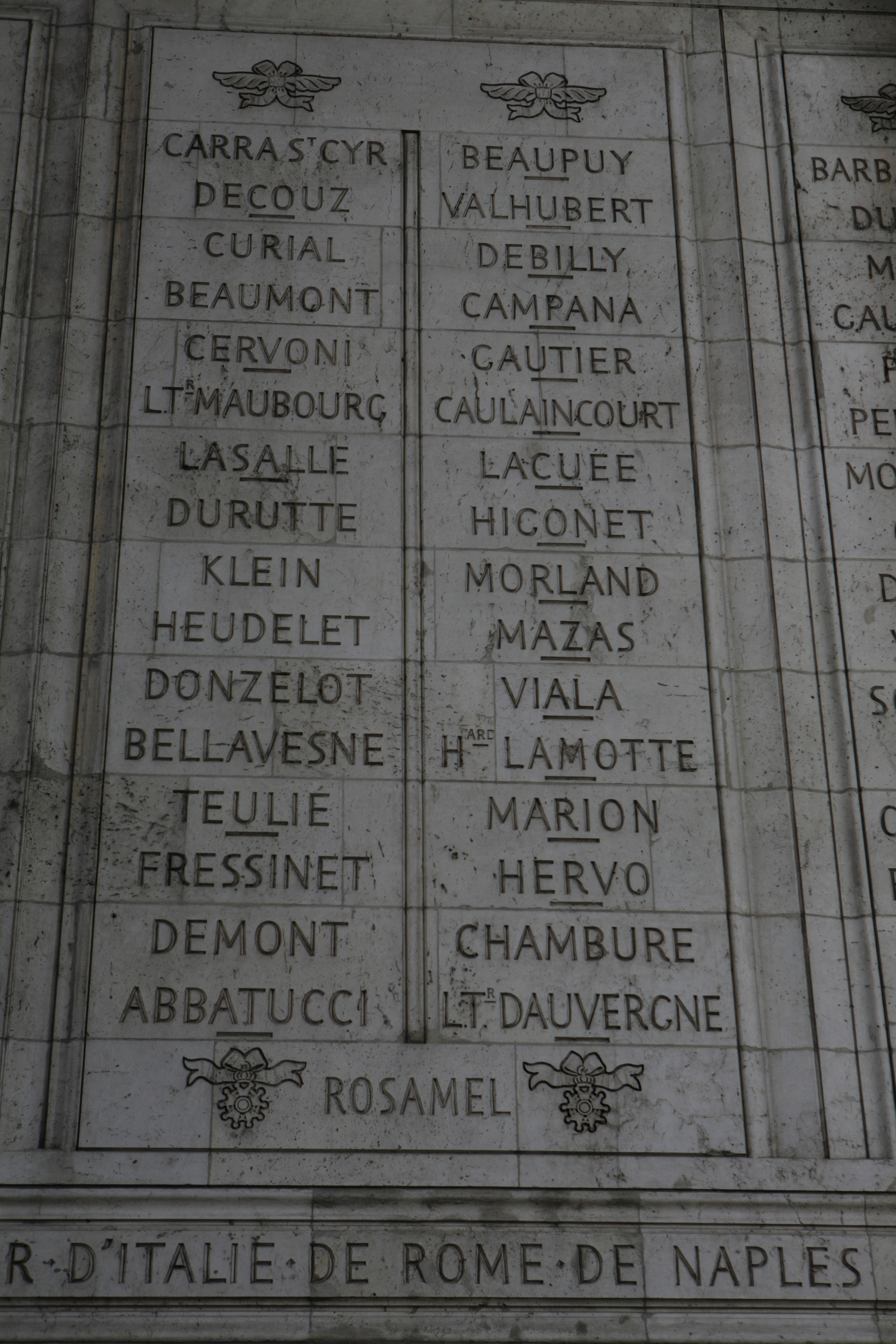
Colonnes 17, 18.
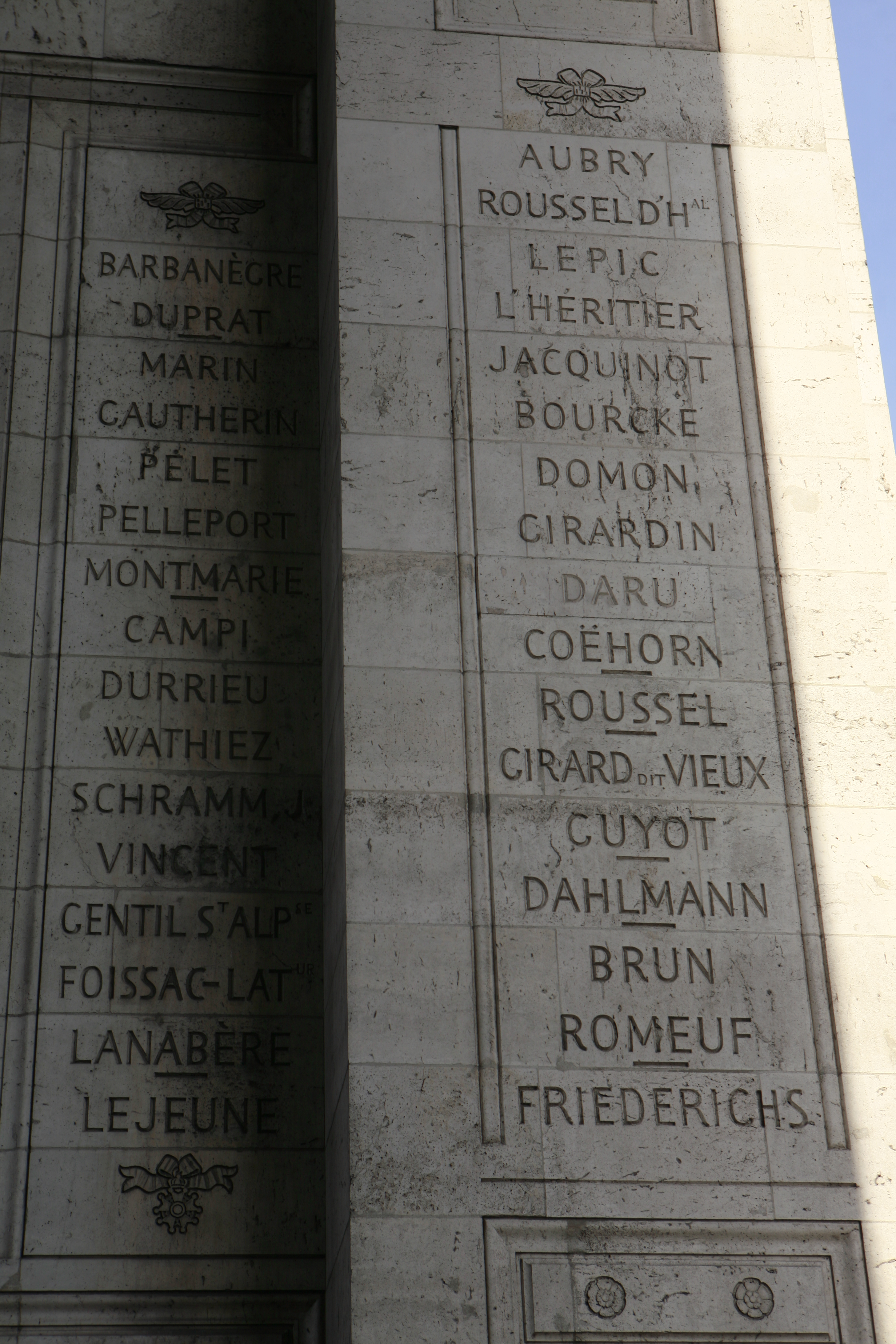
Colonnes 19, 20.

|  | Colonne 11      | Colonne 12      | Colonne 13     | Colonne 14  | Colonne 15    | Colonne 16 | Colonne 17    | Colonne 18     | Colonne 19      | Colonne 20       |  |
|  | --------------- | --------------- | -------------- | ----------- | ------------- | ---------- | ------------- | -------------- | --------------- | ---------------- |  |
|  | •               | •               | •              | •           | •             | •          | •             | •              | •               | •                |  |
|  | NARBONNE        | BOYELDIEU       | MOREAU         | GERARD      | TURREAU       | DESJARDINS | CARRA ST CYR  | BEAUPUY        | BARBANÈGRE      | AUBRY            |  |
|  | CLARKE          | BERCKHEIM       | BRUIX          | MAISON      | DESSOLES      | NANSOUTY   | DECOUZ        | VALHUBERT      | DUPRAT          | ROUSSEL D'HAL    |  |
|  | THARREAU        | ORNANO          | MICHAUD        | MOUTON      | BONET         | DELMAS     | CURIAL        | DEBILLY        | MARIN           | LEPIC            |  |
|  | LEMAROIS        | KNIAZIEWICZ     | GOUVION ST CYR | LECOURBE    | COMPANS       | FRIRION    | BEAUMONT      | CAMPANA        | GAUTHERIN       | L'HÉRITIER       |  |
|  | TREILLARD       | PLAUZONNE       | NEY            | STE SUZANNE | MONTBRUN      | CLAPAREDE  | CERVONI       | GAUTIER        | PELET           | JACQUINOT        |  |
|  | DUTAILLIS       | DERY            | MACDONALD      | FERINO      | LARIBOISSIERE | BISSON     | L.TR MAUBOURG | CAULAINCOURT   | PELLEPORT       | BOURCKE          |  |
|  | FOUCHER         | CHOUARD         | OUDINOT        | GRENIER     | GUDIN         | WALTHER    | LASALLE       | LACUÉE         | MONTMARIE       | DOMON            |  |
|  | CLÉMENT, L.R.   | BOYER, J.       | DAVOUST        | SCHAAL      | MORAND        | BRUYERE    | DURUTTE       | HIGONET        | CAMPI           | GIRARDIN         |  |
|  | DELAGRANGE, A.  | GOURÉ           | LANNES         | BOURCIER    | LEGRAND       | BOUDET     | KLEIN         | MORLAND        | DURRIEU         | DARU             |  |
|  | MARULAZ         | SÉGUR, PH.      | MORTIER        | RICHEPANCE  | LABOISSIERE   | ROCHAMBEAU | HEUDELET      | MAZAS          | WATHIEZ         | COËHORN          |  |
|  | GUYOT DE LACOUR | VALLIN          | BESSIERES      | ÉBLÉ        | CHERIN        | DELZONS    | DONZELOT      | VIALA          | SCHRAMM, J.     | ROUSSEL          |  |
|  | DEFRANCE        | LALAING D'AUDDE | PONIATOWSKY    | MARESCOT    | SORBIER       | CONROUX    | BELLAVESNE    | HARD LAMOTTE   | VINCENT         | GIRARD DIT VIEUX |  |
|  | DUMOUSTIER      | DELAGRANGE, CH. | ROSILY         | RAPP        | KIRGENER      | D'HAUTPOUL | TEULIÉ        | MARION         | GENTIL ST ALPSE | GUYOT            |  |
|  | ALMÉRAS         | MONTESQUIOU⁠-⁠FAC | LAURISTON      | SAVARY      | DUROC         | DESPAGNE   | FRESSINET     | HERVO          | FOISSAC-LATUR   | DAHLMANN         |  |
|  | ALBERT          | DEDON           | VILLENEUVE     | DROUET      | MIEU DUMAS    | CORBINEAU  | DEMONT        | CHAMBURE       | LANABÈRE        | BRUN             |  |
|  | CHEMINEAU       | WATHIER         | MOLITOR        | BERTRAND    | SONGIS        | GRANDJEAN  | ABBATUCCI     | L.TR DAUVERGNE | LEJEUNE         | ROMEUF           |  |
|  | •               | •               | MOREAUX        | •           | GROS          | •          | ROSAMEL       | •              | •               | FRIEDERICHS      |  |

|  | ARMEES DU DANUBE ・ D'HELVETIE ・ DES GRISONS ・ DES ALPES ・ DU VAR ・ D'ITALIE ・ DE ROME ・ DE NAPLES |

## Pilier sud

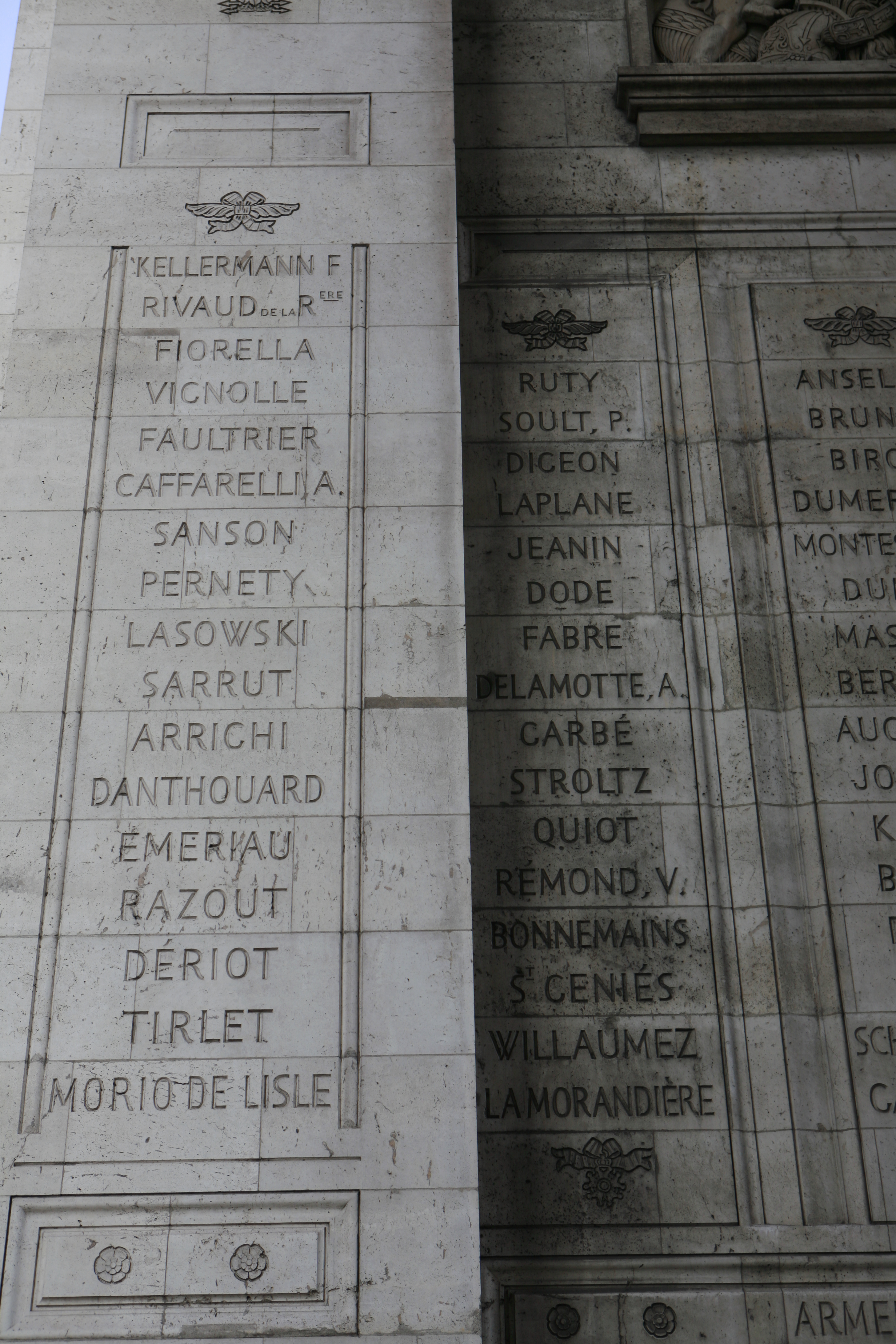
Colonnes 21, 22.
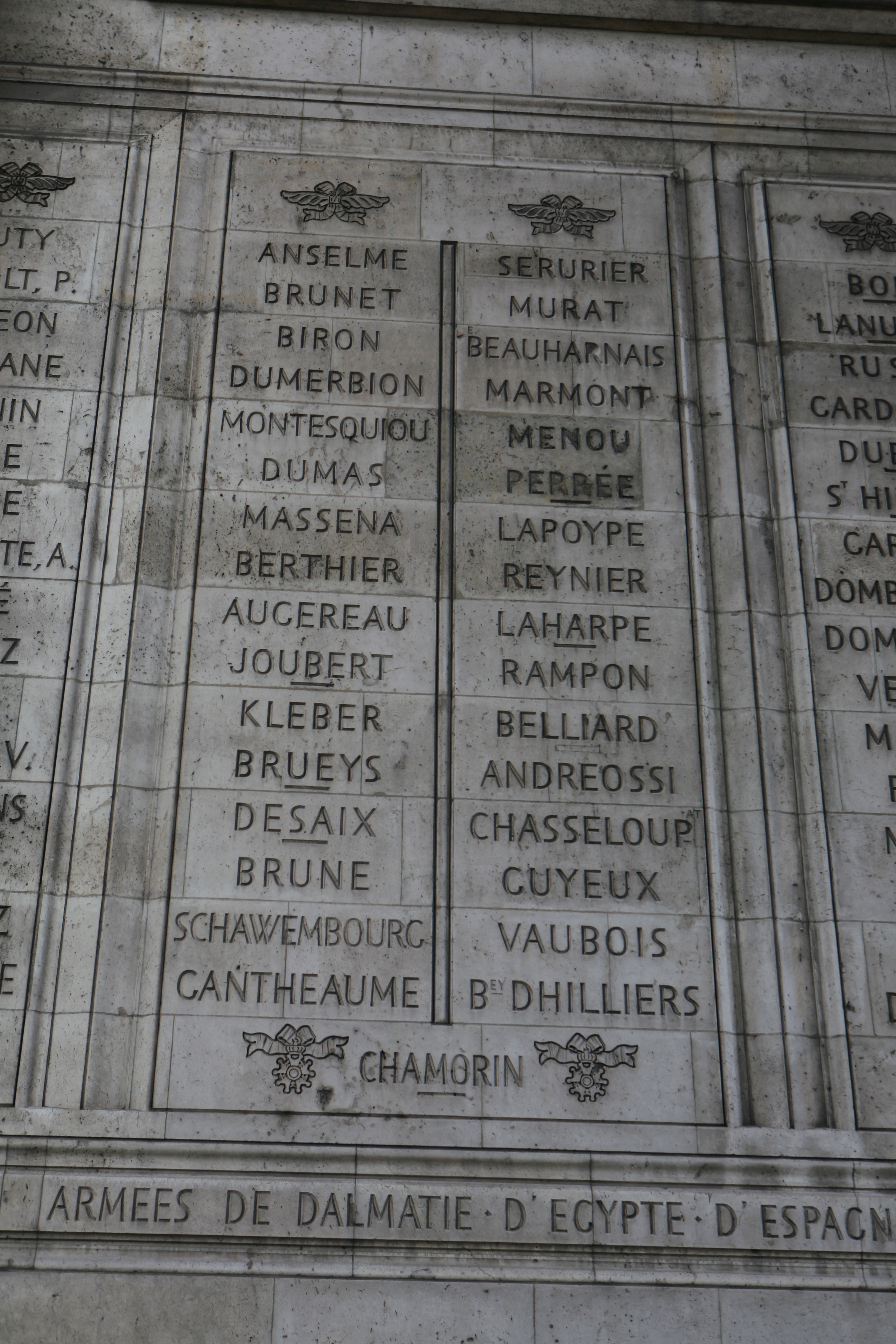
Colonnes 23, 24.
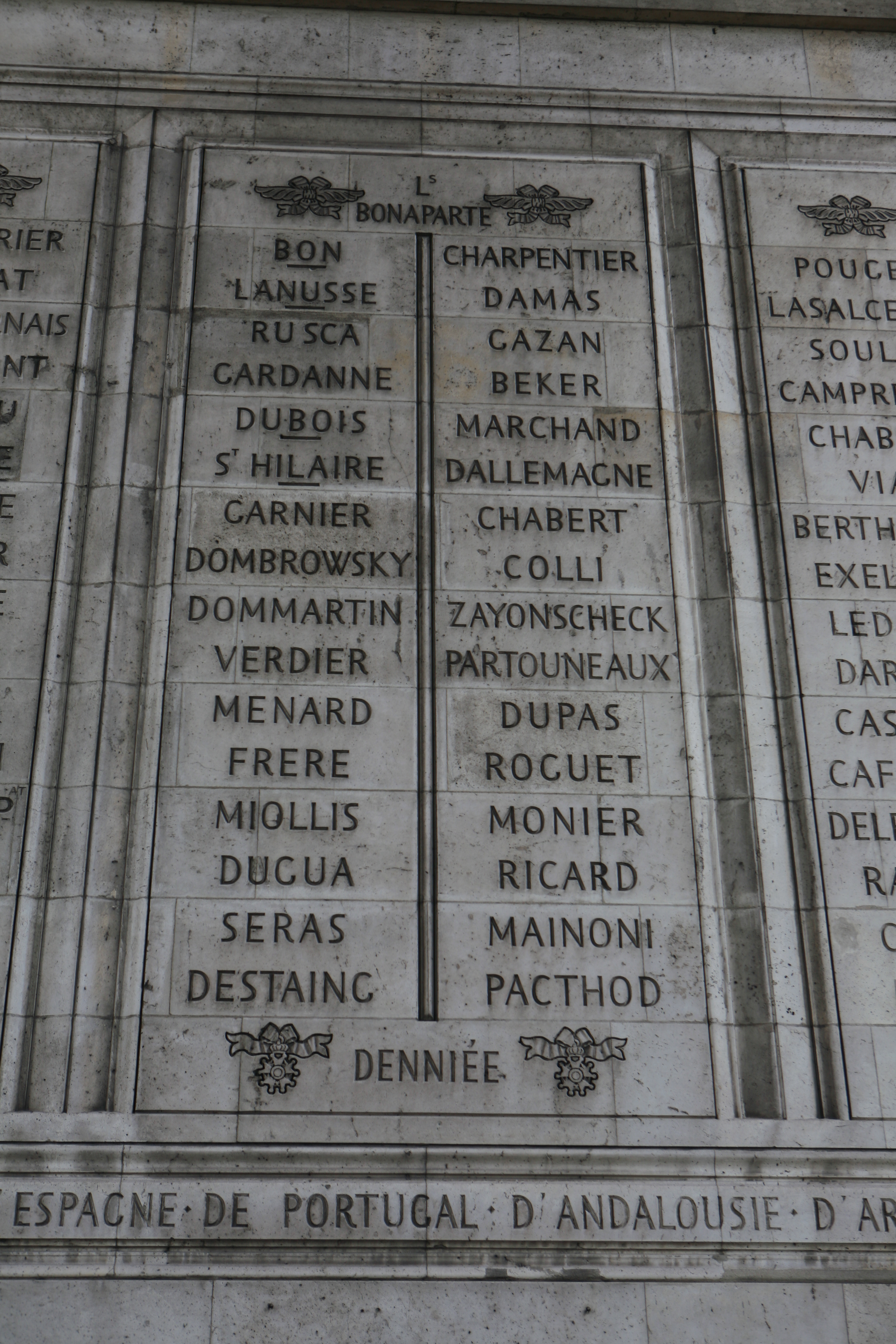
Colonnes 25, 26.
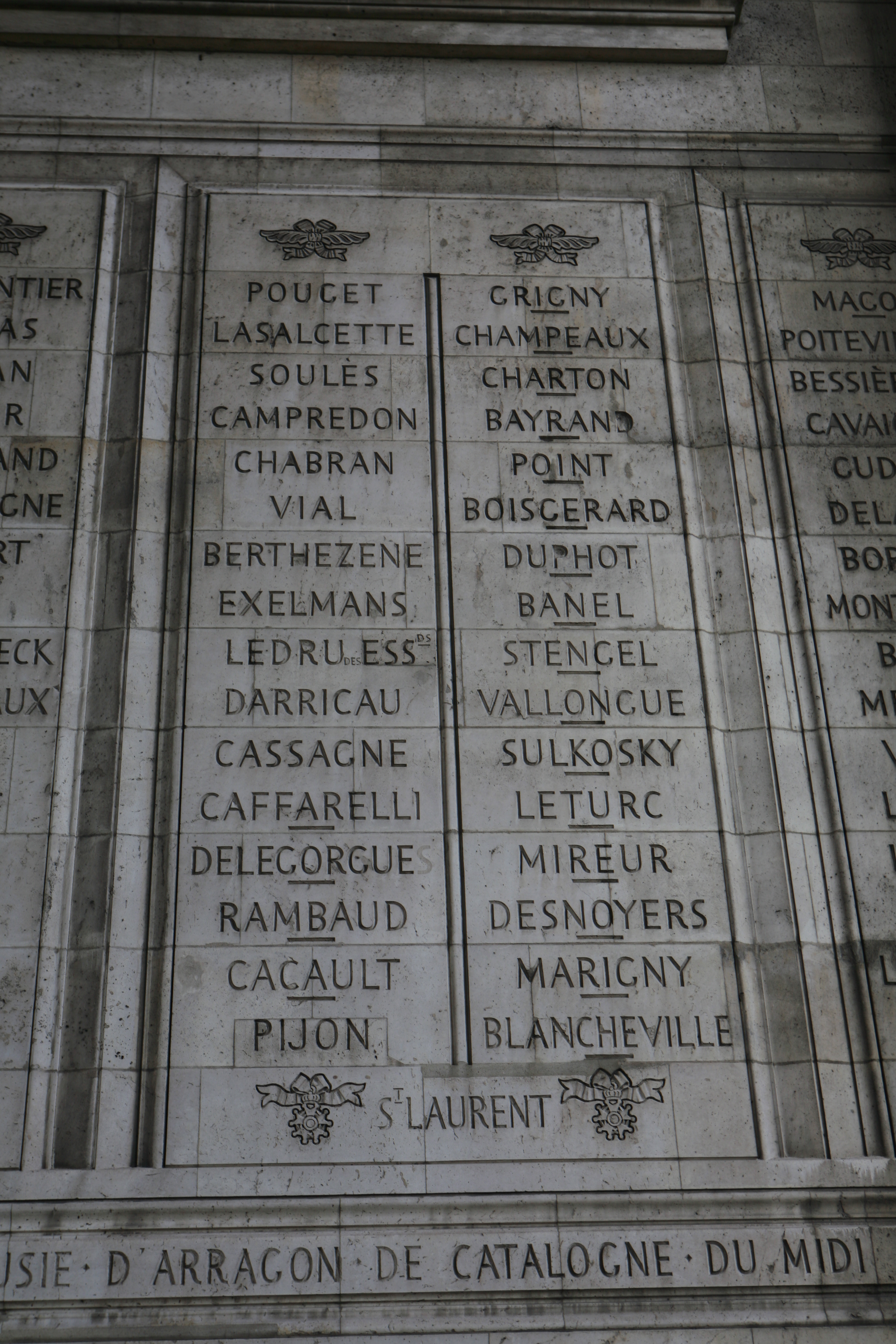
Colonnes 27, 28.
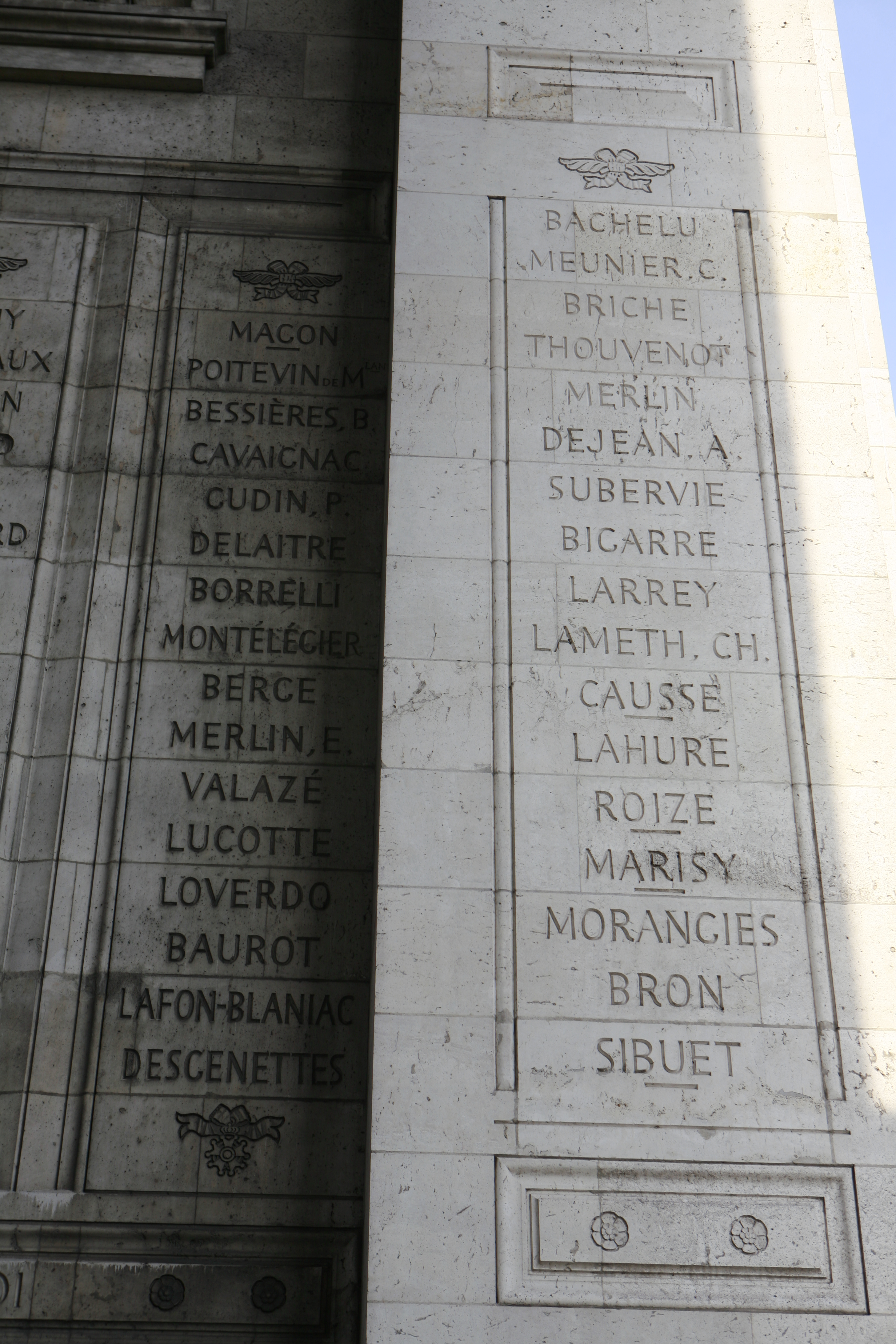
Colonnes 29, 30.

|  | Colonne 21        | Colonne 22    | Colonne 23   | Colonne 24     | Colonne 25   | Colonne 26  | Colonne 27      | Colonne 28   | Colonne 29       | Colonne 30  |  |
|  | ----------------- | ------------- | ------------ | -------------- | ------------ | ----------- | --------------- | ------------ | ---------------- | ----------- |  |
|  | •                 | •             | •            | •              | LS BONAPARTE | •           | •               | •            | •                | •           |  |
|  | KELLERMANN, F.    | RUTY          | ANSELME      | SERURIER       | BON          | CHARPENTIER | POUGET          | GRIGNY       | MAGON            | BACHELU     |  |
|  | RIVAUD DE LA RÈRE | SOULT, P.     | BRUNET       | MURAT          | LANUSSE      | DAMAS       | LASALCETTE      | CHAMPEAUX    | POITEVIN DE MLAN | MEUNIER, C. |  |
|  | FIORELLA          | DIGEON        | BIRON        | E. BEAUHARNAIS | RUSCA        | GAZAN       | SOULÈS          | CHARTON      | BESSIÈRES, B.    | BRICHE      |  |
|  | VIGNOLLE          | LAPLANE       | DUMERBION    | MARMONT        | GARDANNE     | BEKER       | CAMPREDON       | BAYRAND      | CAVAIGNAC        | THOUVENOT   |  |
|  | FAULTRIER         | JEANIN        | MONTESQUIOU  | MENOU          | DUBOIS       | MARCHAND    | CHABRAN         | POINT        | GUDIN, P.        | MERLIN      |  |
|  | CAFFARELLI, A.    | DODE          | DUMAS        | PERRÉE         | ST HILAIRE   | DALLEMAGNE  | VIAL            | BOISGERARD   | DELAITRE         | DEJEAN, A.  |  |
|  | SANSON            | FABRE         | MASSENA      | LAPOYPE        | GARNIER      | CHABERT     | BERTHEZENE      | DUPHOT       | BORRELLI         | SUBERVIE    |  |
|  | PERNETY           | DELAMOTTE, A. | BERTHIER     | REYNIER        | DOMBROWSKY   | COLLI       | EXELMANS        | BANEL        | MONTÉLÉGIER      | BIGARRE     |  |
|  | LASOWSKI          | GARBÉ         | AUGEREAU     | LAHARPE        | DOMMARTIN    | ZAYONSCHECK | LEDRU DES ESSDS | STENGEL      | BERGE            | LARREY      |  |
|  | SARRUT            | STROLTZ       | JOUBERT      | RAMPON         | VERDIER      | PARTOUNEAUX | DARRICAU        | VALLONGUE    | MERLIN, E.       | LAMETH, CH. |  |
|  | ARRIGHI           | QUIOT         | KLEBER       | BELLIARD       | MENARD       | DUPAS       | CASSAGNE        | SULKOSKY     | VALAZÉ           | CAUSSE      |  |
|  | DANTHOUARD        | RÉMOND, V.    | BRUEYS       | ANDREOSSI      | FRERE        | ROGUET      | CAFFARELLI      | LETURC       | LUCOTTE          | LAHURE      |  |
|  | EMERIAU           | BONNEMAINS    | DESAIX       | CHASSELOUP-AT  | MIOLLIS      | MONIER      | DELEGORGUES     | MIREUR       | LOVERDO          | ROIZE       |  |
|  | RAZOUT            | ST GENIÉS     | BRUNE        | GUYEUX         | DUGUA        | RICARD      | RAMBAUD         | DESNOYERS    | BAUROT           | MARISY      |  |
|  | DÉRIOT            | WILLAUMEZ     | SCHAWEMBOURG | VAUBOIS        | SERAS        | MAINONI     | CACAULT         | MARIGNY      | LAFON⁠-⁠BLANIAC    | MORANGIES   |  |
|  | TIRLET            | LAMORANDIÈRE  | GANTHEAUME   | BEY DHILLIERS  | DESTAING     | PACTHOD     | PIJON           | BLANCHEVILLE | DESGENETTES      | BRON        |  |
|  | MORIO DE LISLE    | •             | CHAMORIN     | •              | DENNIÉE      | •           | ST LAURENT      | •            | •                | SIBUET      |  |

|  | ARMEES DE DALMATIE ・ D'EGYPTE ・ D'ESPAGNE ・ DE PORTUGAL ・ D'ANDALOUSIE ・ D'ARRAGON ・ DE CATALOGNE ・ DU MIDI |

## Pilier ouest

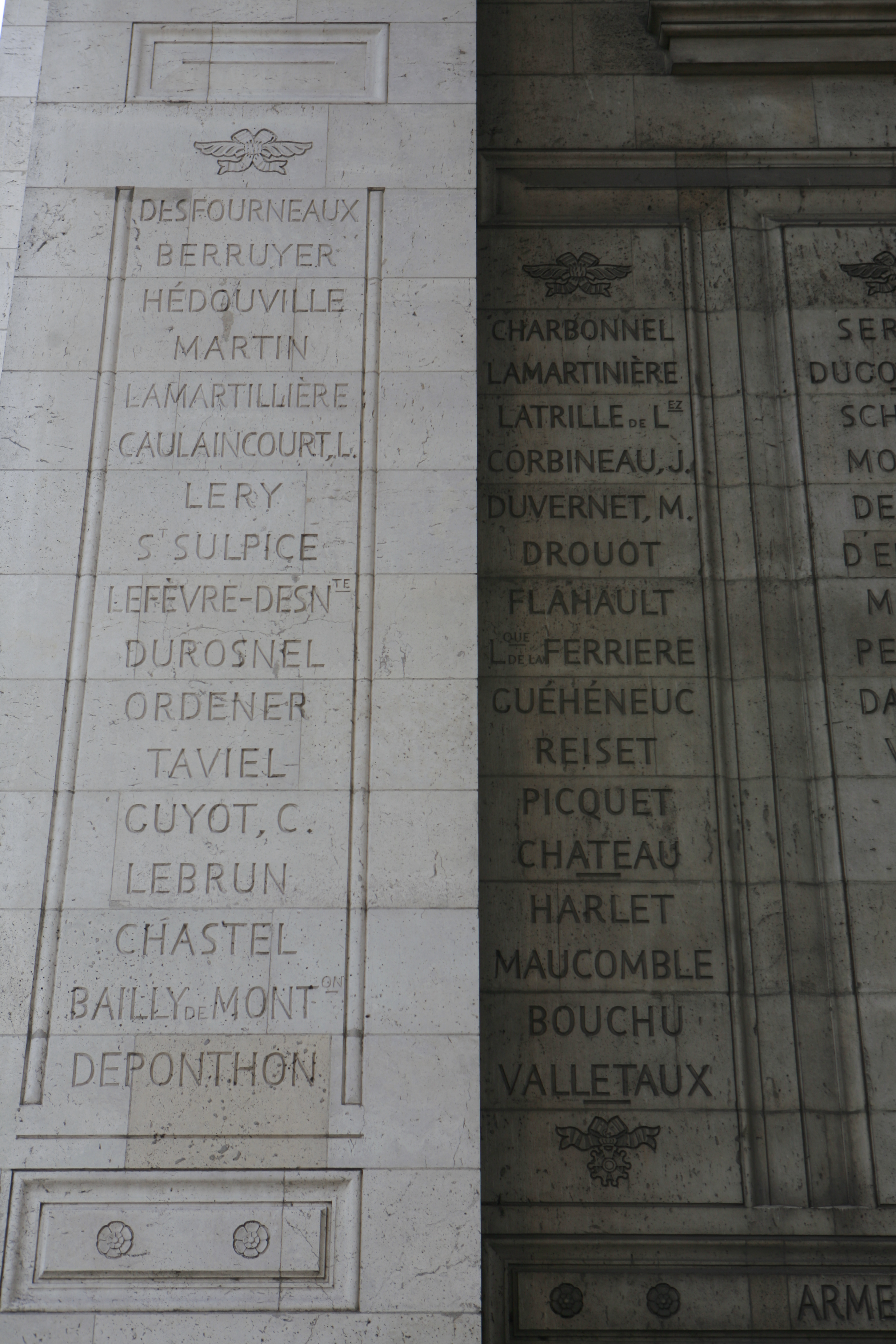
Colonnes 31, 32.
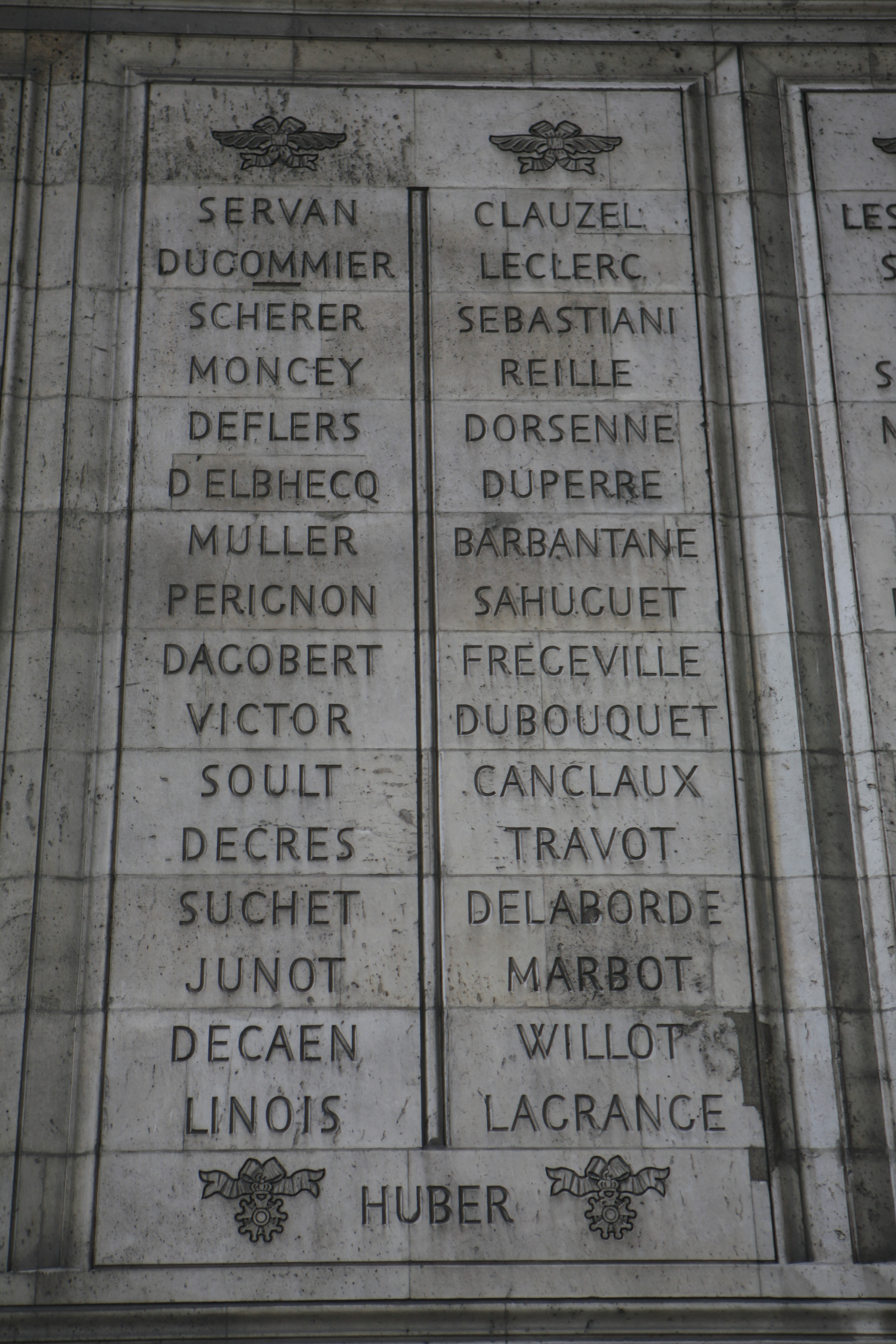
Colonnes 33, 34.
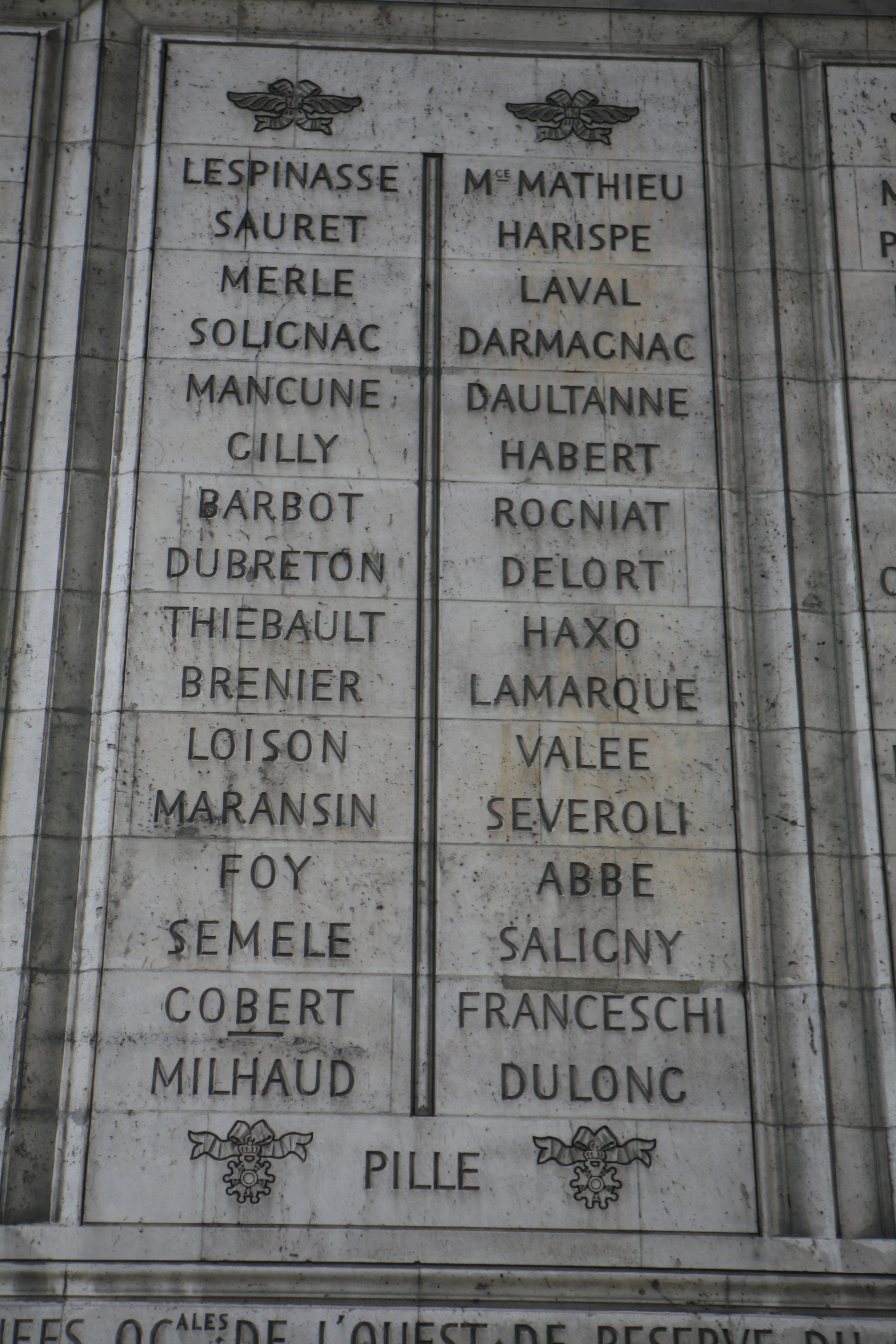
Colonnes 35, 36.
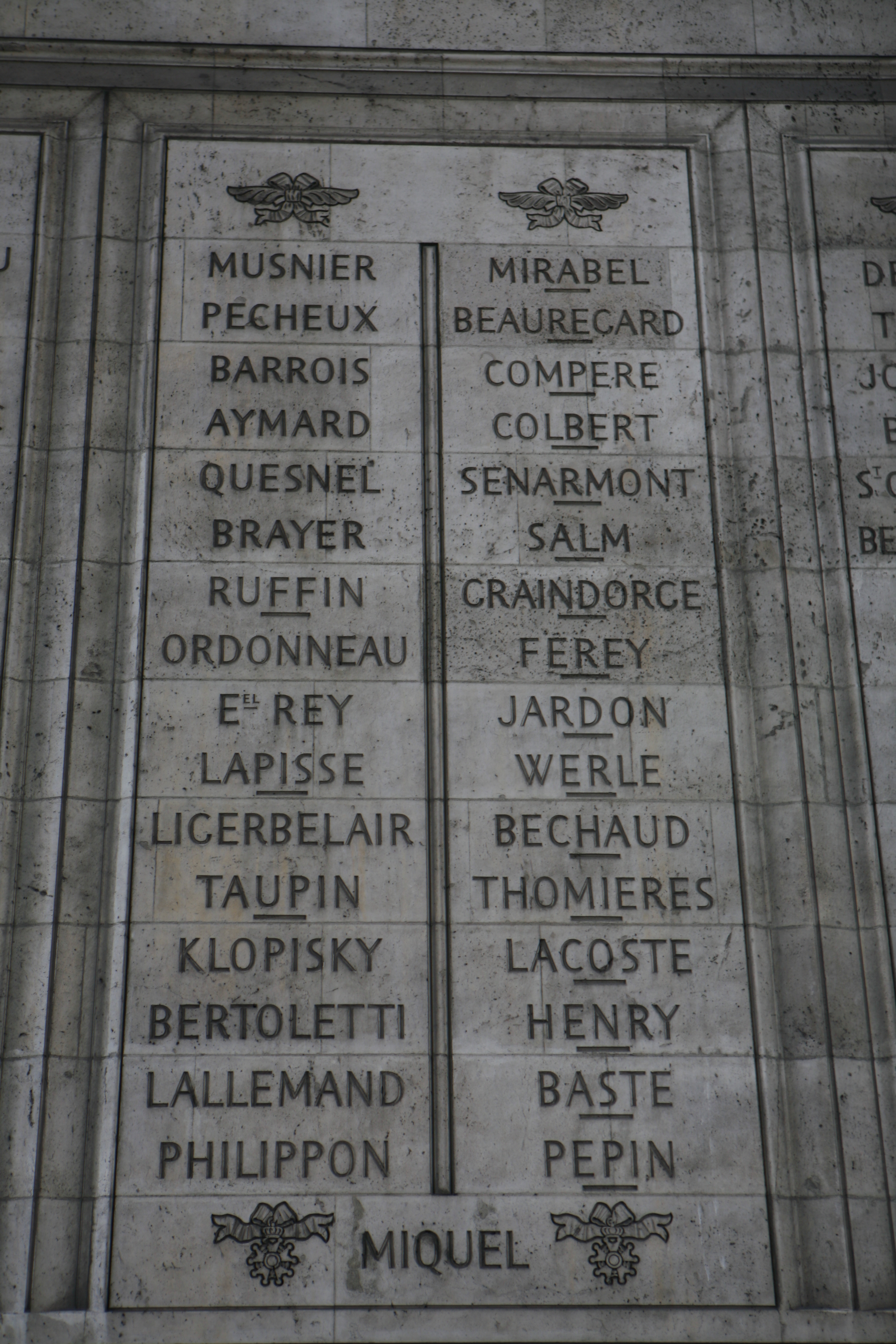
Colonnes 37, 38.
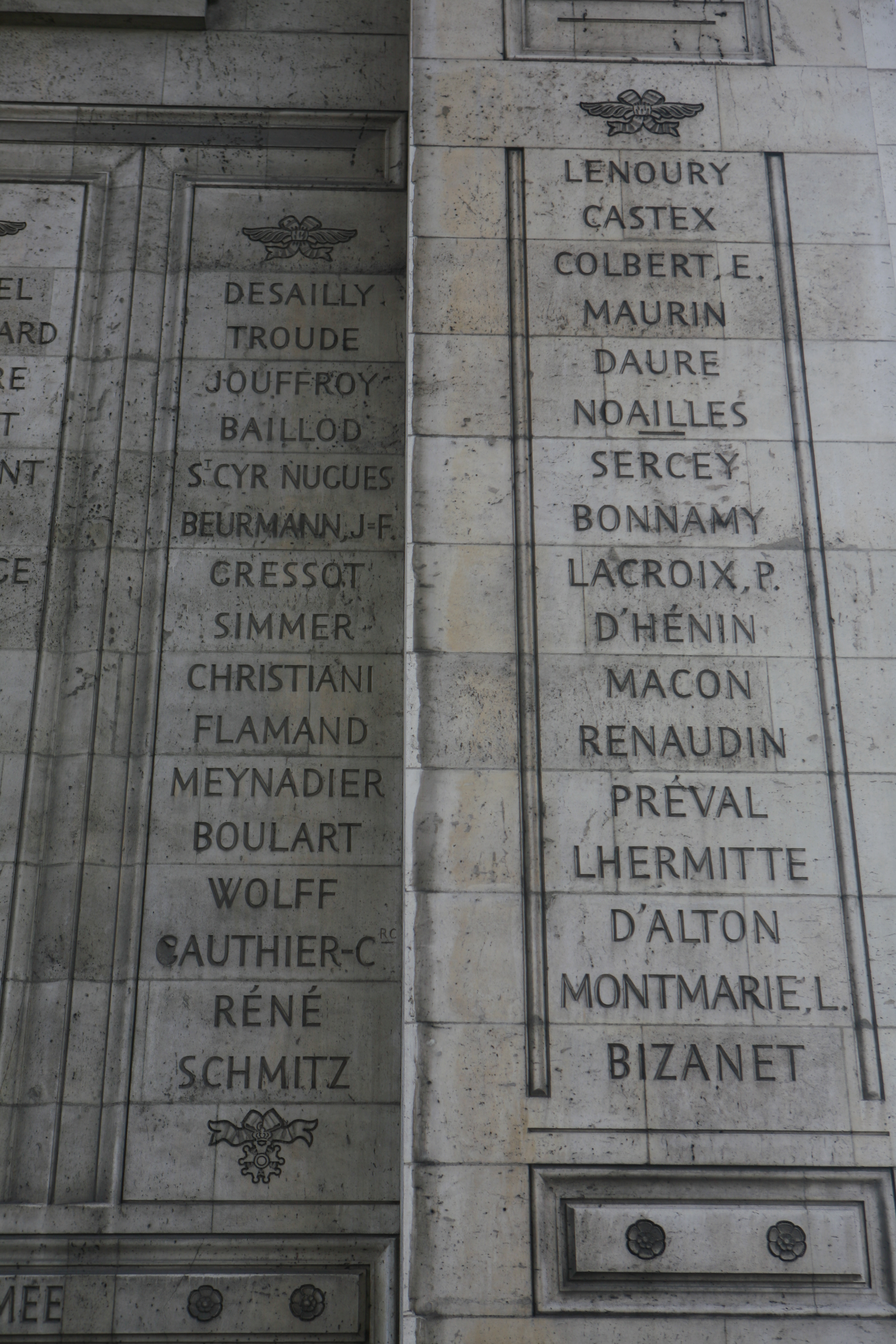
Colonnes 39, 40.

|  | Colonne 31       | Colonne 32          | Colonne 33 | Colonne 34 | Colonne 35 | Colonne 36  | Colonne 37   | Colonne 38 | Colonne 39     | Colonne 40    |  |
|  | ---------------- | ------------------- | ---------- | ---------- | ---------- | ----------- | ------------ | ---------- | -------------- | ------------- |  |
|  | •                | •                   | •          | •          | •          | •           | •            | •          | •              | •             |  |
|  | DESFOURNEAUX     | CHARBONNEL          | SERVAN     | CLAUZEL    | LESPINASSE | MCE MATHIEU | MUSNIER      | MIRABEL    | DESAILLY       | LENOURY       |  |
|  | BERRUYER         | LAMARTINIÈRE        | DUGOMMIER  | LECLERC    | SAURET     | HARISPE     | PECHEUX      | BEAUREGARD | TROUDE         | CASTEX        |  |
|  | HÉDOUVILLE       | LATRILLE DE LEZ     | SCHERER    | SEBASTIANI | MERLE      | LAVAL       | BARROIS      | COMPERE    | JOUFFROY       | COLBERT, E.   |  |
|  | MARTIN           | CORBINEAU, J.       | MONCEY     | REILLE     | SOLIGNAC   | DARMAGNAC   | AYMARD       | COLBERT    | BAILLOD        | MAURIN        |  |
|  | LAMARTILLIÈRE    | DUVERNET, M.        | DEFLERS    | DORSENNE   | MANCUNE    | DAULTANNE   | QUESNEL      | SENARMONT  | ST CYR NUGUES  | DAURE         |  |
|  | CAULAINCOURT, L. | DROUOT              | D'ELBHECQ  | DUPERRE    | GILLY      | HABERT      | BRAYER       | SALM       | BEURMANN, J=F. | NOAILLES      |  |
|  | LERY             | FLAHAULT            | MULLER     | BARBANTANE | BARBOT     | ROGNIAT     | RUFFIN       | GRAINDORGE | GRESSOT        | SERCEY        |  |
|  | ST SULPICE       | LQUE DE LA FERRIERE | PERIGNON   | SAHUGUET   | DUBRETON   | DELORT      | ORDONNEAU    | FEREY      | SIMMER         | BONNAMY       |  |
|  | LEFÈVRE-DESNTE   | GUÉHÉNEUC           | DAGOBERT   | FREGEVILLE | THIEBAULT  | HAXO        | EEL REY      | JARDON     | CHRISTIANI     | LACROIX, P.   |  |
|  | DUROSNEL         | REISET              | VICTOR     | DUBOUQUET  | BRENIER    | LAMARQUE    | LAPISSE      | WERLE      | FLAMAND        | D'HÉNIN       |  |
|  | ORDENER          | PICQUET             | SOULT      | CANCLAUX   | LOISON     | VALEE       | LIGER BELAIR | BECHAUD    | MEYNADIER      | MACON         |  |
|  | TAVIEL           | CHATEAU             | DECRES     | TRAVOT     | MARANSIN   | SEVEROLI    | TAUPIN       | THOMIERES  | BOULART        | RENAUDIN      |  |
|  | GUYOT, C.        | HARLET              | SUCHET     | DELABORDE  | FOY        | ABBE        | KLOPISKY     | LACOSTE    | WOLFF          | PRÉVAL        |  |
|  | LEBRUN           | MAUCOMBLE           | JUNOT      | MARBOT     | SEMELE     | SALIGNY     | BERTOLETTI   | HENRY      | GAUTHIER-CRC   | LHERMITTE     |  |
|  | CHASTEL          | BOUCHU              | DECAEN     | WILLOT     | GOBERT     | FRANCESCHI  | LALLEMAND    | BASTE      | RÉNÉ           | D'ALTON       |  |
|  | BAILLY DE MONTON | VALLETAUX           | LINOIS     | LAGRANGE   | MILHAUD    | DULONG      | PHILIPPON    | PEPIN      | SCHMITZ        | MONTMARIE, L. |  |
|  | DEPONTHON        | •                   | HUBER      | •          | PILLE      | •           | MIQUEL       | •          | •              | BIZANET       |  |

|  | ARMEES DES PYRENEES ORALES ・ DES PYRENEES OCALES ・ DE L'OUEST ・ DE RESERVE ・ DU CAMP DE BOULOGNE ・ GRANDE ARMEE |

## Liste alphabétique
- Haut – A
- B
- C
- D
- E
- F
- G
- H
- I
- J
- K
- L
- M
- N
- O
- P
- Q
- R
- S
- T
- U
- V
- W
- X
- Y
- Z

### A
- Jean Charles Abbatucci, général de brigade, tué lors du siège de Huningue par les Autrichiens (né le 15 novembre 1770 à Zicavo, mort le 2 décembre 1796 à Huningue), apparaît sur la 17e colonne.
- Louis Jean Nicolas Abbé, général de division (né le 28 août 1764 à Trépail, mort le 9 avril 1834 à Châlons-sur-Marne), apparaît sur la 36e colonne.
- Joseph Jean-Baptiste Albert, général de division (né le 28 août 1771 à Guillestre, mort le 7 septembre 1822 à Offenbach), apparaît sur la 11e colonne.
- Louis Alméras, général de division (né le 15 mars 1768 à Vienne, mort le 7 janvier 1828 à Bordeaux), apparaît sur la 11e colonne.
- Alexandre d'Alton, général comte d'Alton (né le 20 avril 1776 à Brive, mort le 20 mars 1859 à Versailles), apparaît sur la 40e colonne.
- Jean-Jacques Ambert, général de division (né le 30 septembre 1765 à Saint-Céré, mort le 20 novembre 1851 à Saint-Claude), apparaît sur la 5e colonne.
- François Pierre Joseph Amey, général de division (né le 2 octobre 1768 à Sélestat, mort le 16 novembre 1850 à Strasbourg), apparaît sur la 1re colonne.
- Antoine François Andréossy, général de division (né le 6 mars 1761 à Castelnaudary, mort le 10 septembre 1828 à Montauban), apparaît sur la 24e colonne.
- Jacques Bernard d'Anselme, général de division (né le 22 juillet 1740 à Apt, mort le 17 septembre 1814 à Paris), apparaît sur la 23e colonne.
- Jean-Lucq D'Arriule, général (né le 16 novembre 1774 à Arudy, mort le 5 septembre 1850 à Bernes-sur-Oise), apparaît sur la 9e colonne.
- Jean Toussaint Arrighi de Casanova, général de division (né le 8 mars 1778 à Corte, mort le 22 mars 1853 à Paris), apparaît sur la 21e colonne.
- Claude Charles Aubry de La Boucharderie, général de brigade, il est blessé mortellement durant la bataille de Leipzig (né le 25 octobre 1773 à Bourg-en-Bresse, mort le 6 novembre 1813 à Leipzig), apparaît sur la 20e colonne.
- Charles Pierre François Augereau, maréchal d'Empire (né le 21 octobre 1757 à Paris, mort le 12 juin 1816 à La Houssaye-en-Brie, apparaît sur la 23e colonne.
- Antoine Aymard, général (né le 13 octobre 1773 à Ornaisons, mort le 20 avril 1861 à Paris), apparaît sur la 37e colonne.

### B

#### Ba
- Gilbert Désiré Joseph Bachelu, général de division (né le 9 février 1777 à Dole, mort le 16 juin 1849 à Paris), apparaît sur la 30e colonne.
- Nicolas Léonard Bagert, général de brigade (né le 13 janvier 1770 à Obernai, mort le 18 novembre 1840 à Aubiat), apparaît sur la 26e colonne.
- Jean-Pierre Baillod, général de brigade (né le 20 août 1771 à Songieu, mort le 1er mars 1853 à Valognes), apparaît sur la 39e colonne.
- François Gédéon Bailly de Monthyon, général de division (né le 27 janvier 1776 à Saint-Denis de La Réunion, mort le 7 septembre 1850 à Paris), apparaît sur la 31e colonne.
- Basile Guy Marie Victor Baltus de Pouilly, général de brigade (né le 2 janvier 1766 à Metz, mort le 13 janvier 1845 à Brie-Comte-Robert), apparaît sur la 2e colonne.
- Pierre Banel, général de brigade, tué lors de l'attaque du château de Cosseria (né le 30 juillet 1766 à Lectoure, mort le 13 avril 1796 à Cosseria), apparaît sur la 28e colonne.
- Louis Baraguey d'Hilliers, général de division (né le 13 août 1764 à Paris, mort le 6 janvier 1813 à Berlin), apparaît sur la 24e colonne.
- Joseph Barbanègre, général de brigade (né le 22 août 1772 à Pontacq, mort le 7 novembre 1830 à Paris, apparaît sur la 19e colonne.
- Hilarion Paul de Puget, général en chef de l'armée des Pyrénées orientales en 1793 (né le 8 mars 1754 à Paris, mort le 27 mars 1828 à Paris), apparaît sur la 34e colonne.
- Marie Étienne de Barbot, général (né le 2 avril 1770 à Toulouse, mort le 16 février 1839 à Toulouse), apparaît sur la 35e colonne.
- Gabriel Barbou des Courières, général de division (né le 23 novembre 1761 à Abbeville, mort le 6 décembre 1827 à Paris), apparaît sur la 6e colonne.
- Martial Bardet, général de division (né le 22 mai 1764 à Maison-Rouge Peyrillac, mort le 3 mai 1837 à Maison-Rouge Peyrillac), apparaît sur la 2e colonne.
- Pierre Barrois, général de division (né le 30 octobre 1774 à Ligny-en-Barrois, mort le 19 octobre 1860 à Villiers-sur-Orge), apparaît sur la 37e colonne.
- Pierre Baste, contre-amiral et général de brigade, tué à la bataille de Brienne (né le 21 novembre 1768 à Bordeaux, mort le 29 janvier 1814 à Brienne), apparaît sur la 38e colonne.
- Louis Bastoul, général de division, il est blessé mortellement par un boulet de canon dans les jours qui suivent la bataille de Hohenlinden (né le 19 août 1753 à Montolieu, mort le 15 janvier 1801 à Munich), apparaît sur la 8e colonne.
- Jean Baptiste Charles Baurot, général de brigade (né le 26 mai 1773 à Thuret, mort le 11 février 1847 à Saint-Germain-en-Laye), apparaît sur la 29e colonne.

#### Be
- Eugène de Beauharnais, vice-roi d'Italie et général commandant en chef de l'armée d'Italie (né le 3 septembre 1781 à Paris, mort le 21 février 1824 à Munich), apparaît sur la 24e colonne.
- Louis Chrétien Carrière de Beaumont, général de division (né le 23 septembre 1763 à Beaumont-la-Ronce, mort le 4 avril 1830 à Paris), apparaît sur la 17e colonne.
- Michel Bachelier de Beaupuy ou Michel Bacharetie de Beaupuy, général de division, tué par un boulet de canon à Emmendingen (né le 14 juillet 1755 à Mussidan, mort le 19 octobre 1796 à Emmendingen), apparaît sur la 18e colonne.
- Nicolas Joseph Beaurepaire, lieutenant-colonel, tué lors du siège de Verdun (né le 7 janvier 1740 à Coulommiers, mort le 2 septembre 1792 à Verdun), apparaît sur la 8e colonne.
- Jean-Pierre Béchaud, général de brigade, tué à la bataille d'Orthez (né le 17 février 1770 à Belfort, mort le 27 février 1814 à Orthez), apparaît sur la 38e colonne.
- Antoine Alexandre Julienne de Bélair (l'Arc indique Bellair), général de brigade (né le 2 juin 1775 à Paris, mort le 1er juin 1838 à Saint-Mandé), apparaît sur la 9e colonne.
- Jacques Nicolas Bellavène (l'Arc indique Bellavesne), général de division (né le 20 octobre 1770 à Verdun, mort le 16 février 1826 à Milly-la-Forêt), apparaît sur la 17e colonne.
- Augustin-Daniel Belliard, général de division (né le 25 mai 1769 à Fontenay-le-Comte, mort le 28 janvier 1832 à Bruxelles), apparaît sur la 24e colonne.
- Sigismond-Frédéric de Berckheim, général de division (né le 9 août 1772 à Ribeauvillé, mort le 28 décembre 1819 à Paris), apparaît sur la 12e colonne.
- François Berge, général (né le 11 mars 1779 à Collioure, mort le 18 avril 1832 à Paris), apparaît sur la 29e colonne.
- Jean Baptiste Jules Bernadotte, maréchal d'Empire, puis roi de Suède et de Norvège (né le 26 janvier 1763 à Pau, mort le 8 mars 1844 à Stockholm), apparaît sur la 3e colonne.
- Jean-François Berruyer, général en chef (né le 6 janvier 1738] à Lyon, mort le 17 avril 1804 à Paris), apparaît sur la 31e colonne.
- Pierre Berthezène, général de division (né le 24 mars 1775 à Vendargues, mort le 9 octobre 1847 à Vendargues), apparaît sur la 27e colonne.
- Louis-Alexandre Berthier, maréchal d'Empire et chef d'état-major de Napoléon (né le 20 novembre 1753 à Versailles, mort le 1er juin 1815 à Bamberg), apparaît sur la 23e colonne.
- Antoine Marc Augustin Bertoletti, général de brigade (né à Milan le 28 août 1775, mort à Vienne le 6 mars 1846), apparaît sur la 37e colonne.
- Henri-Gatien Bertrand, général de division (né le 28 mars 1773 à Châteauroux, mort le 31 janvier 1844 à Châteauroux), apparaît sur la 14e colonne.
- Jean-Baptiste Bessières, maréchal d'Empire, chef de la cavalerie de la garde impériale avant de commander celle de toute l'armée napoléonienne, tué par un boulet à Rippach (né le 6 août 1768 à Prayssac, mort le 1er mai 1813 à Rippach près de Lützen), apparaît sur la 13e colonne.
- Bertrand Bessières, général (né le 6 janvier 1773 à Prayssac, mort le 15 novembre 1854 à Chantilly), apparaît sur la 29e colonne.
- Jean Ernest de Beurmann, général de brigade (né le 25 octobre 1775 à Strasbourg, mort le 10 octobre 1850 à Toulon), apparaît sur la 39e colonne.
- Frédéric Auguste de Beurmann, général de brigade (né le 22 septembre 1777 à Nancy, mort le 13 avril 1815 à Metz, apparaît sur la 39e colonne (sur la même plaque que son frère).
- Pierre Riel de Beurnonville, maréchal de France (né le 10 mai 1752 à Champignol-lez-Mondeville, mort le 23 avril 1821 à Paris), apparaît sur la 3e colonne.
- Martial Beyrand (l'Arc indique Bayrand) général de brigade, tué lors de la bataille de Castiglione (né le 9 septembre 1768 à Limoges, mort le 3 août 1796 à Castiglione), apparaît sur la 28e colonne.

#### Bi à Bl
- Auguste Julien Bigarré, général de brigade (né le 1er janvier 1775 au Palais, mort le 14 mai 1838 à Rennes), apparaît sur la 30e colonne.
- Louis François Binot, général de brigade, tué lors de la bataille d'Eylau (né le 7 avril 1771 à Paris, mort le 8 février 1807 à Eylau), apparaît sur la 10e colonne.
- Armand-Louis de Gontaut Biron, général en chef (né le 13 avril 1747 à Paris, mort le 31 décembre 1793 à Paris), apparaît sur la 23e colonne.
- Pierre François Jean Gaspard Bisson, général de division (né le 16 février 1767 à Montpellier, mort le 26 juillet 1811 au palais bosco della Fontana à Marmirolo), apparaît sur la 16e colonne.
- Guilin Laurent Bizanet, général (né le 10 août 1755 à Grenoble, mort le 18 avril 1836 à Grenoble, apparaît sur la 40e colonne.
- Claude Basile Gaspard Blancheville, colonel tué par les guérilleros espagnols (né le 2 juillet 1766 à Jonvelle, mort le 2 mars 1810 entre El Ronquillo et Santa Olalla), apparaît sur la 28e colonne.
- Ange François Alexandre Blein, général (né le 26 novembre 1767 à Bourg-lès-Valence, mort le 2 juillet 1845 à Paris), apparaît sur la 9e colonne.

#### Bo
- Anne Marie François Boisgérard, général de brigade, mortellement blessé près de Capoue (né le 8 juillet 1767 à Tonnerre, mort le 9 février 1799 à Caiazzo), apparaît sur la 28e colonne.
- Louis André Bon, général de division, il meurt devant Saint-Jean-d'Acre (né le 25 octobre 1758 à Romans, mort le 19 mai 1799 à Saint-Jean d'Acre), apparaît sur la 25e colonne.
- Jérôme Bonaparte, frère de Napoléon Bonaparte, maréchal de France, roi de Westphalie (né le 15 novembre 1784 à Ajaccio, mort le 24 juin 1860 à Vilgénis, aujourd'hui Massy), apparaît sur la 5e colonne.
- Louis Bonaparte, frère de Napoléon Bonaparte, général de division, roi de Hollande (né le 4 septembre 1778 à Ajaccio, mort le 25 juillet 1846 à Livourne), apparaît sur la 25e colonne.
- Jean Pierre François Bonet, général de division (né le 8 août 1768 à Alençon, mort le 23 novembre 1857 à Alençon), apparaît sur la 15e colonne.
- Jean-Gérard Bonnaire, général de brigade (né le 11 décembre 1769 à Prouvais, mort le 16 novembre 1816 à Paris), apparaît sur la 2e colonne.
- Charles-Auguste Bonnamy de Bellefontaine, général de brigade (né le 18 août 1764 à La Meilleraie-Tillay, mort le 7 août 1830 à La Flocellière), apparaît sur la 40e colonne.
- Ennemond Bonnard, général de division (né le 3 octobre 1756 à Saint-Symphorien-d'Ozon, mort le 15 janvier 1819 à Tours), apparaît sur la 5e colonne.
- Jacques Philippe Bonnaud (l'Arc indique Bonneau), général de division (né le 11 septembre 1757 à Bras, mort le 30 mars 1797 à Bonn), apparaît sur la 6e colonne.
- Pierre Bonnemains, général de brigade (né le 13 septembre 1773 à Tréauville, mort le 9 novembre 1850 à Le Mesnil-Garnier), apparaît sur la 22e colonne.
- Étienne Tardif de Pommeroux de Bordesoulle, général de division (né le 4 avril 1771 à Luzeret, mort le 3 octobre 1837 à Fontaine-Chaalis), apparaît sur la 1re colonne.
- Charles Luc Paulin Clément Borrelli, général de brigade (né le 20 décembre 1771 à Villefort, mort le 25 décembre 1849 à Paris), apparaît sur la 29e colonne.
- François Louis Bouchu, général (né le 13 novembre 1771 à Is-sur-Tille, mort le 31 octobre 1839 à Antony), apparaît sur la 32e colonne.
- Jean Boudet, général de division (né le 9 février 1769 à Bordeaux, mort le 14 septembre 1809 à České Budějovice, actuellement en Tchéquie), apparaît sur la 16e colonne.
- Jean-François Boulart, général de brigade (né le 31 mars 1776 à Reims, mort le 20 octobre 1842 à Besançon), apparaît sur la 39e colonne.
- François Antoine Louis Bourcier, général de division (né le 21 février 1760 à La Petite-Pierre, mort le 8 mai 1828 à Pont-à-Mousson), apparaît sur la 14e colonne.
- Jean Raymond Charles Bourke, général de division (né le 12 août 1772 à Lorient, mort le 29 août 1847 à Lorient), apparaît sur la 20e colonne.
- Joseph Bouvier des Éclaz, général de brigade (né le 3 décembre 1757 à Belley, mort le 13 janvier 1830 à Belley, apparaît sur la 9e colonne.
- Louis-Léger Boyeldieu, général de division (né le 13 août 1774 à Monsures, mort le 17 août 1815 à Monsures, apparaît sur la 12e colonne.
- Jean-Baptiste Nicolas Henri Boyer, général de brigade, il est mortellement blessé au combat à Freyburg (né le 9 juillet 1775 à Belfort, mort le 30 octobre 1813 à Leipzig), apparaît sur la 12e colonne.
- Pierre François Xavier Boyer, général de division (né le 7 septembre 1772 à Belfort, mort le 11 juillet 1851 à Lardy), apparaît sur la 7e colonne.

#### Br à Bu
- Michel Silvestre Brayer, général de division (né le 31 décembre 1769 à Douai, mort le 28 novembre 1840 à Paris. Il figure sur la 37e colonne.
- Antoine François Brenier de Montmorand, général de division (né le 12 novembre 1767 à Saint-Marcellin, mort le 8 octobre 1832 à Saint-Marcellin), apparaît sur la 35e colonne.
- André Louis Elisabeth Marie Briche, général de division (né le 12 août 1772 à Neuilly-sous-Clermont, mort le 21 mai 1825 à Marseille), apparaît sur la 30e colonne.
- André François Bron de Bailly, général de brigade (né le 30 novembre 1757 à Vienne, mort le 18 mai 1847 à Batignolles-Monceau-Paris), apparaît sur la 30e colonne.
- Jean-Baptiste Broussier, général de division (né le 10 mai 1766 à Ville-sur-Saulx, mort le 13 décembre 1814 à Bar-le-Duc), apparaît sur la 7e colonne.
- François Paul de Brueys d'Aigalliers, vice-amiral, tué à la bataille d'Aboukir (né le 11 février 1753 à Uzès, mort le 1er août 1798 à Aboukir), apparaît sur la 23e colonne.
- Étienne Eustache Bruix, vice-amiral (né le 17 juillet 1759 à Fort Dauphin, Saint-Domingue, mort le 18 mars 1805 à Paris), apparaît sur la 13e colonne.
- Jean Antoine Brun, général de brigade (né le 15 avril 1761 à Quaix-en-Chartreuse, mort le 4 septembre 1826 à Grenoble), apparaît sur la 20e colonne.
- Guillaume Brune, maréchal d'Empire (né le 13 mai 1763 à Brive-la-Gaillarde, mort le 2 août 1815 à Avignon), apparaît sur la 23e colonne.
- Gaspard Jean-Baptiste Brunet, général de division (né le 14 juin 1734 à Valensole, mort le 15 novembre 1793 à Paris), apparaît sur la 23e colonne.
- Jean Pierre Joseph Bruyère, dit Bruyère, général de division, il est blessé mortellement à Reichenbach (né le 22 juin 1772 à Sommières, mort le 5 juin 1813 à Görlitz), apparaît sur la 16e colonne.
- Pierre Auguste François de Burcy, général de brigade, tué dans un assaut à Gundershoffen (né le 7 décembre 1748 à Caen, mort le 26 novembre 1793 à Gundershoffen). Il appraît sur la 10e colonne.
- André Burthe, général de brigade (né le 8 décembre 1772 à Metz, mort le 2 avril 1830 à Paris), apparaît sur la 9e colonne.

### C

#### Ca à Ce
- Jean-Baptiste Cacault, général de brigade, il est blessé à Jüterbog et meurt après l'amputation d'un bras (né le 6 janvier 1769 à Surgères, mort le 30 septembre 1813 à Torgau). Il apparaît sur la 27e colonne.
- Louis Marie Joseph Maximilien Caffarelli, général de brigade, tué devant Saint-Jean-d'Acre (né le 13 février 1756 au château du Falga, mort le 27 avril 1799 à Saint-Jean-d'Acre), apparaît sur la 27e colonne.
- Marie François Auguste de Caffarelli du Falga, général de division (né le 7 octobre 1766 au château du Falga, mort le 23 janvier 1849 à Leschelle), apparaît sur la 21e colonne.
- Pierre Jacques Étienne Cambronne, général de division (né le 26 décembre 1770 à Nantes, mort le 29 janvier 1842 à Nantes), apparaît sur la 8e colonne.
- François Frédéric Campana, général de brigade, (né le 5 février 1771 à Turin, mort le 16 février 1807 à la bataille d'Ostrołęka), apparaît sur la 18e colonne.
- Toussaint Campi, général de division (né le 31 octobre 1777 à Ajaccio, mort le 12 octobre 1832 à Lyon), apparaît sur la 19e colonne.
- Jacques David Martin de Campredon, général de division (né le 13 janvier 1761 à Montpellier, mort le 11 avril 1837 à Montpellier), apparaît sur la 27e colonne.
- Jean-Baptiste-Camille de Canclaux, général de division (né le 2 août 1740 à Paris, mort le 27 décembre 1817 à Paris), apparaît sur la 34e colonne.
- Lazare Carnot, fut l'organisateur des affaires militaires au Comité de salut public, et général de division (né le 13 mai 1753 à Nolay, mort le 22 août 1823 à Magdebourg), apparaît sur la 4e colonne.
- Claude Carra-Saint-Cyr, général de division (né le 28 juillet 1760 à Lyon, mort le 5 janvier 1834 à Vailly-sur-Aisne), apparaît sur la 17e colonne.
- Louis Victorin Cassagne, général de division (né le 5 juin 1774 à Alan, mort le 6 juillet 1841 à Toulouse), apparaît sur la 27e colonne.
- Bertrand Pierre Castex, général de division (né le 29 juin 1771 à Pavie, mort le 19 avril 1842 à Strasbourg), apparaît sur la 40e colonne.
- Auguste Jean-Gabriel de Caulaincourt, général de division, tué à la bataille de la Moskova (né le 16 septembre 1777 à Caulaincourt, mort le 7 septembre 1812 à Borodino), apparaît sur la 18e colonne.
- Armand de Caulaincourt, général de division (né le 9 décembre 1773 à Caulaincourt, mort le 19 février 1827 à Paris), apparaît sur la 31e colonne.
- Jean-Jacques Causse, général de brigade, tué au combat de Dego (né le 29 août 1751 à Caux, mort le 15 avril 1796 à Dego), apparaît sur la 30e colonne.
- Jacques-Marie Cavaignac de Baragne, général de division (né le 11 février 1773 à Gourdon, mort le 23 janvier 1855 à Paris), apparaît sur la 29e colonne.
- Jean-Baptiste Cervoni, général de division, tué à la bataille d'Eckmühl (né le 19 août 1765 à Soveria, mort le 22 avril 1809 à Eckmühl), apparaît sur la 17e colonne.

#### Ch
- Théodore Chabert, général (né le 16 mars 1758 à Villefranche-sur-Saône, mort le 27 avril 1845 à Grenoble), apparaît sur la 26e colonne.
- Joseph Chabran, général de division (né le 21 juin 1763 à Cavaillon, mort le 5 février 1843 à Avignon), apparaît sur la 27e colonne.
- Laurent Augustin Pelletier de Chambure, colonel et chef d'une compagnie franche qui s'illustre dans la défense de Dantzig (né le 30 mars 1789 à Vitteaux, mort le 11 juillet 1832 à Paris), apparaît sur la 18e colonne.
- Vital Joachim Chamorin, général de brigade, tué en commandant ses cavaliers à Campo Maior (né le 16 août 1773 à Bonnelles, mort le 25 mars 1811 à Campo Maior), apparaît sur la 23e colonne.
- Pierre Clément de Champeaux, général de brigade, tué à Marengo (né le 24 mai 1767 à Courban, mort le 14 juin 1800 à Marengo), apparaît sur la 28e colonne.
- Jean-Étienne Championnet, général de division (né le 13 avril 1762 à Valence, mort le 9 janvier 1800 à Antibes), apparaît sur la 3e colonne.
- Marie Pierre Félix Chesnon de Champmorin, général de division, en retraite à partir 1800 dans la région de Chinon (né le 1er décembre 1736 à Chinon - mort vers 1808 probablement à Azay-le-Rideau), apparaît sur la 7e colonne.
- Louis Charbonnier (orthographe sujette à caution), général de division (né le 9 octobre 1754 à Clamecy, mort le 2 juin 1833 à Clamecy), apparaît sur la 4e colonne.
- Joseph Claude Marie Charbonnel, général de division (né le 24 mars 1775 à Dijon, mort le 10 mars 1846 à Paris), apparaît sur la 32e colonne.
- Henri François Marie Charpentier, général de division (né le 23 juin 1769 à Soissons, mort le 14 octobre 1831 à Oigny-en-Valois), apparaît sur la 26e colonne.
- Charles-François Charton, général de brigade, tué au combat de Castellazzo (né le 16 novembre 1765 à Boucq, mort le 12 septembre 1796 à Castellazzo), apparaît sur la 28e colonne.
- François Charles Louis de Chasseloup-Laubat, général de division (né le 18 août 1754 à Saint-Sornin, mort le 6 octobre 1833 à Paris), apparaît sur la 24e colonne.
- Louis Pierre Aimé Chastel, général de division (né le 29 avril 1774 à Veigy-Foncenex, mort le 18 octobre 1826 à Genève), apparaît sur la 31e colonne.
- Louis Huguet-Chateau, général de brigade, il est mortellement blessé à Montereau-Fault-Yonne (né le 5 mars 1779 à Saint-Domingue, mort le 8 mai 1814 à Paris), apparaît sur la 32e colonne.
- Jean-Pierre François de Chazot, général (né le 11 février 1739 à Fleury-sur-Orne, mort le 19 octobre 1797 à Mutrécy), apparaît sur la 4e colonne.
- Jean Chemineau, général de division (né le 26 avril 1771 à Angoulême, mort le 12 juin 1852 à Poitiers), apparaît sur la 11e colonne.
- Louis Nicolas Hyacinthe Chérin, général de division et généalogiste, tué en Suisse avant la bataille de Zurich (né le 21 octobre 1762 à Paris, mort le 8 juin 1799 à Aarau), apparaît sur la 15e colonne.
- Louis Chouard, général de brigade (né le 15 août 1771 à Strasbourg, mort le 15 mai 1843 à Nancy), apparaît sur la 12e colonne.
- Charles-Joseph Christiani, général de brigade (né le 27 février 1772 à Strasbourg, mort le 6 avril 1840 à Montargis), apparaît sur la 39e colonne.

#### Cl à Cu
- Michel Marie Claparède, général de division (né le 28 août 1770 à Gignac, mort le 23 octobre 1842 à Montpellier), apparaît sur la 16e colonne.
- Henri-Jacques-Guillaume Clarke, maréchal de France, ministre de la Guerre (né le 17 octobre 1765 à Landrecies, mort le 28 octobre 1818 à Neuwiller-lès-Saverne), apparaît sur la 11e colonne.
- Bertrand Clauzel, maréchal de France (né le 12 septembre 1772 à Mirepoix, mort le 21 avril 1842 à Cintegabelle), apparaît sur la 34e colonne.
- François Marie Clément de La Roncière, général de division (né le 2 février 1773 à Amiens, mort le 18 juillet 1854 à Incarville, apparaît sur la 11e colonne.
- Louis Jacques de Coehorn, général de brigade, meurt à la suite d'une amputation d'une jambe après la bataille de Leipzig (né le 16 janvier 1771 à Strasbourg, mort le 29 octobre 1813 à Strasbourg), apparaît sur la 20e colonne.
- Claude Sylvestre Colaud, général de division (né le 11 décembre 1754 à Briançon, mort le 4 décembre 1819 à Paris), apparaît sur la 5e colonne.
- Auguste François-Marie de Colbert-Chabanais, général de brigade, tué d'une balle lors d'une charge de cavalerie (né le 18 décembre 1777 à Paris, mort le 3 janvier 1809 à Cacabelos), apparaît sur la 38e colonne.
- Pierre David de Colbert-Chabanais dit Édouard, frère du précédent, général de division (né le 18 octobre 1774 à Paris, mort le 28 décembre 1853 à Paris), apparaît sur la 40e colonne.
- Louis Léonard Antoine de Colli-Ricci, général de division (né le 23 mars 1760 à Alexandrie, mort le 31 mars 1809 à Alexandrie), apparaît sur la 26e colonne.
- Jean Dominique Compans, général de division (né le 26 juin 1769 à Salies-du-Salat, mort le 10 novembre 1845 à Blagnac), apparaît sur la 15e colonne.
- Claude Antoine Compère, général de brigade, tué à la bataille de la Moskova (né le 21 mai 1774 à Châlons-sur-Marne, mort le 7 septembre 1812 à Borodino), apparaît sur la 38e colonne.
- Nicolas François Conroux, général de division, blessé mortellement au combat d'Ascain (né le 17 février 1770 à Douai, mort le 11 octobre 1813 à Saint-Esprit), apparaît sur la 16e colonne.
- Claude Louis Constant Corbineau, général de brigade, tué par un boulet à Eylau (né le 7 mars 1772 à Laval, mort le 8 février 1807 à Eylau), apparaît sur la 16e colonne.
- Jean-Baptiste Juvénal Corbineau, général de division (né le 1er août 1776 à Marchiennes, mort le 17 décembre 1848 à Paris), apparaît sur la 32e colonne.
- Julien Marie Cosmao-Kerjulien, contre-amiral (né le 27 novembre 1761 à Châteaulin, mort le 17 février 1825 à Brest), apparaît sur la 10e colonne.
- Jean Nicolas Curély, général de brigade (né le 26 mai 1774 à Avillers-Sainte-Croix, mort le 19 novembre 1827 à Jaulny), apparaît sur la 9e colonne.
- Philibert Jean-Baptiste François Curial, général de division (né le 21 avril 1774 à Saint-Pierre-d'Albigny, mort le 30 mai 1829 à Paris), apparaît sur la 17e colonne.
- Adam Philippe de Custine, général en chef, prend la forteresse de Mayence le 21 novembre 1792 (né le 4 février 1740 à Metz, mort le 28 août 1793 à Paris), apparaît sur la 3e colonne.

### D

#### Dab à Dan
- Augustin Gabriel d'Aboville, général de brigade (né le 20 mars 1773 à La Fère, mort le 15 août 1820 à Paris), apparaît sur la 4e colonne.
- Luc Dagobert dit de Fontenille, général de division (né le 8 mars 1736 à La Chapelle-en-Juger, mort le 18 avril 1794 à Puycerda), apparaît sur la 33e colonne.
- Nicolas Dahlmann, général de brigade, tué à la bataille d'Eylau (né le 7 décembre 1769 à Thionville, mort le 8 février 1807 à Eylau), apparaît sur la 20e colonne.
- Jean-Baptiste Dalesme, général (né le 20 juin 1763 à Limoges, mort le 13 avril 1832 à Paris), apparaît sur la 10e colonne.
- Claude Dallemagne, général de division (né le 8 novembre 1754 à Peyrieu, mort le 24 juin 1813 à Nemours), apparaît sur la 26e colonne.
- François Auguste Damas, général de brigade, tué à la bataille de la Moskova (né le 2 octobre à Paris, mort le 7 septembre 1812 à Borodino), apparaît sur la 2e colonne.
- François-Étienne Damas, général de division (né le 22 juin 1764 à Paris, mort le 23 décembre 1828 à Paris), apparaît sur la 26e colonne.
- Auguste Marie Henri Picot de Dampierre, général, blessé mortellement au combat (né le 19 août 1756 à Paris, mort le 9 mai 1793 à Valenciennes), apparaît sur la 3e colonne.
- Charles Nicolas d'Anthouard de Vraincourt, général de division (né le 7 avril 1773 à Verdun, mort le 14 mars 1852 à Paris), apparaît sur la 21e colonne.

#### Dar à Dav
- Jean Barthélemy Darmagnac, général de division (né le 1er novembre 1776 à Toulouse, mort le 12 décembre 1855 à Bordeaux, apparaît sur la 36e colonne.
- Jacques Darnaud, général (né le 8 janvier 1758 à Bricy, mort le 3 mars 1830 à Paris), apparaît sur la 8e colonne.
- Augustin Darricau, général de division (né le 5 juillet 1773 à Tartas, mort le 6 mai 1819 à Dax), apparaît sur la 27e colonne.
- Pierre Antoine Noël Bruno Daru, intendant général de la Grande Armée (né le 12 janvier 1767 à Montpellier, mort le 5 septembre 1829 au château de Bècheville près de Meulan), apparaît sur la 20e colonne.
- Joseph Daultanne, général de division (né le 18 août 1759 à Valréas, mort le 7 janvier 1828 à Valréas), apparaît sur la 36e colonne.
- Yrieix Pierre Daumesnil, général (né le 27 juillet 1776 à Périgueux, mort le 17 août 1832 à Vincennes), apparaît sur la 8e colonne.
- Jean Pierre Paulin Hector Daure, intendant général (né le 7 novembre 1774 à Courbevoie, mort le 8 janvier 1846 à Paris), apparaît sur la 40e colonne.
- Jean-Antoine David, général de brigade, blessé mortellement à la bataille d'Alkmaar (né le 9 novembre 1767 à Arbois, mort le 14 septembre 1799 à Alkmaar), apparaît sur la 7e colonne.
- Louis Nicolas Davout (l'Arc indique Davoust), maréchal d'Empire, vainqueur des Prussiens à la bataille d'Auerstaedt en 1806 (né le 10 mai 1770 à Annoux, mort le 1er juin 1823 à Paris, apparaît sur la 13e colonne.
- François Charles d'Avrange d'Haugéranville dit « Davrange », général de brigade (né le 6 octobre 1782 à Versailles, mort le 27 août 1817 à Paris), apparaît sur la 9e colonne.

#### Deb à Dej
- Jean-François Joseph Debelle, général de division (né le 22 mai 1767 à Voreppe, mort le 15 juin 1802 à Saint-Raphaël de Saint-Domingue), apparaît sur la 6e colonne.
- Jean Louis Debilly, général de brigade, tué à la bataille d'Auerstaedt (né le 30 juillet 1763 à Dreux, mort le 14 octobre 1806 à Auerstaedt), apparaît sur la 18e colonne.
- Charles-Mathieu-Isidore Decaen, général de division (né le 13 avril 1769 à Caen, mort le 9 septembre 1832 à Deuil-la-Barre), apparaît sur la 33e colonne.
- Pierre Decouz, général de division, blessé mortellement au combat de Brienne (né le 18 juillet 1775 à Annecy, mort le 18 février 1814 à Paris), apparaît sur la 17e colonne.
- Denis Decrès (l'Arc indique Decres), vice-amiral (né le 17 juin 1761 à Chaumont, mort le 7 décembre 1820 à Paris), apparaît sur la 33e colonne.
- François Louis Dedon-Duclos, général (né le 21 octobre 1762 à Toul, mort le 19 janvier 1830 à Vanves), apparaît sur la 12e colonne.
- Louis Charles de Flers (l'Arc indique Deflers), général de division (né le 12 juin 1754 à Paris, mort le 22 juillet 1794 à Paris), apparaît sur la 33e colonne.
- Jean-Marie Defrance, général de division (né le 21 septembre 1771 à Wassy, mort le 6 juillet 1855 à Épinay-sur-Seine), apparaît sur la 11e colonne.
- Jean-François-Aimé Dejean, général de division (né le 6 octobre 1749 à Castelnaudary, mort le 12 mai 1824 à Paris), apparaît sur la 5e colonne.
- Antoine Alexandre Dejean, général de brigade (né le 25 novembre 1765 à Chalabre, mort le 6 novembre 1848 à Brunoy), apparaît sur la 30e colonne.

#### Del
- Amable Henri Delaage, général (né le 19 février 1745 à Saint-Savin, mort le 30 septembre 1797 à Oost-Cappel), apparaît sur la 6e colonne.
- Henri François Delaborde, général de division (né le 21 décembre 1764 à Dijon, mort le 3 février 1833 à Paris), apparaît sur la 34e colonne.
- Adelaïde Blaise François Le Lièvre de La Grange, général de division (né le 21 décembre 1766 à Paris, mort le 2 juillet 1833 à Paris), apparaît sur la 11e colonne.
- Armand Charles Louis le Lièvre de la Grange, général de brigade (né le 21 mars 1783 à Paris, mort le 2 août 1864 à Paris), apparaît sur la 12e colonne.
- Antoine Charles Bernard Delaitre, général (né le 13 janvier 1776 à Paris, mort le 2 juillet 1838 à Paris), apparaît sur la 29e colonne.
- Auguste Étienne Marie Gourlez de Lamotte, général (né le 5 avril 1772 à Paris, mort le 8 mai 1836 à Paris), apparaît sur la 22e colonne.
- Pierre Joseph du Chambge d'Elbhecq, général (né le 2 janvier 1733 à Lille, mort le 1er septembre 1793 à Saint-Jean-de-Luz), apparaît sur la 33e colonne.
- Victor Joseph Delcambre, général de brigade (né le 10 mars 1770 à Douai, mort le 23 octobre 1858 à Paris), apparaît sur la 9e colonne.
- François-Joseph Delegorgue, général de brigade, blessé au combat puis tué par les Monténégrins (né le 27 novembre 1757 à Arras, mort le 17 juin 1806 à Bergatto / Dubrovnic), apparaît sur la 27e colonne.
- Antoine Guillaume Mauraillac d'Elmas de la Coste dit Delmas, général de division, blessé mortellement à Leipzig (né le 3 janvier 1766 à Argentat, mort le 30 octobre 1813 à Leipzig), apparaît sur la 16e colonne.
- Jacques-Antoine-Adrien Delort, général de division (né le 16 novembre 1773 à Arbois, mort le 28 mars 1846 à Arbois), apparaît sur la 36e colonne.
- Alexis Joseph Delzons, général de division, tué à la bataille de Maloïaroslavets (né le 26 mars 1775 à Aurillac, mort le 24 octobre 1812 à Maloïaroslavets), apparaît sur la 16e colonne.

#### Dem à Der
- Jean Dembarrère, général de division (né le 3 juillet 1747 à Tarbes, mort le 3 mars 1828 à Lourdes), apparaît sur la 1re colonne.
- Joseph Laurent Demont, général de division (né le 29 septembre 1747 à Sartrouville, mort le 5 mai 1826 à Paris), apparaît sur la 17e colonne.
- Antoine Denniée, intendant général (né le 17 janvier 1754 à Versailles, mort le 19 avril 1829 à Paris), apparaît sur la 25e colonne.
- Charles François Deponthon, général (né le 26 août 1777 à Éclaron, mort le 25 août 1849 à Éclaron), apparaît sur la 31e colonne.
- Albert François Deriot, général de division (né le 17 janvier 1766 à Clairvaux-les-Lacs, mort le 30 janvier 1836 à Paris), apparaît sur la 21e colonne.
- Pierre César Dery, général de brigade, mort en chargeant une troupe de Cosaques (né le 2 février 1768 à Saint-Pierre-de-la-Martinique, mort le 18 octobre 1812 à la Bataille de Winkowo), apparaît sur la 12e colonne.

#### Des
- Jean-Charles Desailly, général de brigade (né le 27 décembre 1768 à Oisy-le-Verger, mort le 22 mai 1830 à Montreuil), apparaît sur la 39e colonne.
- Joseph César Michault de Saint Mars, colonel (né le 18 novembre 1778 à Avesnes, mort le 21 septembre 1853 à Lavault-Sainte-Anne), apparaît sur la 3e colonne.
- Louis Charles Antoine Desaix, général de division, tué à la bataille de Marengo (né le 17 août 1768 au château d'Ayat à Saint-Hilaire d'Ayat, mort le 14 juin 1800 à Marengo), apparaît sur la 23e colonne.
- Nicolas Joseph Desenfans, général de brigade (né le 4 août 1765 à Saint-Remy-Chaussée, mort le 8 janvier 1808 à Mayence), apparaît sur la 6e colonne.
- Edme Étienne Borne Desfourneaux, général de division (né le 22 avril 1767 à Vézelay, mort le 20 février 1849 à Paris), apparaît sur la 31e colonne.
- René-Nicolas Dufriche Desgenettes, médecin-chef de la Grande Armée (né le 23 mai 1762 à Alençon, mort le 3 février 1837 à Paris), apparaît sur la 29e colonne.
- Jacques Desjardin, général de division, blessé mortellement à Eylau (né le 18 février 1759 à Angers, mort le 11 février 1807 à Landsberg in Ostpreußen), apparaît sur la 16e colonne.
- Paul Desnoyers chef de brigade du 2e régiment d'infanterie légère, tué à la bataille de Lesbeh en Égypte - (baptisé le 13 février 1768 à Belleville, Paris, mort le 1er novembre 1799 à Lesbeh), apparaît sur la 28e colonne.
- Jean Louis Brigitte d'Espagne, général de division, blessé mortellement à Essling (né le 16 février 1769 à Auch, mort le 21 mai 1809 à Lobau), apparaît sur la 16e colonne.
- Joseph Marie Dessaix, général de division (né le 24 septembre 1764 à Thonon, mort le 26 octobre 1834 à Marclaz), apparaît sur la 1re colonne.
- Jean-Joseph Dessolles, général de division (né le 3 juillet 1767 à Auch, mort le 2 octobre 1828 à Saulx-les-Chartreux), apparaît sur la 15e colonne.
- Jacques Zacharie Destaing, général de division (né le 6 novembre 1764 à Aurillac, mort le 5 mai 1802 à Paris), apparaît sur la 25e colonne.
- Jean-Jacques Desvaux de Saint-Maurice, général de division, tué à Waterloo (né le 26 juin 1775 à Paris, mort le 18 juin 1815 à Waterloo), apparaît sur la 10e colonne.

#### Dh à Dr
- Jean Joseph Ange d'Hautpoul, général de division, blessé mortellement à Eylau (né le 13 mai 1754 à Cahuzac-sur-Vère au château de Salette, mort le 13 février 1807 à Vornen), apparaît sur la 16e colonne.
- François Nivard Charles Joseph d'Hénin, général (né le 21 août 1771 à Lille, mort le 21 novembre 1847 à Paris), apparaît sur la 40e colonne.
- Alexandre Elisabeth Michel Digeon, général de division (né le 26 juin 1771 à Paris, mort le 2 août 1826 à Ronqueux, commune de Bullion), apparaît sur la 22e colonne.
- Arthur de Dillon, général de division (né le 3 septembre 1750 à Braywich, mort le 14 avril 1794 à Paris), apparaît sur la 4e colonne.
- Guillaume Dode de la Brunerie, maréchal de France (né le 30 avril 1775 à Saint-Geoire-en-Valdaine, mort le 1er mars 1851 à Paris), apparaît sur la 22e colonne.
- Jean Henri Dabrowski, dit Dombrowski (né le 29 août 1755 à Pierszchów, mort le 6 juillet 1818 à Winnagora), apparaît sur la 25e colonne.
- Jean-Baptiste Dommanget, général de brigade (né le 17 octobre 1769 à Possesse, mort le 10 février 1848 à Paris), apparaît sur la 2e colonne.
- Elzéar-Auguste Cousin de Dommartin, général de division à titre provisoire (né le 26 mai 1768 à Dommartin-le-Franc, mort le 9 août 1799 à Rosette), apparaît sur la 25e colonne.
- Jean-Siméon Domon, général de division (né le 2 mars 1774 à Maurepas, mort le 5 juillet 1830 à Paris), apparaît sur la 20e colonne.
- Frédéric Guillaume de Donop, général de brigade, tué à Waterloo (né le 3 juin 1773 à Cassel, mort le 18 juin 1815 à Waterloo), apparaît sur la 1re colonne.
- François-Xavier Donzelot, général de division (né le 6 janvier 1764 à Mamirolle, mort le 21 juin 1843 au château de Ville-Évrard à Neuilly-sur-Marne), apparaît sur la 17e colonne.
- Jean Marie Pierre Dorsenne, général de division (né le 30 avril 1773 à Ardres, mort le 24 juillet 1812 à Paris), apparaît sur la 34e colonne.
- Jean Philippe Raymond Dorsner, général de division (né le 23 janvier 1750 à Strasbourg, mort le 4 juin 1829 à Neuviller-la-Roche), apparaît sur la 7e colonne.
- Jean-Pierre Doumerc, général de division (né le 7 octobre 1767 à Montauban, mort le 29 mars 1847 à Paris), apparaît sur la 1re colonne.
- Jean-Baptiste Drouet d'Erlon, maréchal de France (né le 29 juillet 1765 à Reims, mort le 25 janvier 1844 à Paris), apparaît sur la 14e colonne.
- Antoine Drouot, général de division (né le 11 janvier 1774 à Nancy, mort le 24 mars 1847 à Nancy), apparaît sur la 32e colonne.

#### Dub à Duh
- Paul-Alexis Dubois, général de division, blessé mortellement à la bataille de Roveredo (né le 27 janvier 1754 à Guise, mort le 4 septembre 1796 à Roveredo), apparaît sur la 25e colonne.
- Jacques Charles Dubois dit Dubois-Thainville, général de brigade (né le 27 novembre 1762 à Reux, mort le 14 janvier 1847 à Sens), apparaît sur la 9e colonne.
- Louis Dubouquet, général de division (né le 17 avril 1740 à Cucuron, mort le 25 janvier 1814 à Cucuron), apparaît sur la 34e colonne.
- Jean-Louis Dubreton, général de division (né le 18 janvier 1773 à Ploërmel, mort le 27 mai 1855 à Versailles), apparaît sur la 35e colonne.
- Georges Joseph Dufour, général de division (né le 15 mars 1758 à Saint-Seine-l'Abbaye, mort le 10 mars 1820 à Bordeaux), apparaît sur la 5e colonne.
- Jacques Christophe Coquille dit Dugommier, général de division, (né le 1er août 1738 à Basse-Terre, mort le 17 novembre 1794 à la bataille de la Sierra Negra), apparaît sur la 33e colonne.
- Charles Dugua, général de division (né le 1er mars 1744 à Valenciennes, mort le 16 octobre 1802 à Cap-Haïtien), apparaît sur la 25e colonne.
- Guillaume Philibert Duhesme, général de division, blessé mortellement à la Waterloo (né le 7 juillet 1766 à Bourgneuf-Val-d'Or, mort le 20 juin 1815 à Ways près de Genappe), apparaît sur la 8e colonne.

#### Dul à Dum
- Louis Étienne Dulong de Rosnay, général (né le 12 septembre 1780 à Rosnay-l'Hôpital, mort le 20 mai 1828 à Paris), apparaît sur la 36e colonne.
- Thomas Alexandre Dumas, général de division (né le 25 mars 1762 à Jérémie, mort le 26 février 1807 à Villers-Cotterêts), apparaît sur la 23e colonne.
- Mathieu Dumas, général de division et intendant général (né le 23 novembre 1753 à Montpellier, mort le 16 octobre 1837 à Paris), apparaît sur la 15e colonne.
- Pierre Jadart du Merbion dit Dumerbion, général de division (né le 30 avril 1737 à Montmeillant, mort le 25 février 1797 à Montmeillant), apparaît sur la 23e colonne.
- Jean-Baptiste Dumonceau, général de division (né le 7 novembre 1760 à Bruxelles, mort le 29 décembre 1821 à Bruxelles), apparaît sur la 1re colonne.
- Charles François Dumouriez, dit Du Perrier, général en chef, vainqueur à Valmy (né le 26 janvier 1733 à Cambrai, mort le 14 mars 1823 à Turville-Park près de Londres), apparaît sur la 3e colonne.
- Pierre Dumoustier, général de division (né le 17 mars 1771 à Saint-Quentin, mort le 15 juin 1831 à Nantes), apparaît sur la 11e colonne.

#### Dup à Duv
- Pierre Louis Dupas, général de division (né le 13 février 1761 à Évian, mort le 6 mars 1823 à Thonon), apparaît sur la 26e colonne.
- Guy-Victor Duperré, vice-amiral (né le 20 février 1775 à La Rochelle, mort le 2 novembre 1846 à Paris), apparaît sur la 34e colonne.
- Mathurin Léonard Duphot, général de brigade, massacré par la foule lors d'une émeute à Rome (né le 21 septembre 1769 à Lyon, mort le 27 décembre 1797 à Rome), apparaît sur la 28e colonne.
- Jean Étienne Benoît Duprat, général de brigade, tué à Wagram (né le 21 mars 1752 à Avignon, mort le 6 juillet 1809 à Wagram), apparaît sur la 19e colonne.
- Géraud Christophe Michel Duroc, général de division, blessé mortellement par un boulet en Silésie (né le 25 octobre 1772 à Pont-à-Mousson, mort le 23 mai 1813 à Markersdorf), apparaît sur la 15e colonne.
- Antoine Jean Auguste Durosnel, général de division (né le 9 novembre 1771 à Paris, mort le 5 février 1849 à Paris), apparaît sur la 31e colonne.
- Antoine Simon Durrieu, général de division (né le 20 juillet 1775 à Grenade-sur-l'Adour, mort le 8 avril 1862 à Saint-Sever), apparaît sur la 19e colonne.
- François Durutte, général de division (né le 13 juillet 1767 à Douai, mort le 18 avril 1827 à Ypres), apparaît sur la 17e colonne.
- Adrien Jean-Baptiste du Bosc, général de division, (né le 12 novembre 1760 à Nangis, mort le 4 février 1851 à Paris), apparaît sur la 11e colonne.
- Blaise Duval dit Duval de Hautmaret, général de division (né le 4 septembre 1739 à Abbeville, mort le 17 janvier 1803 à Montreuil), apparaît sur la 4e colonne.
- Régis Barthélemy Mouton-Duvernet, général de division (né le 3 mai 1770 à Le Puy, mort le 27 juillet 1816 à Lyon), apparaît sur la 32e colonne.

### E
- Jean-Baptiste Éblé, général de division (né le 21 décembre 1758 à Saint-Jean-Rohrbach, mort le 31 décembre 1812 à Königsberg), apparaît sur la 14e colonne.
- Maxime Julien Émeriau de Beauverger (l'Arc n'indique que Émeriau), vice-amiral (né le 20 octobre 1762 à Carhaix, mort le 2 février 1845 à Toulon), apparaît sur la 21e colonne.
- Rémy Joseph Isidore Exelmans, maréchal de France (né le 13 novembre 1775 à Bar-le-Duc, mort le 22 juillet 1852 à Sèvres), apparaît sur la 27e colonne.

### F
- Gabriel Fabre, général (né à Vannes le 20 février 1774, mort à Laval le 12 mai 1858), apparaît sur la 22e colonne.
- Jean-Louis-François Fauconnet, général de division (né à Revigny-sur-Ornain le 24 décembre 1750, mort à Lille le 22 octobre 1819), apparaît sur la 7e colonne.
- François Claude Joachim Faultrier de l'Orme, général de division (né à Metz le 15 août 1760, mort à Nördlingen le 7 novembre 1805), apparaît sur la 21e colonne.
- Claude-François Ferey, général de division, blessé mortellement à la bataille des Arapiles (né à Auvet-et-la-Chapelotte le 20 septembre 1771, mort à Olmedo le 24 juillet 1812), apparaît sur la 38e colonne.
- Pierre Marie Barthélemy Ferino, général de division (né à Craveggia le 23 août 1747, mort à Paris le 26 juin 1816), apparaît sur la 14e colonne.
- Jacques Ferrand, général de division, (né à Ormoy (Haute-Saône) le 14 novembre 1746, mort à Amance (Haute-Saône) le 30 septembre 1804), apparaît sur la 4e colonne.
- Pascal Antoine Fiorella, général (né à Ajaccio le 7 février 1752, mort à Ajaccio le 3 mars 1818), apparaît sur la 21e colonne.
- Charles de Flahaut, général de division (né à Paris le 21 avril 1785 - Paris le 1er septembre 1870), apparaît sur la 32e colonne.
- Jean-François Flamand, général de brigade (né à Besançon le 21 juin 1766, mort à Versailles le 10 décembre 1838), apparaît sur la 39e colonne.
- Louis François Foucher de Careil, général de division (né à Guérande 18 février 1762, mort à Garches le 22 août 1835), apparaît sur la 11e colonne.
- Albert Louis Emmanuel de Fouler, général de division (né à Lillers le 9 février 1769, mort à Lillers le 17 juin 1831), apparaît sur la 10e colonne.
- Maximilien Sébastien Foy, général de division (né à Ham le 3 février 1775, mort à Paris le 28 novembre 1825), apparaît sur la 35e colonne.
- Jean-Baptiste Franceschi-Delonne, général de brigade (né à Lyon le 4 septembre 1767, mort à Carthagène le 23 octobre 1810), apparaît sur la 36e colonne.
- Charles Louis Joseph de Gau de Frégeville, général de division (né au château de Grandval au Teillet le 1er novembre 1762, mort à Paris le 4 avril 1841), apparaît sur la 34e colonne.
- Georges Frère, général de division (né à Montréal le 8 janvier 1764, mort à Paris le 16 février 1826), apparaît sur la 25e colonne.
- Philibert Fressinet, général de division (né à Marcigny 21 juillet 1767, mort à Paris le 2 août 1821), apparaît sur la 17e colonne.
- Louis Friant, général de division (né à Morlancourt 18 septembre 1758, mort à Seraincourt le 24 juin 1829), apparaît sur la 8e colonne.
- Jean-Parfait Friederichs, général de division, meurt des suites de l'amputation de sa jambe blessée au combat de Möckern (né à Montmartre le 11 juin 1773, mort à Leipzig le 20 octobre 1813), apparaît sur la 20e colonne.
- François Nicolas Fririon, général de division (né à Vandières le 7 février 1766, mort à Paris le 25 septembre 1840), apparaît sur la 16e colonne.

### G

#### Ga à Ge
- Honoré Joseph Antoine Ganteaume, vice-amiral (né le 13 avril 1755 à La Ciotat, mort le 28 septembre 1818 à La Pauline, près d'Aubagne), apparaît sur la 23e colonne.
- Marie Théodore Urbain Garbé, général (né le 25 mai 1769 à Hesdin, mort le 10 juillet 1831 à Hesdin), apparaît sur la 22e colonne.
- Gaspard Amédée Gardanne, général de division (né le 30 août 1758 à Solliès-Pont, mort le 14 août 1807 à Breslau), apparaît sur la 25e colonne.
- Pierre Dominique Garnier, général de division (né le 19 décembre 1756 à Marseille, mort le 11 mai 1827 à Nantes), apparaît sur la 25e colonne.
- Pierre Edmé Gautherin, général de brigade (né le 12 août 1770 à Troyes, mort le 19 mars 1851 à Saint-Martin-ès-Vignes), apparaît sur la 19e colonne.
- Jean-Pierre Gauthier dit Leclerc, général de brigade (né le 23 février 1765 à Septmoncel, mort le 14 juin 1821 à Marnes), apparaît sur la 39e colonne.
- Nicolas Hyacinthe Gautier, général de brigade, mortellement blessé à Wagram (né le 5 mai 1774 à Loudéac, mort le 14 juillet 1809 à Vienne), apparaît sur la 18e colonne.
- Honoré Théodore Maxime Gazan, général de division (né le 29 octobre 1765 à Grasse, mort le 9 avril 1845 à Grasse), apparaît sur la 26e colonne.
- Alphonse Louis Gentil de Saint-Alphonse, général (né le 6 septembre 1777 à Versailles, mort le 7 août 1837 à Toulouse), apparaît sur la 19e colonne.
- Étienne Maurice Gérard, maréchal de France, ministre de la Guerre (né le 4 avril 1773 à Damvillers, mort le 17 avril 1852 à Paris), apparaît sur la 14e colonne.
- François Joseph Gérard, général de division (né le 29 octobre 1771 à Phalsbourg, mort le 18 septembre 1832 à Beauvais), apparaît sur la 2e colonne.

#### Gi à Go
- Joseph Gilot, général de division (né le 16 avril 1734 à Châtenay, mort le 27 mars 1811 à Nancy), apparaît sur la 6e colonne.
- Jacques Laurent Gilly, général de division (né le 12 août 1769 à Fournès, mort le 5 août 1829 à Aramon), apparaît sur la 35e colonne.
- Jean Baptiste Girard, général de division, blessé mortellement à Ligny (né le 21 février 1775 à Aups, mort le 27 juin 1815 à Paris), apparaît sur la 8e colonne.
- Jean Pierre Girard-dit-Vieux, général de brigade (né le 9 août 1750 à Genève, mort le 2 mars 1811 à Arras), apparaît sur la 20e colonne.
- Alexandre Louis Robert Girardin d'Ermenonville, général de division (né le 13 février 1776 à Paris, mort le 5 août 1855 à Paris), apparaît sur la 20e colonne.
- Jacques Nicolas Gobert, général de division, blessé mortellement à Bailen (né le 1er juin 1760 à Basse-Terre, mort le 17 juillet 1808 à Guarromán), apparaît sur la 35e colonne.
- Louis Anne Marie Gouré de Villemontée, général de brigade, blessé mortellement à la bataille de Lützen (né le 4 décembre 1768 à Tonnerre, mort le 3 mai 1813 à Lützen), apparaît sur la 12e colonne.
- Jean-Baptiste Gouvion, général de l'armée de La Fayette, tué d'un coup de canon en avant de Maubeuge (né le 8 janvier 1747 à Toul, mort le 11 juin 1792 à La Glisuelle), apparaît sur la 8e colonne.
- Laurent de Gouvion-Saint-Cyr, maréchal d'Empire, ministre de la Guerre, il a laissé son nom à une loi sur le recrutement militaire (né le 13 mai 1764 à Toul, mort le 17 mars 1830 à Hyères), apparaît sur la 13e colonne.

#### Gr
- Jean-François Graindorge, général de brigade, blessé mortellement à la bataille de Buçaco (né le 1er juillet 1770 à Saint-Pois, mort le 1er novembre 1810 à Carqueijo), apparaît sur la 38e colonne.
- Charles Louis Dieudonné Grandjean, général de division (né le 29 décembre 1768 à Nancy, mort le 5 septembre 1828 à Nancy), apparaît sur la 16e colonne.
- Pierre Guillaume Gratien, général de division (né le 1er janvier 1764 à Paris, mort le 24 avril 1814 à Plaisance), apparaît sur la 7e colonne.
- Paul Grenier, général de division (né le 29 janvier 1768 à Sarrelouis, mort le 18 avril 1827 à Morembert), apparaît sur la 14e colonne.
- François Joseph Fidèle Gressot, général de brigade (né le 7 septembre 1770 à Delémont, mort le 14 novembre 1848 à Saint-Germain-en-Laye), apparaît sur la 39e colonne.
- Achille Claude Marie Tocip dit Grigny, général de brigade, tué par un boulet au siège de Gaète (né le 7 avril 1766 à Paris, mort le 10 février 1806 à Gaète), apparaît sur la 28e colonne.
- Rémy Grillot, général de brigade, blessé mortellement par un boulet à Lützen (né le 11 mars 1776 à Navilly, mort le 19 mai 1813 à Leipzig), apparaît sur la 10e colonne.
- Jean Louis Gros, général de brigade (né le 3 mai 1767 à Montolieu, mort le 10 mai 1824 à Paris), apparaît sur la 15e colonne.
- Emmanuel de Grouchy, maréchal d'Empire (né le 23 octobre 1766 à Paris, mort le 29 avril 1847 à Saint-Étienne), apparaît sur la 4e colonne.
- Louis Sébastien Grundler, général (né le 20 juillet 1774 à Paris, mort le 27 septembre 1833 au Château du Plessis près de Troyes, apparaît sur la 5e colonne.

#### Gu
- Charles Étienne Gudin, général de division, blessé mortellement au combat de Valoutina (né le 13 février 1768 à Montargis, mort le 22 février 1812 à Smolensk), apparaît sur la 15e colonne.
- Pierre César Gudin des Bardelières, général (né le 30 décembre 1775 à Gien, mort le 13 février 1855 à Montargis), apparaît sur la 29e colonne.
- Charles Louis Joseph Olivier Guéhéneuc, général (né le 7 juin 1783 à Valenciennes, mort le 26 août 1849 à Paris), apparaît sur la 32e colonne.
- Armand Charles Guilleminot, général de division (né le 2 mars 1774 à Dunkerque, mort le 14 mars 1840 à Baden), apparaît sur la 7e colonne.
- Jean Joseph Guieu (l'Arc indique Guyeux), général de division (né le 30 septembre 1758 à Champcella, mort le 5 octobre 1817 à Châteauroux), apparaît sur la 24e colonne.
- Étienne Guyot, général de brigade, tué lors d'une charge de cavalerie en Prusse orientale (né le 1er mai 1767 à Mantoche, mort le 8 juin 1807 à Kleinenfeld), apparaît sur la 20e colonne.
- Claude Étienne Guyot, général de division (né le 5 septembre 1768 à Villevieux, mort le 28 novembre 1837 à Paris), apparaît sur la 31e colonne.
- Nicolas Bernard Guiot de Lacour (l'Arc indique Guyot de Lacour), général de division, blessé mortellement à Wagram (né le 25 janvier 1771 à Yvoy-Carignan, mort le 28 juillet 1809 à Gunsdersdorf), apparaît sur la 11e colonne.

### H
- Pierre Joseph Habert, général de division (né le 22 décembre 1773 à Avallon, mort le 19 mai 1825 à Montréal (Yonne)), apparaît sur la 36e colonne.
- Jacques Félix Emmanuel Hamelin, contre-amiral (né le 13 octobre 1768 à Honfleur, mort le 23 avril 1839 à Paris), apparaît sur la 2e colonne.
- Jacques Félix Jan de La Hamelinaye, (l'Arc indique Hamelinaye), général de division (né le 22 février 1769 à Montauban-de-Bretagne, mort le 14 avril 1861 à Rennes), apparaît sur la 9e colonne.
- Antoine Alexandre Hanicque, général de division (né le 27 mai 1748 à Paris, mort le 28 février 1821 à Paris), apparaît sur la 1re colonne.
- Jean Hardÿ, général de division (né le 19 mai 1762 à Mouzon, mort le 29 mai 1802 à Cap-Haïtien, en Haïti), apparaît sur la 6e colonne.
- Jean Isidore Harispe, maréchal de France (né le 7 décembre 1768 à Saint-Étienne-de-Baïgorry, mort le 26 mai 1855 à Lacarre), apparaît sur la 36e colonne.
- Louis Harlet, général de brigade (né le 15 août 1772 à Broyes, mort le 2 mars 1853 à Sézanne), apparaît sur la 32e colonne.
- Louis-Auguste Jouvenel des Ursins d'Harville, général de division (né le 23 avril 1749 à Paris, mort le 8 mai 1815 à Harville), apparaît sur la 5e colonne.
- Jacques Hatry, général de division (né le 13 février 1742 à Strasbourg, mort le 30 novembre 1802 à Paris), apparaît sur la 5e colonne.
- François Nicolas Benoît Haxo, général de division (né le 24 juin 1774 à Lunéville, mort le 25 juin 1838 à Paris), apparaît sur la 36e colonne.
- Gabriel de Hédouville, général de division (né le 27 juillet 1755 à Laon, mort le 30 mars 1825 à Brétigny-sur-Orge), apparaît sur la 31e colonne.
- Claude François Henry, colonel, blessé mortellement durant le siège de Valence (né le 12 mars 1773 à Champlitte-la-Ville, mort le 2 janvier 1812 à Camp-de-Valence), apparaît sur la 38e colonne.
- Claude Marie d'Hervo, général de brigade, tué lors d'une reconnaissance près d'Eckmühl (né le 11 novembre 1766 à Quimperlé, mort le 21 avril 1809 à Persingen), apparaît sur la 18e colonne.
- Étienne Heudelet de Bierre, (l'Arc indique simplement Heudelet), général de division (né le 13 novembre 1770 à Dijon, mort le 20 avril 1857 à Paris), apparaît sur la 17e colonne.
- Joseph Higonet, colonel, tué à la bataille d'Auerstaedt (né le 11 décembre 1771 à Saint-Geniez-d'Olt, mort le 14 octobre 1806 à Auerstaedt), apparaît sur la 18e colonne.
- Louis Lazare Hoche, général de division (né le 24 juin 1768 à Versailles, mort le 19 septembre 1797 à Wetzlar), apparaît sur la 3e colonne.
- Jean Nicolas Houchard, général de division (né le 24 janvier 1738 à Forbach, mort le 15 novembre 1793 à Paris), apparaît sur la 3e colonne.
- Charles Antoine Houdar de La Motte (l'Arc indique Lamotte), colonel, tué par un boulet à Iéna (né le 21 novembre 1773 à Versailles, mort le 14 octobre 1806 à Iéna), apparaît sur la 18e colonne.
- Léonard Jean Aubry Huard de Saint-Aubin, général de brigade, tué par un biscaïen à la bataille de la Moskova (né le 11 janvier 1770 à Villedieu-les-Poêles, mort le 7 septembre 1812 à Borodino), apparaît sur la 9e colonne.
- Pierre Antoine François Huber, général (né le 20 décembre 1775 à Saint-Wendel, mort le 26 avril 1832 à Paris), apparaît sur la 33e colonne.
- Étienne Hulot, général (né le 15 février 1774 à Mazerny, mort le 23 septembre 1850 à Nancy), apparaît sur la 2e colonne.

### J
- Charles Claude Jacquinot, général de division (né le 3 août 1772 à Melun, mort le 24 avril 1848 à Metz), apparaît sur la 20e colonne.
- Jean-Baptiste Auguste Marie Jamin, (l'Arc indique Jamin, A.), tué à la bataille de Waterloo, général de brigade (né le 17 février 1775 à Louvigné-du-Désert, mort le 18 juin 1815 à Waterloo), apparaît sur la 9e colonne.
- Jean-Baptiste Jamin (l'Arc indique Jamin, J.B.), général (né le 20 mai 1772 à Villécloye, mort le 30 janvier 1848 à Paris), apparaît sur la 9e colonne.
- Henri Antoine Jardon, tué au combat de Negrelos général de brigade (né le 3 février 1768 à Verviers, mort le 25 mars 1809 à Guimarães), apparaît sur la 38e colonne.
- Jean-Baptiste Jeanin, général (né le 22 janvier 1769 à Épy, mort le 2 mai 1830 à Saulieu), apparaît sur la 22e colonne.
- Barthélemy Joubert, général de division, tué à Novi à la tête de ses troupes(né le 14 avril 1769 à Pont-de-Vaux, mort le 15 août 1799 à Novi), apparaît sur la 23e colonne.
- Joseph Antoine René Joubert (l'Arc indique Joubert, J.), général de brigade (né le 11 novembre 1772 à Angers, mort le 23 avril 1843 à Paris), apparaît sur la 2e colonne.
- Jean-Pierre de Jouffroy, général de brigade (né le 20 juillet 1766 à Boulot, mort le 30 septembre 1846 à Lille), apparaît sur la 39e colonne.
- Jean-Baptiste Jourdan, maréchal d'Empire, rédacteur de la loi sur la conscription (né le 29 avril 1762 à Limoges, mort le 23 novembre 1833 à Paris), apparaît sur la 3e colonne.
- Jean-Andoche Junot, général de division (né le 24 septembre 1771 à Bussy-le-Grand, mort le 29 juillet 1813 à Montbard), apparaît sur la 33e colonne.

### K
- François Christophe Kellermann, maréchal d'Empire, vainqueur à Valmy (né le 28 mai 1735 à Strasbourg, mort le 13 septembre 1820 à Paris), apparaît sur la 3e colonne.
- François Étienne Kellermann, général de division, fils du précédent (né le 4 août 1770 à Metz, mort le 2 juin 1835 à Paris), apparaît sur la 21e colonne.
- Charles Édouard Saül Jennings de Kilmaine, général de division (né le 19 octobre 1751 à Dublin, mort le 11 décembre 1799 à Paris), apparaît sur la 5e colonne.
- François Joseph Kirgener, général de brigade, tué par un boulet près de Reichenbach (né le 8 octobre 1766 à Paris, mort le 22 mai 1813 à Markersdorf), apparaît sur la 15e colonne.
- Jean-Baptiste Kléber, général de division, il est mort assassiné par le Syrien Soleyman (né le 9 mars 1753 à Strasbourg, mort le 14 juin 1800 au Caire, en Égypte), apparaît sur la 23e colonne.
- Dominique-Louis-Antoine Klein, général de division (né le 24 janvier 1761 à Blâmont, mort le 2 novembre 1845 à Paris), apparaît sur la 17e colonne.
- Józef Chłopicki, dit Klopisky, général de brigade (né le 19 mai 1768 à Kapustyn, mort le 21 septembre 1854 à Cracovie), apparaît sur la 37e colonne.
- Karol Kniaziewicz, général de division (né le 4 mai 1762 à Asite, mort le 9 mai 1842 à Paris), apparaît sur la 12e colonne.

### L

#### Lab à Lam
- Pierre Garnier de Laboissière, général de division (né le 11 mars 1755 à Chassiecq, mort le 14 avril 1809 à Paris), apparaît sur la 15e colonne.
- André Bruno de Frévol de Lacoste, général de brigade, tué au siège de Saragosse (né le 14 juin 1775 à Pradelles, mort le 2 février 1809 à Saragosse), apparaît sur la 38e colonne.
- François Joseph Pamphile de Lacroix, général (né le 1er juin 1774 à Aimargues, mort le 16 octobre 1841 à Versailles), apparaît sur la 40e colonne.
- Marc Antoine Lacuée, colonel, (né le 10 décembre 1773 à Agen, mort le 8 février 1807 à la bataille d'Eylau, apparaît sur la 18e colonne.
- Gilbert du Motier de La Fayette, connu sous son titre de marquis de La Fayette, général des armées américaine et française pendant la guerre d'indépendance américaine (né le 6 septembre 1757 au château de Chavaniac, mort le 20 mai 1834 à Paris), apparaît sur la 3e colonne.
- Louis Marie Levesque de Laferrière (l'Arc indique Lque de la Ferrière), général de division (né le 9 avril 1776 à Redon, mort le 22 novembre 1834 à Paris), apparaît sur la 32e colonne.
- Guillaume Joseph Nicolas de Lafon-Blaniac, général de division (né le 25 juillet 1773 à Villeneuve-sur-Lot, mort le 28 septembre 1833 à Vico), apparaît sur la 29e colonne.
- Joseph Lagrange, général de division (né le 10 janvier 1763 à Sempesserre, mort le 16 janvier 1836 à Paris), apparaît sur la 34e colonne.
- Amédée Emmanuel François Laharpe, général de division, tué aux combats de Codogno (né le 17 octobre 1754 à Rolle, mort le 10 mai 1796 à Codogno), apparaît sur la 24e colonne.
- Armand Lebrun de La Houssaye (l'Arc indique Lahoussaye), général de division (né le 20 octobre 1768 à Paris, mort le 18 juin 1846 à Paris), apparaît sur la 6e colonne.
- Louis Joseph Lahure, général (né le 29 décembre 1767 à Mons, mort le 24 octobre 1853 à Wavrechain-sous-Faulx), apparaît sur la 30e colonne.
- Charles Eugène de Lalaing d'Audenarde (l'Arc indique Lalaing d'Audde), général (né le 13 novembre 1779 à Paris, mort le 4 mars 1859 à Paris), apparaît sur la 12e colonne.
- François Antoine Lallemand, général (né le 23 juin 1774 à Metz, mort le 9 mars 1839 à Paris), apparaît sur la 37e colonne.
- François Joseph Drouot de Lamarche, général de division (né le 14 juillet 1733 à Lutzenhausen, mort le 18 mai 1814 à Sarrebourg), apparaît sur la 5e colonne.
- Jean Maximilien Lamarque, général de division (né le 22 juillet 1770 à Saint-Sever, mort le 1er juin 1832 à Paris), apparaît sur la 36e colonne.
- Jean Fabre de La Martillière (l'Arc indique Lamartillière), général de division (né le 10 mars 1732 à Nîmes, mort le 27 mars 1819 à Paris), apparaît sur la 31e colonne.
- Thomas Mignot de Lamartinière, général de division, blessé mortellement à l'attaque du pont de Berra sur la Bidassoa (né le 26 février 1768 à Machecoul, mort le 6 septembre 1813 à Bayonne), apparaît sur la 32e colonne.
- Charles-Malo de Lameth (l'Arc indique Lameth, Ch.), général de brigade (né le 6 octobre 1757 à Paris, mort le 28 décembre 1832 à Paris), apparaît sur la 30e colonne.
- Étienne François Rocbert de Lamorendière-Ducoudray (l'Arc indique Lamorandière), général de brigade (né le 13 décembre 1769 à Saint-Martin-de-Ré, mort le 2 janvier 1837 à Bordeaux), apparaît sur la 22e colonne.

#### Lan à Lav
- Jean Pierre Lanabère, général de brigade, blessé mortellement à la Moskowa (né le 24 décembre 1770 à Carresse, mort le 12 septembre 1812 à Mojaïsk), apparaît sur la 19e colonne.
- Charles Hyacinthe Leclerc de Landremont, général de division (né le 21 août 1739 à Fénétrange, mort le 26 septembre 1818 à Nancy), apparaît sur la 4e colonne.
- Jean Lannes, maréchal d'Empire, blessé mortellement par un boulet à Essling (né le 10 avril 1769 à Lectoure, mort le 31 mai 1809 à Ebersdorf), apparaît sur la 13e colonne.
- René Joseph de Lanoue, général (né le 7 septembre 1731 au château de Narelles à la Roche-Clermault, mort le 17 novembre 1795 à Paris), apparaît sur la 4e colonne.
- François Lanusse, général de division, blessé mortellement par un biscaïen à la bataille de Canope (Égypte) (né le 3 novembre 1772 à Habas, mort le 21 mars 1801 à Canope), apparaît sur la 25e colonne.
- Pierre Belon Lapisse, général de division, blessé mortellement à Talavera (né le 25 novembre 1762 à Lyon, mort le 30 juillet 1809 à Santa Olalla), apparaît sur la 37e colonne.
- Jean Grégoire Barthélemy Rouger de Laplane, général de division (né le 13 octobre 1766 à Mourvilles-Hautes, mort le 16 juin 1837 à Mourvilles-Hautes), apparaît sur la 22e colonne.
- Jean François de La Poype (l'Arc indique Lapoype), général de division (né le 31 mai 1758 à Lyon, mort le 27 janvier 1851 aux Brosses / Villeurbanne), apparaît sur la 24e colonne.
- Jean Ambroise Baston de Lariboisière (l'Arc indique Lariboissière), général de division (né le 18 août 1759 à Fougères, mort le 21 décembre 1812 à Königsberg), apparaît sur la 15e colonne.
- Antoine Laroche-Dubouscat (l'Arc indique simplement Laroche), général de division (né le 16 décembre 1757 à Condom, mort le 21 juin 1831 à Vic-Fezensac), apparaît sur la 7e colonne.
- Dominique-Jean Larrey, chirurgien en chef de la Grande Armée (né le 6 juillet 1766 à Beaudéan, mort le 25 juillet 1842 à Lyon), apparaît sur la 30e colonne.
- Jean Jacques Bernardin Colaud de La Salcette (l'Arc indique Lasalcette), général de division (né le 27 décembre 1759 à Grenoble, mort le 3 septembre 1834 à Grenoble), apparaît sur la 27e colonne.
- Antoine Charles Louis de Lasalle, général de division, tué à Wagram (né le 10 mai 1775 à Metz, mort le 6 juillet 1809 à Wagram), apparaît sur la 17e colonne.
- Joseph Félix Lazowski (l'Arc indique Lasowski), général de division (né le 20 novembre 1759 à Lunéville, mort le 8 octobre 1812 à Paris), apparaît sur la 21e colonne.
- Louis-René-Madeleine de Latouche-Tréville (l'Arc indique Latouche), vice-amiral (né le 3 juin 1745 à Rochefort, mort le 19 août 1804 à Toulon), apparaît sur la 3e colonne.
- Théophile-Malo de La Tour d'Auvergne-Corret, officier, premier grenadier de la République, tué à Oberhausen (l'Arc indique L.Tr Dauvergne), (né le 23 novembre 1743 à Carhaix, mort le 28 juin 1800 à Oberhausen), apparaît sur la 18e colonne.
- Antoine Henri Armand Jules Élisabeth de Latour-Foissac, général (né à Molsheim le 3 février 1782, mort à Rouge-Maison le 25 mars 1855), apparaît sur la 19e colonne.
- Victor de Faÿ de La Tour-Maubourg, (l'Arc indique L.Tr Maubourg), général de division (né le 22 mai 1768 à La Motte-de-Galaure, mort le 11 novembre 1850 au Château de Farcy-lès-Lys à Dammarie), apparaît sur la 17e colonne.
- Guillaume Latrille de Lorencez (l'Arc indique Latrille de Lez), général de division (né le 21 avril 1855 à Pau, mort le 1er octobre 1772 à Bar-le-Duc), apparaît sur la 32e colonne.
- Germain Félix Tennet de Laubadère (l'Arc indique Laubadère), général de division (né le 20 février 1749 à Bassoues, mort le 8 août 1799 à Rouen), apparaît sur la 5e colonne.
- Jacques Alexandre Law de Lauriston, maréchal de France (né le 1er février 1768 à Pondichéry, mort le 11 juin 1828 à Paris), apparaît sur la 13e colonne.
- Anne Gilbert de La Val (l'Arc indique Laval), général de division (né le 9 novembre 1762 à Riom, mort le 6 septembre 1810 à Mora), apparaît sur la 36e colonne.

#### Le
- Anne-Charles Lebrun, général de division (né le 28 décembre 1775 à Paris, mort le 21 janvier 1859 à Paris), apparaît sur la 31e colonne.
- Charles Victoire Emmanuel Leclerc, général de division (né le 17 mars 1772 à Pontoise, mort le 2 novembre 1802 à Cap-Haïtien), apparaît sur la 34e colonne.
- Claude Jacques Lecourbe, général de division (né le 22 février 1759 à Besançon, mort le 22 octobre 1815 à Belfort), apparaît sur la 14e colonne.
- François Roch Ledru des Essarts (l'Arc indique Ledru des Essds), général de division (né le 25 avril 1770 à Chantenay, mort le 23 avril 1844 à Champrosay), apparaît sur la 27e colonne.
- François Joseph Lefebvre, maréchal d'Empire (né le 25 octobre 1755 à Rouffach, mort le 14 septembre 1820 à Paris), apparaît sur la 3e colonne.
- Charles Lefebvre-Desnouettes (l'Arc indique Lefèvre Desnte), général de division (né le 14 septembre 1773 à Paris, mort le 22 avril 1822 en mer, près de l'Irlande lors du naufrage de l'Albion), apparaît sur la 31e colonne.
- Étienne Nicolas Lefol, général de division (né le 24 octobre 1764 à Giffaumont, mort le 5 septembre 1840 à Vitry-le-François), apparaît sur la 1re colonne.
- Claude Just Alexandre Louis Legrand, général de division (né le 23 février 1762 à Plessier-sur-Saint-Just, mort le 8 janvier 1815 à Paris), apparaît sur la 15e colonne.
- Louis-François Lejeune, général de brigade et peintre (né le 3 février 1775 à Strasbourg, mort le 26 février 1848 à Toulouse), apparaît sur la 19e colonne.
- André Joseph Lemaire, général de division (né le 6 mars 1738 à Cuincy, mort le 24 octobre 1802 à Dunkerque), apparaît sur la 5e colonne.
- Jean Léonor François Le Marois (l'Arc indique Lemarois), général de division (né le 17 mars 1776 à Bricquebec, mort le 14 octobre 1836 à Paris), apparaît sur la 11e colonne.
- Louis Lemoine, général de division (né le 23 novembre 1754 à Saumur, mort le 23 juillet 1842 à Paris), apparaît sur la 6e colonne.
- Henri Marie Lenoury, général de division (né le 6 novembre 1771 à Cracouville, mort le 25 septembre 1839 à Cracouville), apparaît sur la 40e colonne.
- Louis Lepic, général de division (né le 20 septembre 1765 à Montpellier, mort le 7 janvier 1827 à Andrésy), apparaît sur la 20e colonne.
- François Joseph d'Estienne de Chaussegros de Léry, général de brigade (né le 11 septembre 1754 à Québec, mort le 5 septembre 1824 à Chartrettes), apparaît sur la 31e colonne.
- Augustin de l'Espinasse, dit Lespinasse, général de division (né le 8 octobre 1736 à Pouilly-sur-Loire, mort le 21 novembre 1816 à Paris), apparaît sur la 35e colonne.
- Louis-Michel Letort de Lorville, général de division, tué par les Prussiens sur la chaussée de Charleroi (né le 28 août 1773 à Saint-Germain-en-Laye, mort le 15 juin 1815 à Gilly), apparaît sur la 8e colonne.
- François Charles Michel Leturcq (l'Arc indique Leturc), adjudant-général, tué à la bataille d'Aboukir (né le 10 février 1769 à Boynes-en-Gâtinais, mort le 25 juillet 1799 à Aboukir), apparaît sur la 28e colonne.
- Jean François Leval, général de division (né le 18 avril 1762 à Paris, mort le 7 août 1834 à Paris), apparaît sur la 7e colonne.
- Alexis Paul Michel Tanneguy Le Veneur de Tillières (l'Arc indique Leveneur), général de division (né le 28 septembre 1746 à Paris, mort le 26 mai 1833 au château de Carrouges), apparaît sur la 4e colonne.

#### Lh à Lu
- Samuel Lhéritier de Chézelles (l'Arc indique L'Héritier), général de division (né le 6 août 1772 à Angles-sur-l'Anglin, mort le 23 août 1829 à Conflans-Sainte-Honorine), apparaît sur la 20e colonne.
- Jean-Marthe-Adrien Lhermitte, vice-amiral (né le 29 septembre 1766 à Coutances, mort le 28 août 1826 au Plessis-Piquet), apparaît sur la 40e colonne.
- Louis Liger-Belair (l'Arc indique Ligerbelair), général de division (né le 11 juillet 1772 à Vendeuvre, mort le 4 décembre 1835 à Varois), apparaît sur la 37e colonne.
- René Charles Élisabeth de Ligniville (l'Arc indique Ligneville), général de division (né le 22 février 1760 à Herbéviller, mort le 14 septembre 1813 au château de Boncourt), apparaît sur la 5e colonne.
- Charles Alexandre Léon Durand de Linois (l'Arc indique Linois), vice-amiral honoraire (né le 27 janvier 1761 à Brest, mort le 2 décembre 1848 à Versailles), apparaît sur la 33e colonne.
- Pierre-Charles Lochet, général de brigade, tué à la bataille d'Eylau (né le 4 février 1767 à Châlons-sur-Marne, mort le 8 février 1807 à bataille d'Eylau), apparaît sur la 10e colonne.
- Louis Henri Loison, général de division (né le 13 mai 1771 à Damvillers, mort le 30 décembre 1816 à Chokier), apparaît sur la 35e colonne.
- Jean Thomas Guillaume Lorge, général de division (né le 22 novembre 1767 à Caen, mort le 28 novembre 1826 à Chauconin), apparaît sur la 6e colonne.
- Nicolas de Loverdo, général (né le 6 août 1773 à Kontogennada en Céphalonie, mort le 26 juillet 1837 à Paris), apparaît sur la 29e colonne.
- Nicolas Luckner, maréchal de France (né le 12 janvier 1722 à Cham, mort le 4 janvier 1794 à Paris), apparaît sur la 3e colonne.
- Edme Aimé Lucotte, général de division (né le 30 octobre 1770 à Créancey, mort le 8 juillet 1825 à Port-sur-Saône), apparaît sur la 29e colonne.

### M

#### Mac à Maz
- Étienne Macdonald, maréchal d'Empire (né le 13 novembre 1765 à Sedan, mort le 25 septembre 1840 à Beaulieu-sur-Loire, apparaît sur la 13e colonne.
- Pierre Macon, général de brigade, il meurt au siège de Magdebourg (né le 13 janvier 1769 à Chasselay, mort le 27 octobre 1806 à Magdebourg), apparaît sur la 40e colonne.
- Charles René Magon de Médine, contre-amiral, tué à bord de l'Algésiras pendant la bataille de Trafalgar (né le 12 novembre 1763 à Paris, mort le 21 octobre 1805 au large du cap de Trafalgar), apparaît sur la 29e colonne.
- Joseph Antoine Marie Michel Mainoni, général de division (né le 29 septembre 1754 à Lugano, mort le 12 décembre 1807 à Mantoue), apapraît sur la 26e colonne.
- Nicolas-Joseph Maison, maréchal de France (né le 19 décembre 1771 à Épinay-sur-Seine, mort le 13 février 1840 à Paris), apparaît sur la 14e colonne.
- Jean-Pierre Firmin Malher, général de division (né le 19 juin 1761 à Paris, mort le 13 mars 1808 à Valladolid), apparaît sur la 7e colonne.
- Antoine Louis Popon de Maucune (l'Arc indique Mancune), général de division (né le 21 février 1772 à Brive, mort le 18 février 1824 à Paris), apparaît sur la 35e colonne.
- Jean-Pierre Maransin, général de division (né le 20 mars 1770 à Lourdes, mort le 16 mai 1828 à Paris), apparaît sur la 35e colonne.
- Jean-Antoine Marbot, général de division (né le 7 décembre 1754 à Altillac, mort le 19 avril 1800 à Gênes), apparaît sur la 34e colonne.
- François Séverin Marceau-Desgraviers, dit Marceau, général de division, il est mortellement blessé à Altenkirchen (né le 1er mars 1769 à Chartres, mort le 21 septembre 1796 à Altenkirchen), apparaît sur la 6e colonne.
- Jean Gabriel Marchand, général de division (né le 10 décembre 1765 à L'Albenc, mort le 12 novembre 1851 à Saint-Ismier), apparaît sur la 26e colonne.
- Pierre-Louis Binet de Marcognet, général de division (né le 14 novembre 1765 à Croix-Chapeau, mort le 19 décembre 1854 à Paris), apparaît sur la 7e colonne.
- Armand Samuel de Marescot, général de division (né le 5 novembre 1758 à Tours, mort le 5 novembre 1832 au château de Chasley près de Montoire), apparaît sur la 14e colonne.
- Pierre Margaron, général de division (né le 1er mai 1765 à Lyon, mort le 16 décembre 1824 à Paris), apparaît sur la 2e colonne.
- Joseph Bernard Marigny, colonel, tué à Iéna (né le 19 mars 1768 à Morestel, mort le 14 octobre 1806 à Iéna), apparaît sur la 28e colonne.
- Jacques-Barthélémy Marin, général de brigade (né le 23 août 1772 à Ville (Oise), mort le 24 mars 1848 à Ville), apparaît sur la 19e colonne.
- Charles Stanislas Marion, général de brigade, tué à la bataille de la Moskova (né le 7 mai 1758 à Charmes, mort le 7 septembre 1812 à Borodino), apparaît sur la 18e colonne.
- Frédéric Vagnair de Marizy (l'Arc indique Marisy), général de brigade, assassiné (né le 8 juillet 1765 à Altroff, mort le 1er février 1811 à Talavera la Vieja), apparaît sur la 30e colonne.
- Auguste Frédéric Viesse de Marmont, maréchal d'Empire (né le 3 mars 1774 à Châtillon-sur-Seine, mort le 3 mars 1852 à Venise), apparaît sur la 24e colonne.
- Pierre Martin, vice-amiral (né le 29 janvier 1752 à Louisbourg (Nouvelle-France), mort le 1er octobre 1820 à Rochefort), apparaît sur la 31e colonne.
- Jacob François Marulaz dit Marulaz, général de division (né le 6 novembre 1769 à Zeiskam, mort le 10 juin 1842 au château de Filain), apparaît sur la 11e colonne.
- André Masséna, maréchal d'Empire, vainqueur des Russes et des Autrichiens à Zurich les 25 et 26 septembre né le 6 mai 1758 à Nice, mort le 4 avril 1817 à Paris, apparaît sur la 23e colonne.
- Jean-François Nicolas Joseph Maucomble, général de brigade (né le 2 juillet 1776 à Charleville, mort le 20 mai 1850 à Paris), apparaît sur la 32e colonne.
- David-Maurice-Joseph Mathieu de La Redorte (l'Arc indique Mce Mathieu), général de division (né le 20 février 1768 à Saint-Affrique, mort le 1er mars 1833 à Paris), apparaît sur la 36e colonne.
- Antoine Maurin, général de division (né le 19 décembre 1771 à Montpellier, mort le 4 octobre 1830 à Paris), apparaît sur la 40e colonne.
- Jacques François Marc Mazas, colonel, tué à Austerlitz (né le 25 avril 1765 à Marseille, mort le 2 décembre 1805 à Austerlitz), apparaît sur la 18e colonne.

#### Me à Mi
- Philippe Romain Ménard, général de division (né le 24 octobre 1750 à Liancourt-Saint-Pierre, mort le 13 février 1810 à Paris), apparaît sur la 25e colonne.
- Jacques de Menou de Boussay, général de division (né le 3 septembre 1750 à Boussay, mort le 13 août 1810 à la villa Corniani à Mestre), apparaît sur la 24e colonne.
- Pierre Hugues Victoire Merle, général de division (né le 26 août 1766 à Montreuil, mort le 5 décembre 1830 à Lambesc), apparaît sur la 35e colonne.
- Christophe Antoine Merlin, général de division (né le 27 mai 1771 à Thionville, mort le 9 mars 1839 à Paris), apparaît sur la 30e colonne.
- Eugène Antoine François Merlin, général (né le 27 décembre 1778 à Douai, mort le 31 août 1854 à Eaubonne), apparaît sur la 29e colonne.
- Julien Auguste Joseph Mermet, général de division (né le 9 mai 1772 à Le Quesnoy, mort le 28 octobre 1837 à Paris), apparaît sur la 8e colonne.
- Jean-Baptiste Marie Meusnier, général de division et scientifique, tué durant la défense de Mayence assiégée (né le 19 juin 1754 à Tours, mort le 13 juin 1793 à Mayence), apparaît sur la 6e colonne.
- Claude Marie Meunier, général de division (né le 4 août 1770 à Saint-Amour, mort le 14 avril 1846 à Paris), apparaît sur la 30e colonne.
- Louis Henri René Meynadier, général (né le 8 février 1778 à Saint-André-de-Valborgne, mort le 3 juillet 1847 à Paris), apparaît sur la 39e colonne.
- Claude Ignace François Michaud, général de division (né le 28 octobre 1751 à Chaux-Neuve, mort le 19 septembre 1835 à Luzancy), apparaît sur la 13e colonne.
- Claude Étienne Michel, général de division, tué à Waterloo (né le 3 octobre 1772 à Pointre, mort le 18 juin 1815 à Waterloo), apparaît sur la 10e colonne.
- Jean-Baptiste Milhaud, général de division (né le 10 juillet 1766 à Arpajon-sur-Cère, mort le 8 janvier 1833 à Aurillac), apparaît sur la 35e colonne.
- Sextius Alexandre François de Miollis, général de division (né le 18 septembre 1759 à Aix-en-Provence, mort le 18 juin 1828 à Aix-en-Provence), apparaît sur la 25e colonne.
- Pierre André Miquel, général de brigade (né le 20 janvier 1762 à Béziers, mort le 5 mars 1819 à Béziers), apparaît sur la 37e colonne.
- Guillaume Mirabel, général de brigade, tué à la bataille de Saint-Laurent-de-la-Mouga (né le 29 août 1744 à Fitou, mort le 13 août 1794 à Saint-Laurent-de-la-Mouga), apparaît sur la 38e colonne.
- Francisco de Miranda, général de brigade, héros de l'indépendance du Venezuela (né le 9 juin 1756 à Caracas, mort le 14 juillet 1816 à Cadix), apparaît sur la 4e colonne.
- François Mireur, général, assassiné par un Arabe (né le 9 février 1770 à Escragnolles, mort le 9 juillet 1798 à Damanhur), apparaît sur la 28e colonne.
- Édouard Thomas Burgues de Missiessy, vice-amiral (né le 23 avril 1756 à Toulon, mort le 24 mars 1837 à Toulon), apparaît sur la 1re colonne.

#### Mo
- Gabriel Molitor, maréchal de France (né le 7 mars 1770 à Hayange, mort le 28 juillet 1849 à Paris), apparaît sur la 13e colonne.
- Bon-Adrien Jeannot de Moncey, maréchal d'Empire (né le 31 juillet 1754 à Moncey, mort le 20 avril 1842 à Paris), apparaît sur la 33e colonne.
- Jacques de Montfort (l'Arc indique Monfort), général de brigade (né le 22 juillet 1770 à Sallanches, mort le 1er janvier 1824 à Paris) apparaîtrait sur la 2e colonne ; il est possible qu'il s'agisse de Joseph Monfort, général du génie (né le 6 avril 1774 à Montcuq, mort le 30 janvier 1855 à Paris), Jacques de Montfort ayant toujours été orthographié avec un « t ».
- Jean-Charles Monnier (l'Arc indique Monier), général de division (né le 22 mars 1758 à Cavaillon, mort le 30 janvier 1816 à Paris), apparaît sur la 26e colonne.
- Louis Pierre de Montbrun, général de division, tué à la bataille de la Moskova (né le 1er mars 1770 à Florensac, mort le 7 septembre 1812 à Borodino), apparaît sur la 15e colonne.
- Louis Antoine Choin de Montgay de Montchoisy, général de division (né le 21 juin 1747 à Grenoble, mort le 14 juin 1814 à Gênes), apparaît sur la 8e colonne.
- Gabriel Gaspard Achille Adolphe Bernon de Montélégier, général (né le 2 novembre 1780 à Romans, mort le 2 novembre 1825 à Bastia), apparaît sur la 29e colonne.
- Anne-Pierre de Montesquiou-Fézensac, général en chef de l'armée du Midi en 1792, écrivain (né le 17 octobre [1739 à Paris, mort le 30 décembre 1798 à Paris), apparaît sur la 23e colonne.
- Raymond Aimery de Montesquiou-Fezensac (l'Arc indique Montesquiou-Fac), général (né le 26 février 1784 à Paris, mort le 18 novembre 1867 au château de Mortier près de Tours), apparaît sur la 12e colonne.
- Aimé Sulpice Victor Pelletier de Montmarie, général de brigade, meurt après l'amputation d'un pied perdu à la bataille de Wachau (né le 13 novembre 1772 à Boury-en-Vexin, mort le 2 novembre 1813 à Leipzig), apparaît sur la 19e colonne.
- Louis François Élie Pelletier de Montmarie, général (né le 12 mars 1771 à Boury-en-Vexin, mort le 17 février 1854 à Pontault-Combault), apparaît sur la 40e colonne.
- Joseph Hélie Désiré Perruquet de Montrichard, général de division (né le 24 janvier 1760 à Thoirette, mort le 5 avril 1828 à Strasbourg), apparaît sur la 7e colonne.
- Charles Antoine Louis Alexis Morand, général de division (né le 4 juin 1771 à Largillat-Montbenoît, mort le 2 septembre 1835 à Paris), apparaît sur la 15e colonne.
- Jean Baptiste Molette de Morangiès, général de brigade (né le 24 novembre 1758 au Mas-de-Tence, mort le 21 mai 1827 à Antibes), apparaît sur la 30e colonne.
- Jean-Victor Moreau, général de division (né le 14 février 1763 à Morlaix, mort le 2 septembre 1813 à Laun), vainqueur des Autrichiens à Hohenlinden le 3 décembre 1800, blessé mortellement à la Bataille de Dresde, apparaît sur la 13e colonne.
- Jean René Moreaux, général de division (né le 14 mars 1758 à Rocroi, mort le 10/11 février 1795 à Thionville), apparaît sur la 13e colonne.
- Annet Morio de L'Isle, général de brigade (né le 3 janvier 1779 à Chantelle, mort le 22 février 1828 à Vanves), apparaît sur la 21e colonne.
- François-Louis de Morlan dit Morland, colonel, blessé mortellement à Austerlitz (né le 11 juin 1771 à Souilly, mort le 5 décembre 1805 à Brünn), apparaît sur la 18e colonne.
- Antoine Morlot, général de division (né le 5 mai 1766 à Bousse, mort le 22 mars 1809 à Bayonne), apparaît sur la 6e colonne.
- Édouard Mortier, maréchal d'Empire, tué par la machine infernale de Fieschi lors d'une revue (né le 13 février 1768 au Cateau, mort le 28 juillet 1835 à Paris), apparaît sur la 13e colonne.
- Georges Mouton, comte de Lobau et de l'Empire, maréchal de France (né le 21 juin 1770 à Phalsbourg, mort le 27 novembre 1838 à Paris), apparaît sur la 14e colonne. Fait comte de Lobau par Napoléon Ier à la bataille de Wagram du nom de l'île de Lobau sur le Danube.
- Jacques Léonard Muller, général de division (né le 11 décembre 1749 à Thionville, mort le 1er octobre 1824 à Saintes), apparaît sur la 33e colonne.
- Joachim Murat, maréchal d'Empire, roi de Naples (né le 25 mars 1767 à La Bastide-Fortunière devenu Labastide-Murat, mort le 13 octobre 1815 à Pizzo), apparaît sur la 24e colonne.
- Louis François Félix Musnier de la Converserie, général de division (né le 16 novembre 1766 à Longueville, mort le 16 novembre 1837 à Paris), apparaît sur la 37e colonne.

### N
- Étienne Marie Antoine Champion de Nansouty, général de division (né le 30 mai 1768 à Bordeaux, mort le 12 février 1815 à Paris), apparaît sur la 16e colonne.
- Louis Marie de Narbonne-Lara, général de division (né le 23 août 1755 à Parme, mort le 17 novembre 1813 à Torgau), apparaît sur la 11e colonne.
- Gabriel Neigre, général de division (né le 28 juillet 1774 à La Fère, mort le 8 août 1847 à Villiers-sur-Marne), apparaît sur la 10e colonne.
- Michel Ney, maréchal d'Empire, il est condamné pour trahison et exécuté au début de la Restauration (né le 10 janvier 1769 à Sarrelouis, mort le 7 décembre 1815), apparaît sur la 13e colonne.
- Louis Marc Antoine de Noailles, général, il est blessé mortellement lors de l'attaque de la corvette britannique Hazard (né le 17 avril 1756 à Paris, mort le 7 janvier 1804 à La Havane), apparaît sur la 40e colonne.

### O
- Jean-Baptiste Olivier, général de division (né le 25 décembre 1765 à Strasbourg, mort le 27 septembre 1813 au château de Saint-André près de Witternesse), apparaît sur la 7e colonne.
- Michel Ordener, général de division (né le 2 septembre 1755 à L'Hôpital près de Saint-Avold, mort le 30 août 1811 à Compiègne), apparaît sur la 31e colonne.
- Louis Ordonneau, général (né le 23 juillet 1770 à Saint-Maurice, mort le 29 septembre 1855 au château d'Autouillet près de Thoiry), apparaît sur la 37e colonne.
- Louis Philippe d'Orléans (l'Arc indique Chartres), duc de Chartres, général, puis roi des Français (né le 6 octobre 1773 à Paris, mort le 26 août 1850 à Claremont), apparaît sur la 1re colonne.
- Philippe Antoine d'Ornano, maréchal de France (né le 17 janvier 1784 à Ajaccio, mort le 13 octobre 1863 à Paris), apparaît sur la 12e colonne.
- Nicolas Charles Oudinot, maréchal d'Empire, il a été officiellement reconnu blessé 27 fois (né le 25 avril 1767 à Bar-le-Duc, mort le 13 septembre 1847 à Paris), apparaît sur la 13e colonne.

### P

#### Pa à Ph
- Michel Marie Pacthod, général de division (né le 16 janvier 1764 à Saint-Julien-en-Genevois, mort le 24 mars 1830 à Paris), apparaît sur la 26e colonne.
- Nicolas Augustin Paillard, général de brigade (né le 28 août 1756 à Donzy, mort en 1831 à Entrains-sur-Nohain), apparaît sur la 6e colonne.
- Pierre Claude Pajol, général de division (né le 3 février 1772 à Besançon, mort le 20 mars 1844 à Paris), apparaît sur la 8e colonne.
- Louis de Partouneaux, général de division (né le 26 septembre 1770 à Romilly-sur-Seine, mort le 14 janvier 1835 à Menton), apparaît sur la 26e colonne.
- Marc Nicolas Louis Pécheux, général de division (né le 28 janvier 1769 à Bucilly, mort le 1er novembre 1831 à Paris), apparaît sur la 37e colonne.
- Jean-Jacques Germain Pelet-Clozeau (l'Arc indique Pelet), (né le 15 juillet 1777 à Toulouse, mort le 20 décembre 1858 à Paris), apparaît sur la 19e colonne.
- Pierre de Pelleport, général (né le 26 octobre 1773 à Montréjeau, mort le 15 décembre 1855 à Bordeaux), apparaît sur la 19e colonne.
- Jean-Baptiste Pelletier, général (né le 16 février 1777 à Éclaron, mort le 27 mai 1862 à Versailles), apparaît sur la 9e colonne.
- Raymond Pierre Penne, général de brigade tué par un boulet lors de l'attaque du village de Bierge (né le 18 novembre 1770 à Coarraze, mort le 19 juin 1815 à Bierge), apparaît sur la 2e colonne.
- Joseph Pépin, général de brigade, tué à la Bataille d'Albuera (né le 23 mai 1765 à Pont-Saint-Esprit, mort le 16 mai 1811 à La Albuera), apparaît sur la 38e colonne.
- Pierre-François Percy, chirurgien (né le 28 octobre 1754 à Montagney, mort le 18 février 1825 à Paris), apparaît sur la 10e colonne.
- Catherine-Dominique de Pérignon, maréchal d'Empire (né le 31 mai 1754 à Grenade, mort le 25 décembre 1818 à Paris), apparaît sur la 33e colonne.
- Joseph Marie de Pernety, général de division (né le 19 mai 1766 à Lyon, mort le 29 avril 1856 à Paris), apparaît sur la 21e colonne.
- Jean-Baptiste Emmanuel Perrée, contre-amiral, tué à bord du Généreux lors d'un combat contre une escadre britannique (né le 19 décembre 1761 à Saint-Valery-sur-Somme, mort le 18 février 1800 à Malte), apparaît sur la 24e colonne.
- Claude-Louis Petiet, ministre de la Guerre puis intendant général (né le 9 février 1749 à Châtillon-sur-Seine, mort le 25 mai 1806 à Paris), apparaît sur la 10e colonne.
- Jean Martin Petit, général (né le 22 juillet 1772 à Paris, mort le 8 juin 1856 à Paris), apparaît sur la 8e colonne.
- Armand Philippon, général de division (né le 28 août 1761 à Rouen, mort le 4 mai 1836 à Paris), apparaît sur la 37e colonne.

#### Pi à Pu
- Charles Pichegru, général de division (né le 16 février 1761 à Les Planches-près-Arbois, mort le 5 avril 1804 à Paris), apparaît sur la 3e colonne.
- Cyrille Simon Picquet, général (né le 14 novembre 1774 à Lorient, mort le 2 septembre 1847 à Heidelberg), apparaît sur la 32e colonne.
- Jean Joseph Magdeleine Pijon, général de brigade, blessé à mort à la bataille de Magnano (né le 7 septembre 1758 à Lavaur, mort le 5 avril 1799 à Isola della Scala), apparaît sur la 27e colonne.
- Louis Antoine Pille, général de division (né le 14 juillet 1749 à Soissons, mort le 7 octobre 1828 à Soissons), apparaît sur la 35e colonne.
- Hippolyte-Marie-Guillaume de Rosnyvinen de Piré (l'Arc indique Piré), général de division (né le 31 mars 1778 à Rennes, mort le 20 juillet 1850 à Paris), apparaît sur la 2e colonne.
- Louis Auguste Marchand de Plauzonne, général de brigade, tué à la Moskowa (né le 7 juillet 1774 à Fontainebleau, mort le 7 septembre 1812 à Borodino), apparaît sur la 12e colonne.
- Pierre Poinsot de Chansac, général de division (né le 7 février 1764 à Chalon-sur-Saône, mort le 30 juillet 1833 à Dijon), apparaît sur la 8e colonne.
- François Hilarion Point, général de brigade, tué à la tête de ses grenadiers attaquant le pont de Popoli (né le 14 avril 1759 à Montélimar, mort le 24 décembre 1798 à Popoli), apparaît sur la 28e colonne.
- Jean Étienne Casimir Poitevin de Maureilhan (l'Arc indique Poitevin de Mlan), général de brigade (né le 14 juillet 1772 à Montpellier, mort le 19 mai 1829 à Metz), apparaît sur la 29e colonne.
- André Poncet, général de division (né le 30 juillet 1755 à Pesmes, mort le 23 juillet 1838 à Montmirey-le-Château), apparaît sur la 6e colonne.
- Joseph-Antoine Poniatowski (l'Arc indique Poniatowsky), maréchal d'Empire, se noie dans l'Elster Blanche lors de la retraite de Leipzig (né le 7 mai 1763 à Vienne, mort le 19 octobre 1813 à Leipzig), apparaît sur la 13e colonne.
- Paul Jean-Baptiste Poret de Morvan, général de brigade (né le 14 avril 1777 à Saint-Étienne-sous-Bailleul, mort le 17 février 1834 à Chartres), apparaît sur la 9e colonne.
- François René Cailloux dit Pouget (1767-1851) baron de l'Empire et général de brigade, c'est lui et non Jean Pierre Pouget qui est inscrit sur l'Arc de Triomphe de l'Etoile.
- Jean Pierre Pouget, général de division (né le 5 octobre 1761 à Péret, mort le 7 février 1825 à Montpellier), baron de l'Empire, apparaît sur la 27e colonne.
- Claude Antoine Hippolyte de Préval, général (né le 6 novembre 1776 à Salins, mort le 19 février 1853 à Paris), apparaît sur la 40e colonne.
- Claude Prost, général de brigade (né le 5 février 1764 à Auxonne, mort le 4 juillet 1834 à Belleville (actuellement quartier de Paris)), apparaît sur la 2e colonne.
- Charles Joseph Randon de Malboissière de Pully (l'Arc indique simplement Pully), général de division (né le 18 août 1751 à Paris, mort le 20 avril 1832 à Paris), apparaît sur la 4e colonne.
- Jacques Pierre Louis Marie Joseph Puthod, général de division (né le 28 septembre 1769 à Bâgé-le-Châtel, mort le 31 mars 1837 à Libourne), apparaît sur la 1re colonne.

### Q
- Pierre Quantin, général de division (né le 16 juin 1759 à Fervaques, mort le 7 février 1824 à Coutances), apparaît sur la 7e colonne.
- François-Jean-Baptiste de Quesnel, général de division (né le 18 janvier 1765 à Saint-Germain-en-Laye, mort le 8 avril 1819 à Avranches), apparaît sur la 37e colonne.
- Joachim Jérôme Quiot du Passage, général (né le 9 février 1775 à Alixan, mort le 12 janvier 1849 au Passage), apparaît sur la 22e colonne.

### R

#### Ra à Ri
- François Rambeaud (l'Arc indique Rambaud), général de brigade à titre provisoire, tué durant le siège de Saint-Jean-d'Acre (né le 20 mai 1745 à Voiron, mort le 8 mars 1799 à Saint-Jean-d'Acre), apparaît sur la 27e colonne.
- Antoine-Guillaume Rampon, général de division (né le 16 mars 1759 à Saint-Fortunat, mort le 2 mars 1842 à Paris), apparaît sur la 24e colonne.
- Jean Rapp, général de division (né le 27 avril 1771 à Colmar, mort le 8 novembre 1821 à Rheinweiler), apparaît sur la 14e colonne.
- Louis-Nicolas de Razout, général de division (né le 8 mars 1772 à Paris, mort le 10 janvier 1820 à Metz), apparaît sur la 21e colonne.
- Honoré Charles Michel Joseph Reille, maréchal de France (né le 1er septembre 1775 à Antibes, mort le 4 mars 1860 à Paris), apparaît sur la 34e colonne.
- Marie Antoine de Reiset, général (né le 29 novembre 1775 à Colmar, mort le 25 mars 1836 à Rouen), apparaît sur la 32e colonne.
- Victor Urbain Rémond, général de brigade (né le 15 juillet 1773 à Domfront, mort le 23 décembre 1859 au château d'Alincourt à Parnes), apparaît sur la 22e colonne.
- Jean François Renaudin, contre-amiral (né le 13 juillet 1750 au Gua, mort le 29 avril 1809 au Gua), apparaît sur la 40e colonne.
- Jean Gaspard Pascal René (l'Arc porte le nom de Réné), général de brigade, brûlé vif par des guérilleros (né le 20 juin 1768 à Montpellier, mort le 29 août 1808 à La Carolina), apparaît sur la 39e colonne.
- Louis Emmanuel Rey, général de division (né le 22 septembre 1768 à Grenoble, mort le 18 juin 1846 à Paris), apparaît sur la 37e colonne.
- Jean-Louis-Ébénézer Reynier, général de division (né le 14 janvier 1771 à Lausanne, mort le 27 février 1814 à Paris), apparaît sur la 24e colonne.
- Étienne Pierre Sylvestre Ricard, général de division (né le 31 décembre 1771 à Castres, mort le 6 novembre 1843 au château de Varès à Recoules), apparaît sur la 26e colonne.
- Antoine Richepanse (l'Arc indique Richepance), général de division (né le 25 mars 1770 à Metz, mort le 3 septembre 1802 à Basse-Terre), apparaît sur la 14e colonne.
- Antoine Rigaux (l'Arc indique Rigau), général de brigade (né le 14 mai 1758 à Agen, mort le 4 septembre 1820 à La Nouvelle-Orléans), apparaît sur la 10e colonne.
- Olivier Macoux Rivaud de La Raffinière (l'Arc indique Rivaud de la Rère), général de division (né le 10 février 1766 à Civray, mort le 19 décembre 1839 à Angoulême), apparaît sur la 21e colonne.

#### Ro à Ru
- Donatien de Rochambeau, général de division blessé mortellement à la bataille de Leipzig (né le 7 avril 1755 à Paris, mort le 10 octobre 1813 à Leipzig), apparaît sur la 16e colonne.
- Joseph Rogniat, général de division (né le 9 novembre 1776 à Saint-Priest, mort le 8 mai 1840 à Paris), apparaît sur la 36e colonne.
- François Roguet, général de division (né le 12 novembre 1770 à Toulouse, mort le 4 décembre 1846 à Paris), apparaît sur la 26e colonne.
- César Antoine Roize, général de brigade à titre provisoire, tué à la tête de ses dragons à Canope (campagne d'Égypte) (né le 8 juillet 1761 à Toulon, mort le 21 mars 1801 à Canope), apparaît sur la 30e colonne.
- Jean-Louis Romeuf, général de brigade, blessé mortellement à la bataille de la Moskova (né le 26 septembre 1766 à La Voulte-Chilhac, mort le 9 septembre 1812 à Borodino), apparaît sur la 20e colonne.
- Claude du Campe de Rosamel, vice-amiral, ministre de la Marine (né le 25 juin 1774 à Frencq, mort le 27 mars 1848 à Paris), apparaît sur la 17e colonne.
- François Étienne de Rosily-Mesros, (l'Arc indique Rosily), vice-amiral (né le 13 janvier 1748 à Brest, mort le 11 novembre 1832 à Paris), apparaît sur la 13e colonne.
- Henri Rottembourg, général de division (né le 6 juillet 1769 à Phalsbourg, mort le 8 février 1857 à Montgeron), apparaît sur la 10e colonne.
- François Xavier Roussel, général de brigade, tué par un boulet à Heilsberg (né le 3 décembre 1770 à Charmes, mort le 10 juin 1807 à Heilsberg), apparaît sur la 20e colonne.
- Nicolas François Roussel d'Hurbal (l'Arc indique Roussel d'Hal), général de division (né le 7 septembre 1763 à Neufchâteau, mort le 25 mars 1849 à Paris), apparaît sur la 20e colonne.
- Marie François Rouyer, général de division (né le 2 mars 1765 à Vouxey, mort le 10 août 1824 à Paris), apparaît sur la 1re colonne.
- François Amable Ruffin, général de division, mort en prison sur le Gorgon (né le 31 août 1771 à Bolbec, mort le 15 mai 1811 en rade de Portsmouth), apparaît sur la 37e colonne.
- Jean-Baptiste Dominique Rusca, général de division, tué lors de la défense de Soissons (né le 27 novembre 1759 à La Brigue, mort le 14 février 1814 à Soissons), apparaît sur la 25e colonne.
- Charles-Étienne-François Ruty, général de division (né le 4 novembre 1774 à Besançon, mort le 24 avril 1828 à Paris), apparaît sur la 22e colonne.

### S

#### Sa
- Louis Michel Antoine Sahuc, général de division (né le 7 janvier 1755 à Mello, mort le 24 octobre 1813 à Francfort-sur-le-Main), apparaît sur la 7e colonne.
- Jean Joseph François de Sahuguet d'Amarzit de Laroche (l'Arc indique Sahuguet), général de division (né le 12 octobre 1756 à Brive-la-Gaillarde, mort le 26 décembre 1802 à Tobago), apparaît sur la 34e colonne.
- Saint-Cyr Nugues, dit Cyr Nugues, général (né le 18 octobre 1774 à Romans-sur-Isère, mort le 25 juillet 1842 à Vichy), apparaît sur la 39e colonne.
- Gilbert Joseph Martin Bruneteau de Sainte-Suzanne (l'Arc indique Ste Suzanne), général de division (né le 7 mars 1760 à Poivres, mort le 26 août 1830 à Paris), apparaît sur la 14e colonne.
- Jean Marie Noël Delisle de Falcon de Saint-Geniès, général (né le 25 décembre 1776 à Montauban, mort le 26 janvier 1836 à Vernou-sur-Brenne), apparaît sur la 22e colonne.
- Antoine Louis Decrest de Saint-Germain, général de division (né le 8 décembre 1761 à Paris, mort le 4 octobre 1835 à Neuilly-sur-Seine), apparaît sur la 1re colonne.
- Louis Charles Vincent Le Blond de Saint-Hilaire, général de division, blessé mortellement par un boulet à Essling (né le 4 septembre 1766 à Ribemont, mort le 3 juin 1809 à Vienne), apparaît sur la 25e colonne.
- Louis Joseph Auguste de Saint-Laurent, général de division (né le 29 juin 1763 à Dunkerque, mort le 1er septembre 1832 à Paris), apparaît sur la 27e colonne.
- Raymond Gaspard de Bonardi de Saint-Sulpice (l'Arc indique St Sulpice), général de division (né le 23 octobre 1761 à Paris, mort le 20 juin 1835 à Paris), apparaît sur la 31e colonne.
- Charles Saligny, général de division (né le 12 septembre 1772 à Vitry-le-François, mort le 25 février 1809 à Madrid), apparaît sur la 36e colonne.
- Jean-Baptiste Salm, général de brigade, tué par un biscaïen au fort de l'Olivo lors du siège de Tarragone (né le 18 novembre 1766 à Aillianville, mort le 27 ou le 28 mai 1811 à Tarragone), apparaît sur la 38e colonne.
- Nicolas Antoine Sanson, général de division (né le 7 décembre 1756 à Paris, mort le 29 octobre 1824 à Passy), apparaît sur la 21e colonne.
- Jacques Thomas Sarrut, général de division, (né le 16 août 1765 à Saverdun, mortellement blessé le 26 juin 1813 à la bataille de Vitoria), apparaît sur la 21e colonne.
- Pierre François Sauret de La Borie (l'Arc indique Sauret), général de division (né le 23 mars 1742 à Gannat, mort le 18 juin 1818 à Gannat), apparaît sur la 35e colonne.
- Anne Jean Marie René Savary, général de division, ministre de la Police (né le 26 avril 1774 à Marcq, mort le 2 juin 1833 à Paris), apparaît sur la 14e colonne.

#### Sc à Se
- François Ignace Schaal, général de division (né le 5 décembre 1747 à Sélestat, mort le 30 août 1833 à Sélestat), apparaît sur la 14e colonne.
- Alexis Balthazar Henri Antoine Schauenburg (l'Arc indique Schawembourg), général de division (né le 31 juillet 1748 à Hellimer, mort le 1er septembre 1832 à Geudertheim), apparaît sur la 23e colonne.
- Barthélemy Louis Joseph Schérer, général de division, ministre de la Guerre (né le 18 décembre 1747 à Delle, mort le 19 août 1804 à Chauny), apparaît sur la 33e colonne.
- Nicolas Schmitz, général de brigade (né le 11 avril 1768 à Guessling-Hémering, mort le 8 janvier 1851 à Paris), apparaît sur la 39e colonne.
- Virgile Schneider, général, ministre de la Guerre sous la présidence du conseil de Soult (né le 22 mars 1779 à Bouquenom devenu Sarre-Union, mort le 11 juillet 1847 à Paris), apparaît sur la 7e colonne.
- Jean Adam Schramm, général (né le 23 décembre 1760 à Beinheim, mort le 12 mars 1826 à Beinheim), apparaît sur la 10e colonne.
- Jean Paul Adam Schramm, général, ministre de la Guerre (né le 1er décembre 1789 à Arras, mort le 25 février 1884 à Paris), apparaît sur la 19e colonne.
- Horace Sébastiani, maréchal de France (né le 17 novembre 1772 à La Porta d'Ampugnani, mort le 20 juillet Paris à 1851), apparaît sur la 34e colonne.
- Philippe-Paul de Ségur, général (né le 4 novembre 1780 à Paris, mort le 25 février 1873 à Paris), apparaît sur la 12e colonne.
- Jean-Baptiste Pierre de Semellé (l'Arc indique Semele), général de division (né le 16 juin 1773 à Metz, mort le 24 janvier 1839 à Château d'Urville Courcelles-Chaussy), apparaît sur la 35e colonne.
- Alexandre-Antoine Hureau de Sénarmont, général de division, tué par un boulet au siège de Cadix (né le 21 avril 1769 à Strasbourg, mort le 26 octobre 1810 à Cadix), apparaît sur la 38e colonne.
- Jean-Mathieu Seras, général de division (né le 16 avril 1765 à Osasio, mort le 14 avril 1815 à Grenoble), apparaît sur la 25e colonne.
- Pierre César Charles Guillaume de Sercey, vice-amiral (né le 26 avril 1753 au château du Jeu à La Cormelle, mort le 10 août 1836 à Paris), apparaît sur la 40e colonne.
- Jean Nicolas Seroux de Fay, général de division (né le 3 décembre 1742 à Paris, mort le 5 septembre 1822 à Compiègne), apparaît sur la 1re colonne.
- Jean Mathieu Philibert Sérurier, maréchal d'Empire (né le 8 décembre 1742 à Laon, mort le 21 décembre 1819 à Paris), apparaît sur la 24e colonne.
- Joseph Servan, général en chef (né le 14 février 1741 à Romans, mort le 10 mai 1808 à Paris), apparaît sur la 33e colonne.
- Philippe Eustache Louis Severoli, général de division (né en 1767 à Faenza, mort en 1822 à Fusignano en Romagne (Italie)), apparaît sur la 36e colonne.

#### Si à Su
- Benoît Prosper Sibuet, général de brigade, tué dans le torrent de la Bóbr par des balles russes (né le 9 juin 1773 à Belley, mort le 29 août 1813 à Lwówek Ṥlaski), apparaît sur la 30e colonne.
- François Martin Valentin Simmer, général de division (né le 7 août 1776 à Rodemack, mort le 30 juillet 1847 à Clermont-Ferrand), apparaît sur la 39e colonne.
- Jean-Baptiste Solignac, général de division (né le 15 mars 1773 à Millau, mort le 11 novembre 1850 à Montpellier), apparaît sur la 35e colonne.
- Nicolas Marie Songis des Courbons (l'Arc indique Songis), général de division (né le 23 avril 1761 à Troyes, mort le 27 décembre 1810 à Paris), apparaît sur la 15e colonne.
- Jean Barthélemot de Sorbier, général de division (né le 17 novembre 1762 à Paris, mort le 23 juillet 1827 à Saint-Sulpice), apparaît sur la 15e colonne.
- Joseph Souham, général de division (né le 30 avril 1760 à Lubersac, mort le 28 avril 1837 à Versailles), apparaît sur la 5e colonne.
- Jérôme Soulès, général de division (né le 4 août 1760 à Lectoure, mort le 3 octobre 1833 à Paris), apparaît sur la 27e colonne.
- Jean-de-Dieu Soult, maréchal d'Empire, ministre de la Guerre, président du Conseil (né le 29 mars 1769 à Saint-Amans-La-Bastide, mort le 26 novembre 1851 au château de Soultberg à Saint-Amans-La-Bastide), apparaît sur la 33e colonne.
- Pierre-Benoît Soult, général de division (né le 19 juillet 1770 à Saint-Amans-La-Bastide, mort le 7 mai 1843 à Tarbes), apparaît sur la 22e colonne.
- Louis Ernest Joseph Sparre, général de brigade (né le 8 juillet 1780 à Paris, mort le 9 juillet 1845 à Paris), apparaît sur la 5e colonne.
- Henri Christian Michel Stengel, général de division, blessé mortellement à la bataille de Mondovi (né le 11 mai 1744 à Neustadt, mort le 21 avril 1796 à Mondovi), apparaît sur la 28e colonne.
- Jean Baptiste Alexandre Strolz (l'Arc indique Stroltz), général de brigade (né le 6 août 1771 à Belfort, mort le 27 octobre 1841 à Paris), apparaît sur la 22e colonne.
- Jacques-Gervais Subervie, général de division (né le 1er septembre 1776 à Lectoure, mort le 10 mars 1856 au château de Parenchère à Ligueux), apparaît sur la 30e colonne.
- Louis-Gabriel Suchet, maréchal d'Empire (né le 2 mars 1770 à Lyon, mort le 3 janvier 1826 à Marseille), apparaît sur la 33e colonne.
- Joseph Sulkowski (l'Arc indique Sulkosky), capitaine, aide de camp du général Bonaparte (né vers 1770 dans le Palatinat de Poznań, mort le 22 octobre 1798 au Caire (en Égypte) tué par des émeutiers), apparaît sur la 28e colonne.

### T
- Alexandre Camille Taponier, général de division (né le 2 février 1749 à Valence, mort le 14 avril 1831 à Paris), apparaît sur la 5e colonne.
- Éloi Charlemagne Taupin, général de division, blessé mortellement à la bataille de Toulouse (né le 17 août 1767 à Barbery, mort le 11 avril 1814 à Toulouse), apparaît sur la 37e colonne.
- Albert Louis Valentin Taviel, général de division (né le 17 juin 1767 à Saint-Omer, mort le 16 novembre 1831 à Paris), apparaît sur la 31e colonne.
- François Antoine Teste, général de division (né le 19 novembre 1775 à Bagnols-sur-Cèze, mort le 8 décembre 1862 à Angoulême), apparaît sur la 8e colonne.
- Pietro Teulié, général de division, blessé mortellement par un boulet lors du siège de Colberg (né le 3 février 1763 à Milan, mort le 20 juin 1807 à Kolberg), apparaît sur la 17e colonne.
- Jean-Victor Tharreau, général de division, blessé mortellement à la Moskowa (né le 15 janvier 1767 au May-sur-Èvre, mort le 26 septembre 1812 à Mojaïsk), apparaît sur la 11e colonne.
- Paul Charles François Adrien Henri Dieudonné Thiébault, général de division, écrivain (né le 14 décembre 1769 à Berlin, mort le 14 octobre 1846 à Paris), apparaît sur la 35e colonne.
- Jean Guillaume Barthélemy Thomières, général de brigade, tué près de Salamanque à la bataille des Arapiles (né le 18 août 1771 à Sérignan, mort le 22 juillet 1812 à la bataille des Arapiles), apparaît sur la 38e colonne.
- Pierre Thouvenot, général de division (né le 9 mars 1757 à Toul, mort le 21 juillet 1817 à Orly), apparaît sur la 30e colonne.
- Jacques Louis François de Tilly, général de division (né le 2 février 1749 à Vernon, mort le 10 janvier 1822 à Paris), apparaît sur la 4e colonne.
- Louis Tirlet, général de division (né le 14 mars 1771 à Moiremont, mort le 29 novembre 1841 à Fontaine-en-Dormois), apparaît sur la 21e colonne.
- Jean-Pierre Travot, général de division (né le 7 janvier 1767 à Poligny, mort le 7 janvier 1836 à Chaillot (actuellement dans Paris)), apparaît sur la 34e colonne.
- Anne-François-Charles Trelliard, général de division (né le 9 février 1764 à Parme, mort le 14 mai 1832 à Charonne (actuellement dans Paris)), apparaît sur la 11e colonne.
- Aimable Gilles Troude, contre-amiral (né le 1er juin 1762 à Cherbourg, mort le 1er février 1824 à Brest), apparaît sur la 39e colonne.
- Laurent Jean François Truguet, amiral (né le 10 janvier 1752 à Toulon, mort le 26 décembre 1839 à Paris), apparaît sur la 3e colonne.
- Louis Marie Turreau, général de division (né le 4 juillet 1756 à Évreux, mort le 15 décembre 1816 à Conches-en-Ouche), apparaît sur la 15e colonne.

### V

#### Va
- Éléonor Bertrand Anne Christophe Zoa Dufriche de Valazé, général (né le 12 février 1780 à Essay, mort le 26 mars 1838 à Nice), apparaît sur la 29e colonne.
- Sylvain Charles Valée, maréchal de France (né le 17 décembre 1773 à Brienne-le-Château, mort le 15 août 1846 à Paris), apparaît sur la 36e colonne.
- Jean-Baptiste Cyrus de Timbrune de Thiembronne, général de division (né le 20 août 1757 à Agen, mort le 4 février 1822 à Paris), apparaît sur la 4e colonne.
- Jean Marie Mellon Roger Valhubert, général de brigade, blessé mortellement à Austerlitz (né le 22 octobre 1764 à Avranches, mort le 3 décembre 1805 à Austerlitz), apparaît sur la 18e colonne.
- Jean André Valletaux, général de brigade, tué au combat (né le 23 novembre 1757 à Hiersac, mort le 23 juin 1811 à Quintanilla-de-Valle), apparaît sur la 32e colonne.
- Louis Vallin, général (né le 16 août 1770 à Dormans, mort le 25 décembre 1854 à Paris), apparaît sur la 12e colonne.
- Joseph Sécret Pascal-Vallongue, général de brigade, blessé mortellement au siège de Gaète (né le 14 avril 1763 à Sauve, mort le 17 juin 1806 à Castelleone), apparaît sur la 28e colonne.
- Dominique René Vandamme, général de division (né le 5 novembre 1770 à Cassel, mort le 15 juillet 1830 à Cassel), apparaît sur la 5e colonne.
- Lubin Martin Vandermaesen, général de division, blessé mortellement à Saint-Jean-de-Luz (né le 11 novembre 1766 à Versailles, mort le 1er septembre 1813 à Ascain), apparaît sur la 1re colonne.
- Louis Vasserot, général (né le 3 mars 1771 à Champlay, mort le 8 décembre 1840 à Paris), apparaît sur la 9e colonne.
- Claude-Henri Belgrand de Vaubois, général de division (né le 1er octobre 1748 à Longchamp-lès-Clervaux, mort le 14 juillet 1839 à Beauvais), apparaît sur la 24e colonne.

#### Veà Vi
- Jean Antoine Verdier, général de division (né le 2 mai 1767 à Toulouse, mort le 30 mai 1839 à Mâcon), apparaît sur la 25e colonne.
- Charles Henri Ver-Huell, vice-amiral (né le 11 février 1764 à Doetinchem, mort le 25 octobre 1845 à Paris), apparaît sur la 1re colonne.
- Honoré Vial, général de division, tué à la bataille de Leipzig (né le 22 février 1766 à Antibes, mort le 18 octobre 1813 à Leipzig), apparaît sur la 27e colonne.
- Joseph Agricol Viala, (né le 22 février 1778 à Avignon, mort le 6 juillet 1793 à Caumont-sur-Durance). Il apparaît sur la 18e colonne[6].
- Louis Joseph Vichery, général de division (né le 23 septembre 1767 à Frévent, mort le 22 février 1831 à Paris), apparaît sur la 2e colonne.
- Claude-Victor Perrin, dit Victor, maréchal d'Empire (né le 7 décembre 1764 à Lamarche, mort le 1er mars 1841 à Paris), apparaît sur la 33e colonne.
- Martin Vignolle, général de division (né le 18 mars 1763 à Marsillargues, mort le 14 novembre 1824 à Paris), apparaît sur la 21e colonne.
- Louis Thomas Villaret de Joyeuse (l'Arc indique Villaret Jse), vice-amiral (né le 29 mai 1748 à Auch, mort le 24 juillet 1812 à Venise), apparaît sur la 4e colonne.
- Eugène-Casimir Villatte, général de division (né le 14 avril 1770 à Longwy, mort le 14 mai 1834 à Nancy), apparaît sur la 2e colonne.
- Jacques-Pierre Orillard de Villemanzy, intendant général et général de division (né le 5 janvier 1751 à Amboise, mort le 3 septembre 1830 à Versailles), apparaît sur la 10e colonne.
- Pierre Charles Silvestre de Villeneuve, vice-amiral, se suicide après avoir perdu la bataille de Trafalgar (né le 31 décembre 1763 à Valensole, mort le 22 avril 1806 à Rennes), apparaît sur la 13e colonne.
- Henri Catherine Balthazard Vincent, général (né le 22 mai 1775 à Valenciennes, mort le 24 décembre 1844 à Paris), apparaît sur la 19e colonne.

### W
- Frédéric Henri Walther, général de division (né le 20 juin 1761 à Oberheim, mort le 24 novembre 1813 à Kusel), apparaît sur la 16e colonne.
- Pierre Wattier (l'Arc indique Wathier), général de division (né le 4 septembre 1770 à Laon, mort le 3 février 1846 à Paris), apparaît sur la 12e colonne.
- François Isidore Wathiez, général (né le 1er septembre 1777 à Versailles, mort le 24 février 1856 à Versailles), apparaît sur la 19e colonne.
- François Watrin, général de division (né le 29 janvier 1772 à Beauvais, mort le 22 novembre 1802 à Port-au-Prince), apparaît sur la 6e colonne.
- François Jean Werlé, général de brigade, tué à La Albuera (né le 6 septembre 1763 à Soultz-Haut-Rhin, mort le 16 mai 1811 à La Albuera), apparaît sur la 38e colonne.
- Jean-Baptiste Philibert Willaumez, vice-amiral, auteur d'un dictionnaire de marine (né le 7 août 1761 au Palais (Belle-Île-en-Mer), mort le 17 mai 1845 à Suresnes), apparaît sur la 22e colonne.
- Amédée Willot, général de division (né le 31 août 1755 à Belfort, mort le 17 décembre 1823 à Santeny), apparaît sur la 34e colonne.
- Charles Victor Woirgard (l'Arc indique Beauregard), général de brigade, tué au combat de Valverde (né le 16 octobre 1764 à Metz, mort le 19 février 1810 à Valverde del Camino), apparaît sur la 38e colonne.
- Marc François Jérôme Wolff, général (né le 4 mars 1776 à Strasbourg, mort le 24 octobre 1848 à Paris), apparaît sur la 39e colonne.

### Z
- Józef Zajączek, général de division (né le 1er novembre 1752 à Kamianets-Podilskyï, mort le 18 juillet 1826 à Varsovie), apparaît sur la 26e colonne.

## Noms oubliés
Au total 2 389 généraux servirent entre le 20 avril 1792 et juin 1815 (fin des Cent-Jours) dans les armées de la Révolution et du Premier Empire français. Les noms gravés sous l'arc de triomphe de l'Étoile recensent 653 généraux parmi les plus fameux d'entre eux.
Parmi les 1 736 noms de généraux de la Révolution et du Premier Empire absents des listes gravées sous l'Arc de Triomphe, certains ont pu être considérés comme « oubliés ». On citera cet « oublié », le général Joseph Léopold Sigisbert Hugo, père de l'écrivain Victor Hugo, dont le nom n'a jamais été ajouté en dépit des demandes réitérées de son fils auprès du ministère de la Guerre. Le poète a exprimé sa déception dans son œuvre en 1837 : « Je ne regrette rien devant ton mur sublime - Que Phidias absent et mon père oublié ! » (Les Voix intérieures, poème no 4 « À l'Arc de Triomphe ».)
On peut également citer le Général Jean Rivaud.